# デルタ航空

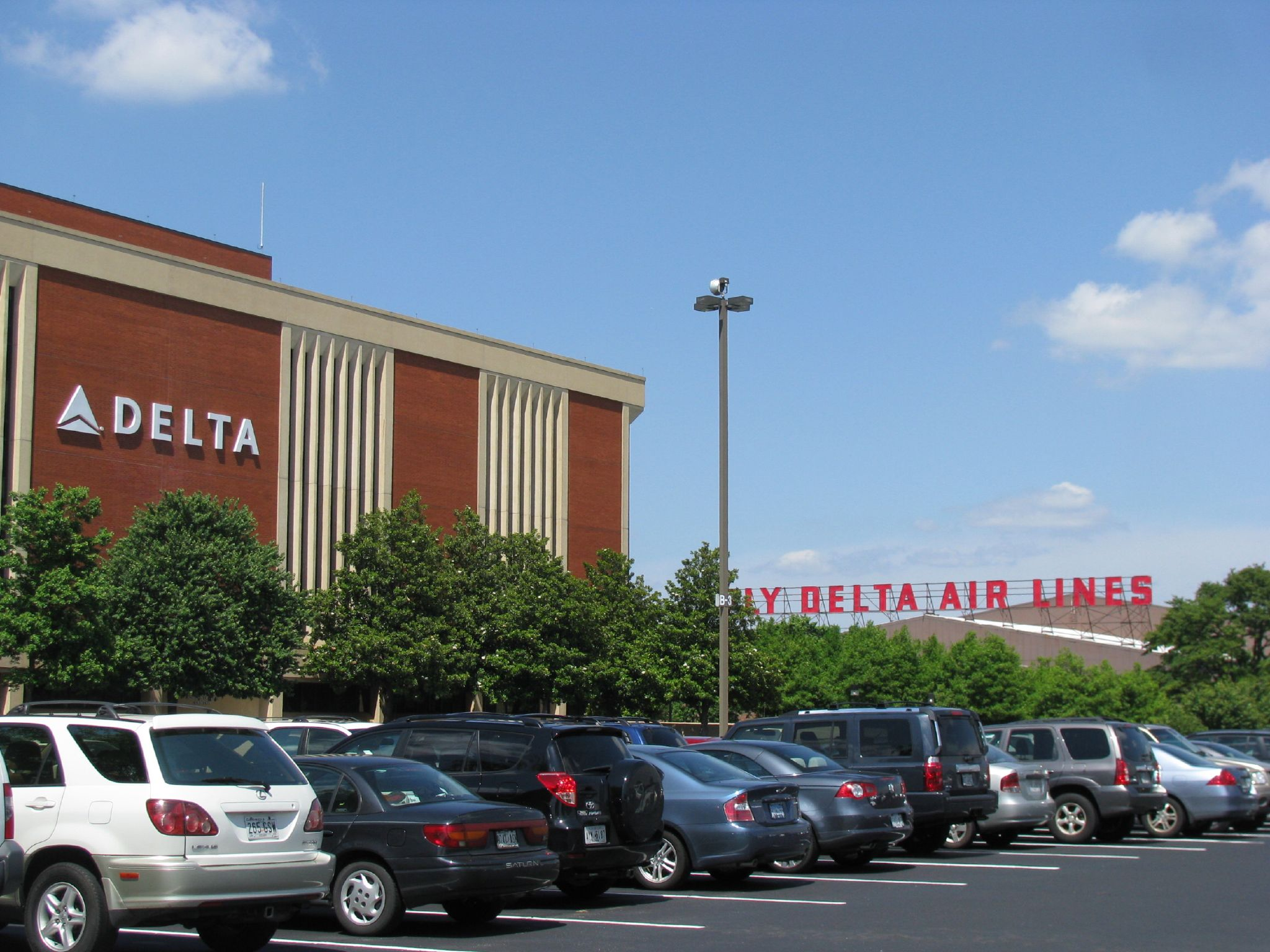
デルタ航空アトランタ本社

デルタ航空（デルタこうくう、英語: Delta Air Lines, Inc.）は、アメリカの航空会社で、ジョージア州アトランタ市に本社を置く。アメリカン航空、ユナイテッド航空と並んで、アメリカ三大航空会社のうちの1つに数えられる。

## 概要

旧ロゴ

1929年にコレット・E・ウールマンらがルイジアナ州モンローで「デルタ・エア・サービス」として旅客サービスを開始し（それまで農薬散布の会社）、1941年にアトランタに移転する。社名は、ミシシッピ・デルタ にちなんで付けられたものである。現存するアメリカのエアラインでは最も古い歴史を誇る。
第二次世界大戦の際には他の航空会社と同様アメリカ軍への協力を余儀なくされるが、戦後になるとその規模を急速に拡大し始める。
1955年には、早くも本拠地のアトランタを中心とする乗り継ぎ形態として「ハブ・アンド・スポーク」システムを構築。1960年代になるとDC-8をはじめとするジェット機を導入し、1970年代までにジェット機にほぼ機材を統一する。
1953年にシカゴ・アンド・サザン航空と、1972年にノースイースト航空と、1987年にウエスタン航空と合併する。
1970年代半ばまでは中米路線はあったものの、アメリカ国内線が主であったが、1978年には規制撤廃に伴い大西洋路線を充実させていく。
1987年には、初の太平洋路線としてL-1011型機を使用して、ポートランド国際空港から成田空港へ就航。1991年には倒産したパンナムから大西洋・ヨーロッパ路線を買収し、基本的には国内線及び近距離国際線、そして大西洋路線を重視したネットワークを形成していったのである。
2000年6月、エールフランスや韓国の大韓航空、メキシコのアエロメヒコ航空とともに国際航空アライアンスの「スカイチーム」の創設メンバーとなる。
2005年、原油価格の高騰に伴う燃料費の増加によって収益が悪化。加えてハリケーン・カトリーナによって同社の地盤であるアメリカ南部が被害を受けたことなどから経営危機に陥り、同年9月14日、ノースウエスト航空と同時期に連邦倒産法第11章（チャプター11）の適用をニューヨークの連邦破産裁判所に申請し、経営破綻。しかし、運航自体は継続しながら経営再建を行い、2007年5月1日に正式に連邦倒産法第11章から脱却して経営再建に成功した。これと同時に機体に新塗装が施され、新しいロゴマークも発表された。それに先立って、ニューヨーク証券取引所への再上場も果たす。
2008年4月14日、アメリカ第5位のノースウエスト航空との合併を発表し、同年10月29日、アメリカ司法省の承認を経て、当時としては世界最大の航空会社「デルタ航空」が誕生、2010年1月31日に正式に統合が完了した。
2012年、シンガポール航空が保有していたイギリスのヴァージン・アトランティック航空の49％の株式を取得し、共同事業を行うと発表。翌年9月に反トラスト法の適用除外認定を受けた。また同年5月には日本市場における競争力・財務力を強化する為、日本支社長に日本人実業家の森本大（もりもと まさる、同志社大学卒、元日本コカ・コーラ副社長）を起用。
2018年2月、マージョリー・ストーンマン・ダグラス高校銃乱射事件を契機に、全米ライフル協会会員に対して行ってきた運賃割引制度を廃止することを打ち出すと、ライフル協会会員からボイコット運動を受けることとなった。同年3月、エド・バスティアンCEOは社内向けのメッセージで、ライフル協会に限らず政治的に異なる見解を持つ団体全てに対して、現在適用している運賃割引制度の見直しを進めていることを示唆している。
2019年6月30日付をもって、日本支社長だった森本大が退任。1か月の空白期間を経て、7月29日付で、元マリオット・インターナショナルのヴィクター大隅が日本支社長に就任した。
2023年5月1日、アメリカ運輸省(以下DOT)に羽田発着枠の柔軟運用に関する要望書を提出。これは日本側はアメリカ就航地を自由に決定できるのに対して、アメリカ側は路線を限定されていたこと対する改善要望だった。
内容としては3年程度限定で各社2枠を上限に申請以外の任意の路線を開設できるというものである。ちなみに当時のデルタの羽田発着枠取得路線は7枠（アトランタ・デトロイト・ミネアポリス・ロサンゼルス・シアトル・ポートランド・ホノルル）であり、このうちポートランド・ホノルル便は当時運休だった。この意見にアメリカン航空・ハワイアン航空は賛成した一方で、ユナイテッド航空は反対を表明。デルタ・ユナイテッド双方で意見が対立し、DOTに判断がゆだねられることとなった。
結果としてDOTは要望案を却下し、デルタに対し休止中のホノルル・ポートランドの2路線について、10月28日からの2023年冬ダイヤ以降の行使可否の通知を10月1日までに要求した。
これを受け、デルタはホノルル線においては10月29日より1日1便のデイリー運航を決定、機材はボーイング767-300ERを使用。一方でポートランド線は就航を見送り、発着枠返上及び再配分されることとなった。
2024年7月19日、世界各地の様々な業種でコンピューターシステムの障害が発生。デルタ航空も通信システムに障害が発生したとして全便の運行を停止した。
現在ではメインハブ空港であるアトランタ国際空港をはじめ、ハブ空港からアメリカ国内および世界各地に向け、1日に4900便を超えるフライトを運航している。
国際線はヨーロッパ・アジア・カナダ・ラテンアメリカ・アフリカ・オセアニアに就航している。2009年7月よりオーストラリアに新規就航を果たし、世界でも6大陸すべてに就航する数少ない航空会社になった。
旅客運送数および旅客キロ数で、アメリカン航空に次ぐ世界第2位の大手エアラインで、スカイチームの中心的なエアラインでもある。

## 保有機材
デルタ航空の保有機材は800機を超え、その数は単一の航空会社が保有する機材数では世界第2位である（第1位はアメリカン航空）。その種類は旧デルタ航空発注のボーイング社製機材中心のラインナップに加え、ノースウエスト航空から引き継いだエアバス機など、多岐にわたっている。そのため、様々な座席数を持つ機材が豊富に揃い、各路線に最適なサイズの機材を投入することが可能となっている。反面、機材の競合も多く、整備や部品管理などの効率が悪くなっている。
また、デルタ航空は新型機も多く発注している一方、アメリカン航空・サウスウエスト航空など競合他社からもボーイング757、ボーイング717を購入・リースしている。
なお、デルタ航空が発注したボーイング社製航空機の顧客番号（カスタマーコード）は32で、航空機の型式名は767-332ER、777-232ERなどとなる。但し、ノースウエスト航空から引き継いだ機材は、ノースウエスト時代のカスタマーコード51が与えられており、航空機の型式名は747-451
757-251となる。

### 運用機材
| 機材                 | 保有数 | 発注数 | 座席数 | 座席数 | 座席数 | 座席数 | 座席数 | 座席数 | 備考                                                  |
| 機材                 | 保有数 | 発注数 | J      | F      | P      | W      | Y      | 計     | 備考                                                  |
| -------------------- | ------ | ------ | ------ | ------ | ------ | ------ | ------ | ------ | ----------------------------------------------------- |
| エアバスA220-100     | 45     | -      | -      | 12     | -      | 15     | 82     | 109    | 世界最大のオペレーター                                |
| エアバスA220-300     | 33     | 67     | -      | 12     | -      | 30     | 88     | 130    | 世界最大のオペレーター                                |
| エアバスA319-100     | 57     | -      | -      | 12     | -      | 18     | 102    | 132    |                                                       |
| エアバスA320-200     | 49     | -      | -      | 16     | -      | 18     | 123    | 157    |                                                       |
| エアバスA321-200     | 127    | -      | -      | 20     | -      | 29     | 142    | 191    |                                                       |
| エアバスA321neo      | 73     | 61     | -      | 20     | -      | 42     | 132    | 194    | 2027年までに納入予定                                  |
| エアバスA321neo      | 5      | 16     | 16     | -      | 12     | 54     | 66     | 148    | 大陸横断路線用                                        |
| エアバスA330-200     | 11     | -      | 34     | -      | 21     | 24     | 144    | 223    |                                                       |
| エアバスA330-300     | 31     | -      | 34     | -      | 21     | 24     | 203    | 282    |                                                       |
| エアバスA330-900     | 36     | 3      | 29     | -      | 28     | 56     | 168    | 281    |                                                       |
| エアバスA350-900     | 19     | 6      | 32     | -      | 48     | 36     | 190    | 306    |                                                       |
| エアバスA350-900     | 3      | 6      | 30     | -      | -      | 63     | 246    | 339    |                                                       |
| エアバスA350-900     | 16     | 6      | 40     | -      | 40     | 36     | 159    | 275    |                                                       |
| エアバスA350-1000    | -      | 20     | 未定   | 未定   | 未定   | 未定   | 未定   | 未定   | 2026年より納入予定 20機のオプション付き               |
| ボーイング717-200    | 80     | -      | -      | 12     | -      | 20     | 78     | 110    | 世界最大のオペレーター                                |
| ボーイング737-800    | 77     | -      | -      | 16     | -      | 36     | 108    | 160    |                                                       |
| ボーイング737-900ER  | 163    | -      | -      | 20     | -      | 21     | 139    | 180    |                                                       |
| ボーイング737-900ER  | 163    | -      | -      | 12     | -      | 6      | 162    | 180    |                                                       |
| ボーイング737-900ER  | 163    | -      | -      | 12     | -      | 24     | 137    | 173    |                                                       |
| ボーイング737-10 MAX | -      | 100    | -      | 20     | -      | 33     | 129    | 182    | 2026年から納入予定 30機のオプション付き               |
| ボーイング757-200    | 65     | -      | -      | 20     | -      | 29     | 150    | 199    | 世界最大のオペレーター                                |
| ボーイング757-200    | 65     | -      | -      | 20     | -      | 41     | 132    | 193    | 世界最大のオペレーター                                |
| ボーイング757-200    | 13     | -      | 16     | -      | -      | 44     | 108    | 168    | 世界最大のオペレーター                                |
| ボーイング757-200    | 11     | -      | -      | 72     | -      | -      | -      | 72     | チャーター用                                          |
| ボーイング757-300    | 16     | -      | -      | 24     | -      | 32     | 178    | 234    | 世界最大のオペレーター                                |
| ボーイング767-300ER  | 32     | -      | 26     | -      | 18     | 21     | 151    | 216    | 世界最大のオペレーター                                |
| ボーイング767-300ER  | 7      | -      | 36     | -      | -      | 32     | 143    | 211    | 世界最大のオペレーター                                |
| ボーイング767-400ER  | 21     | -      | 34     | -      | 20     | 28     | 156    | 238    | 世界最大のオペレーター 同社とユナイテッド航空のみ運用 |
| 計                   | 990    | 273    |        |        |        |        |        |        |                                                       |

### ギャラリー

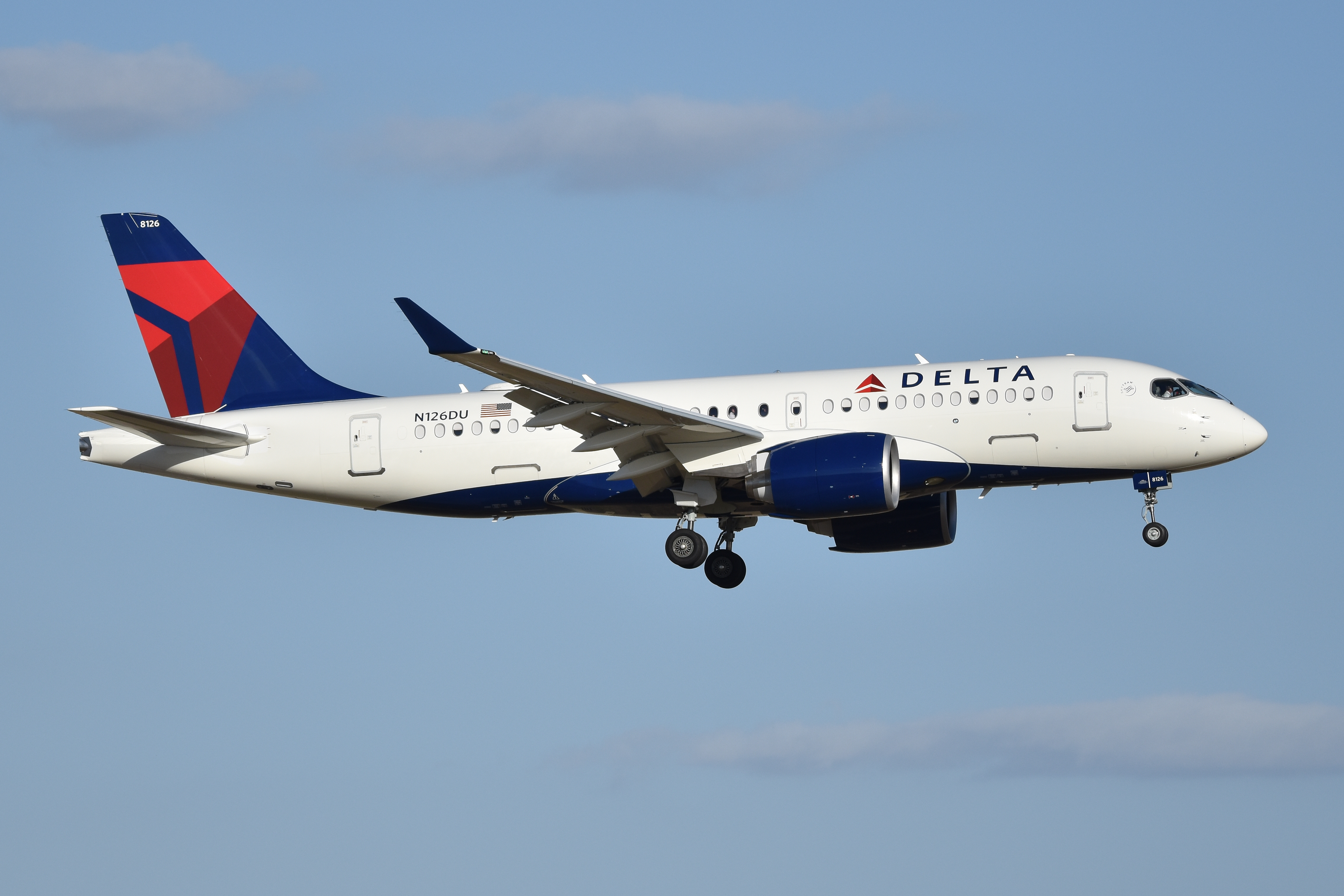
エアバスA220-100
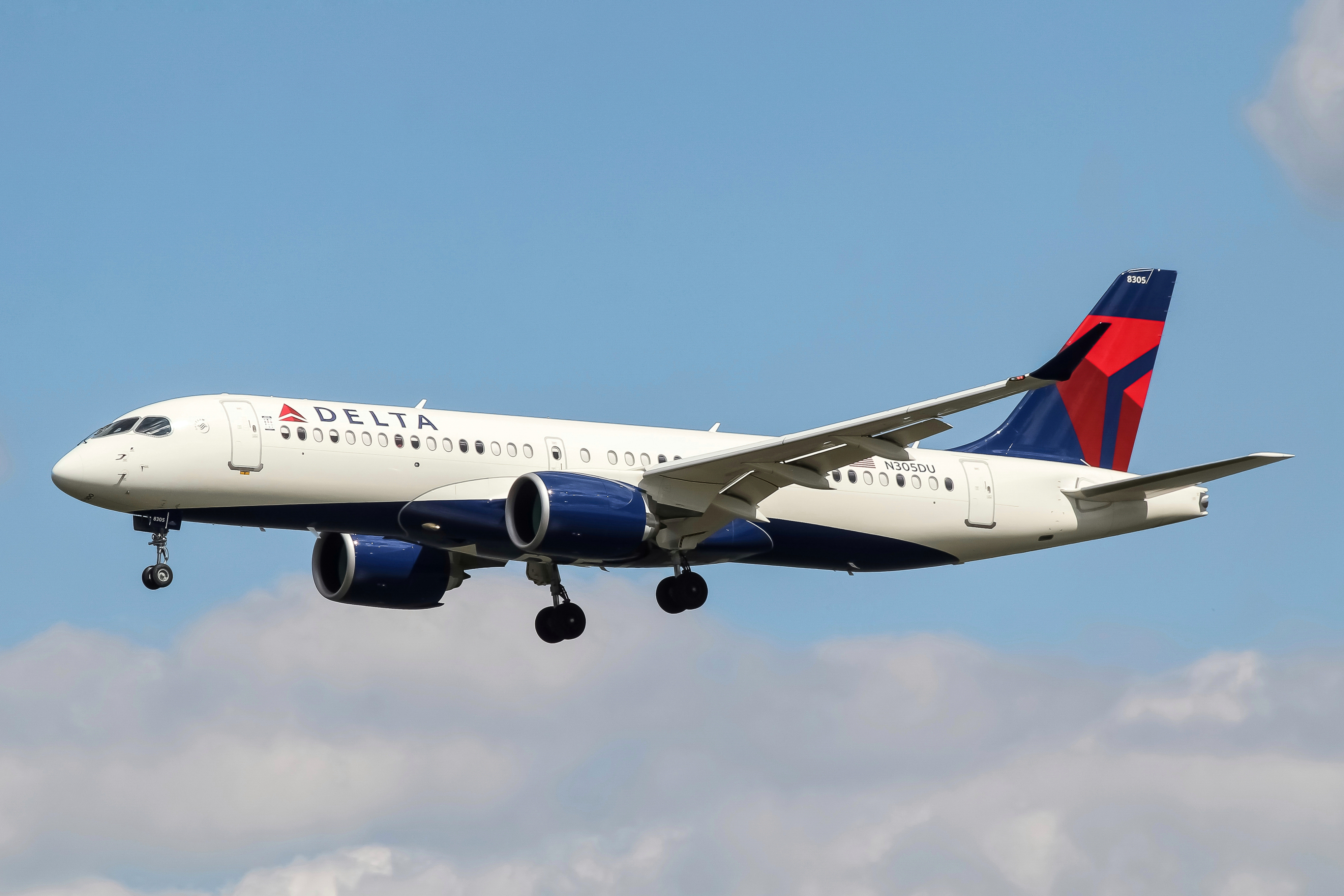
エアバスA220-300
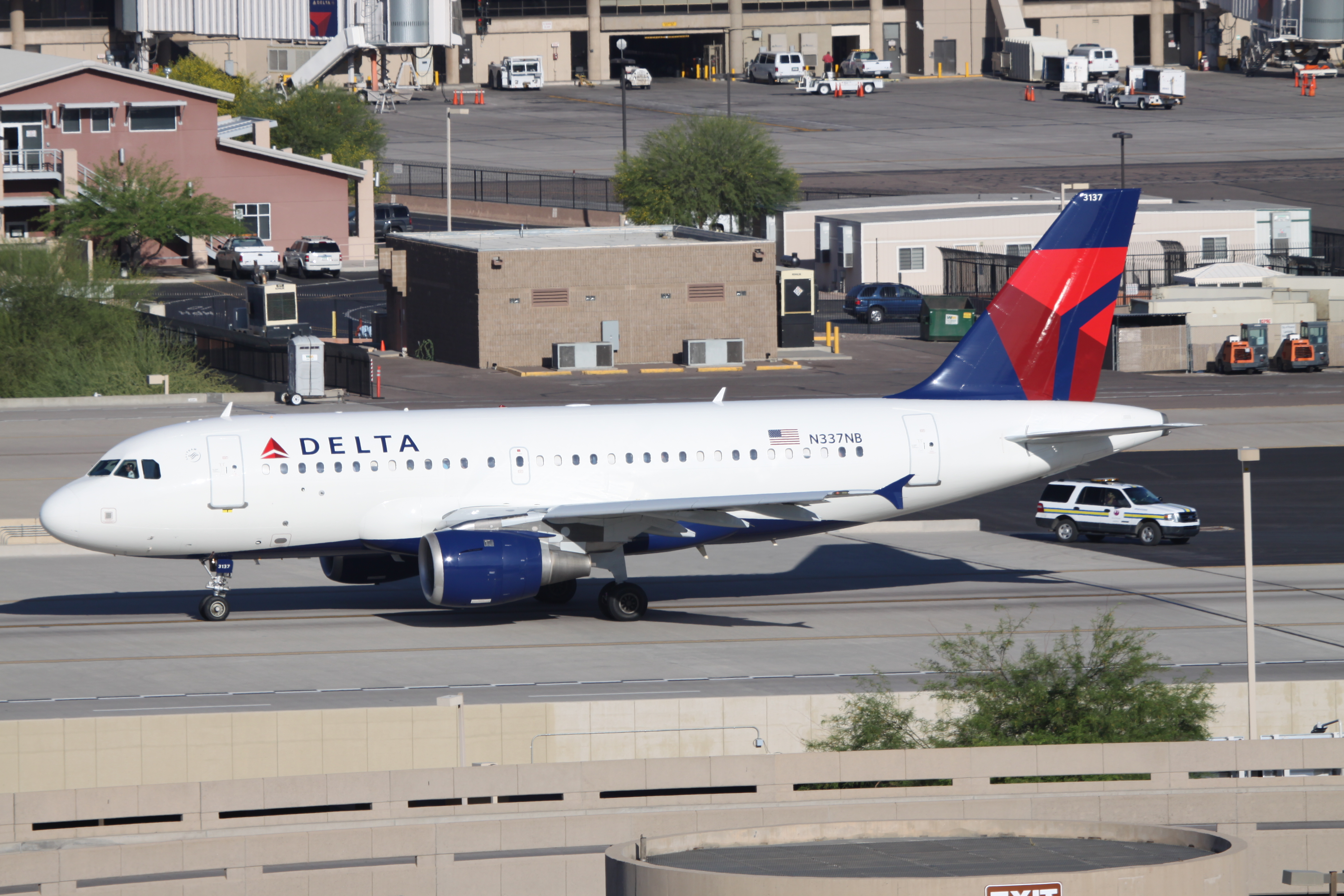
エアバスA319-100
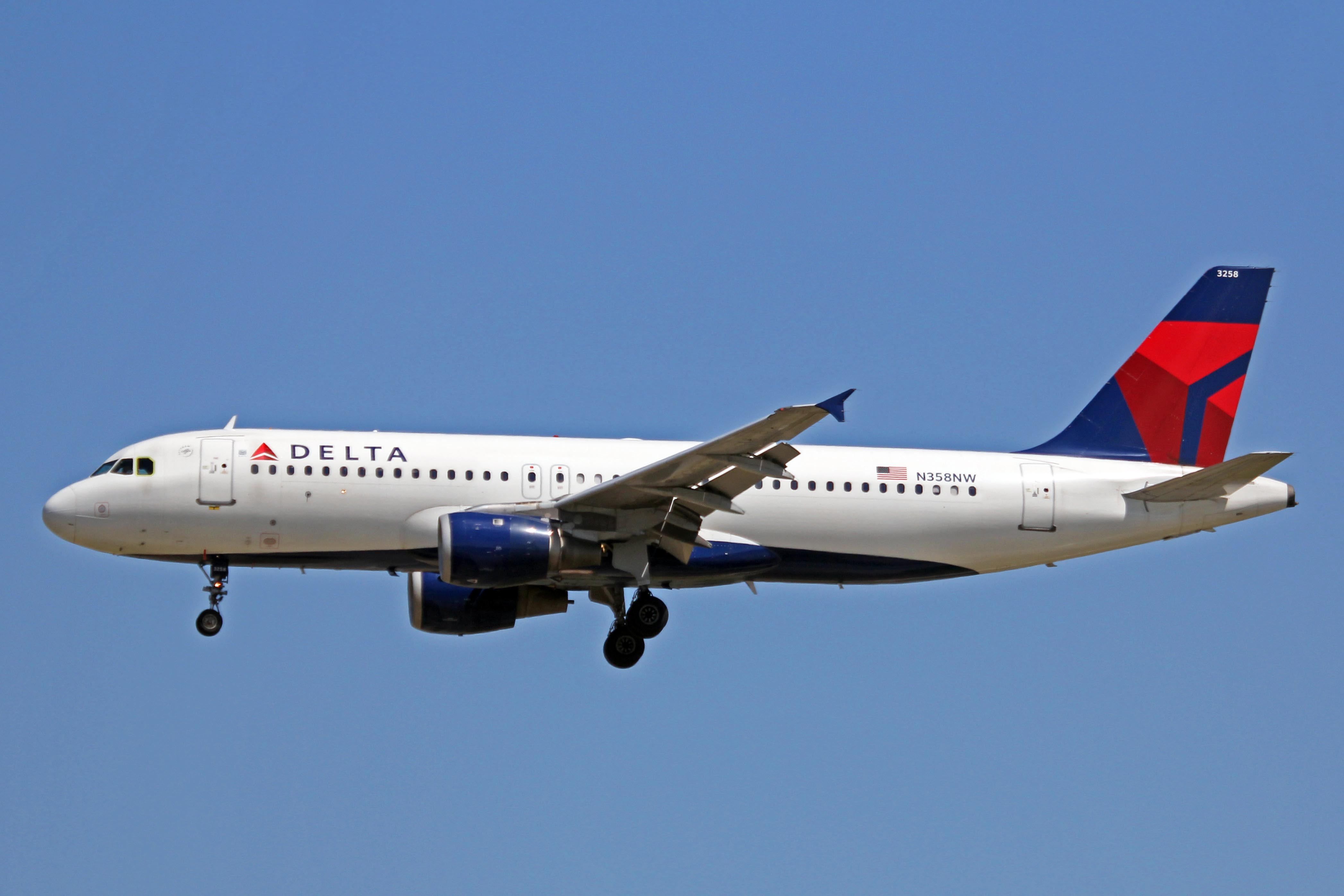
エアバスA320-200
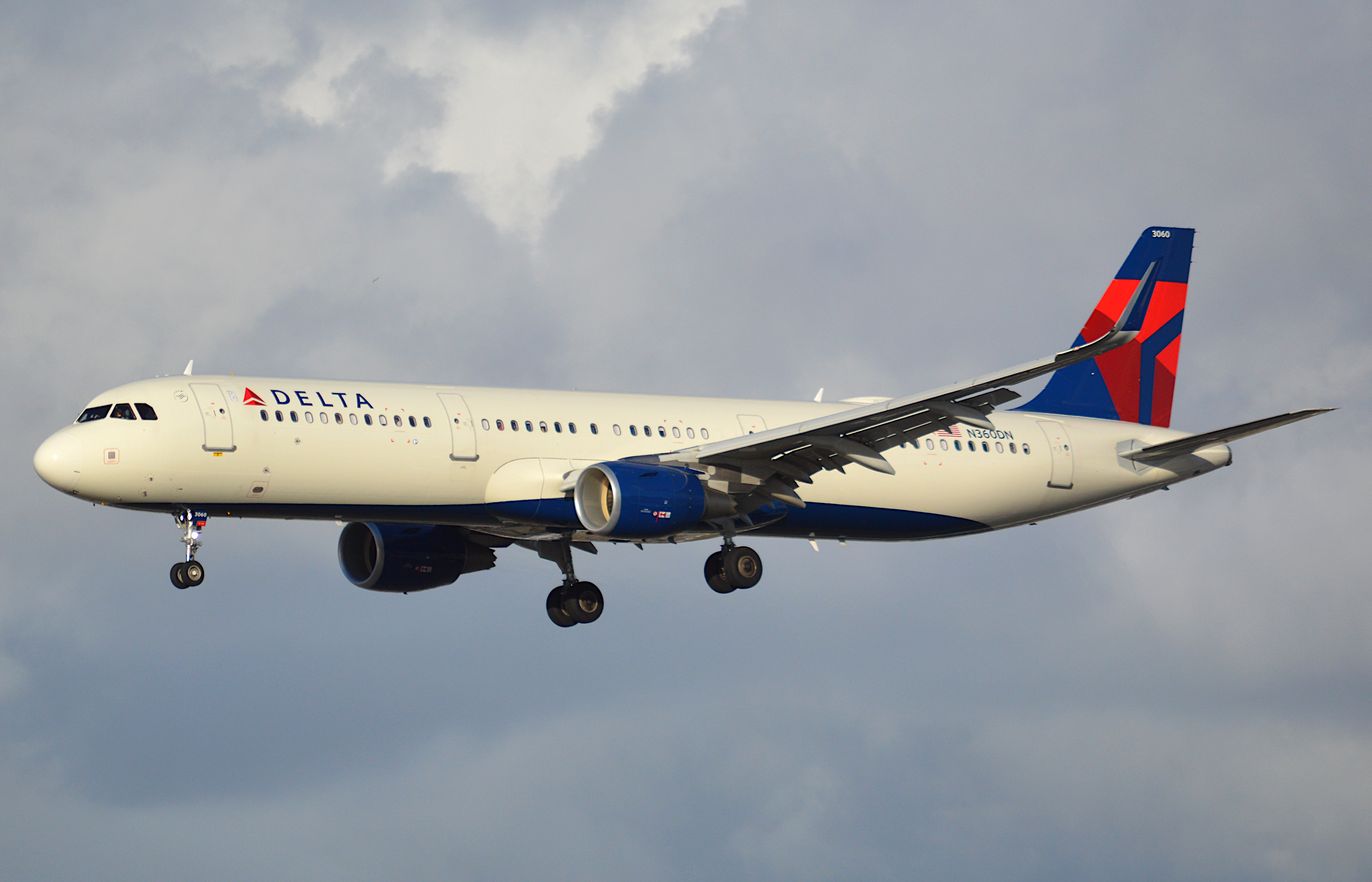
エアバスA321-200
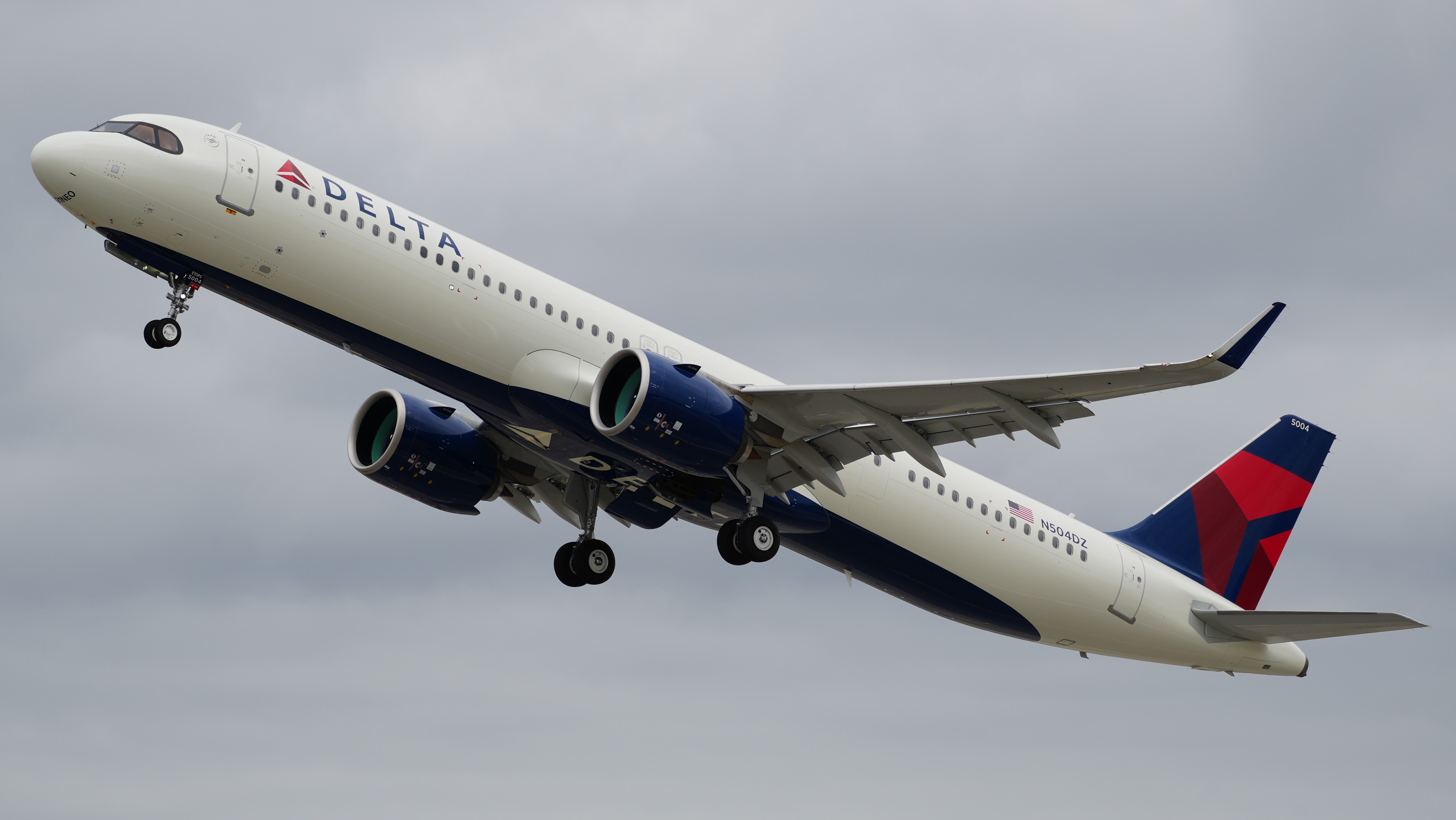
エアバスA321neo
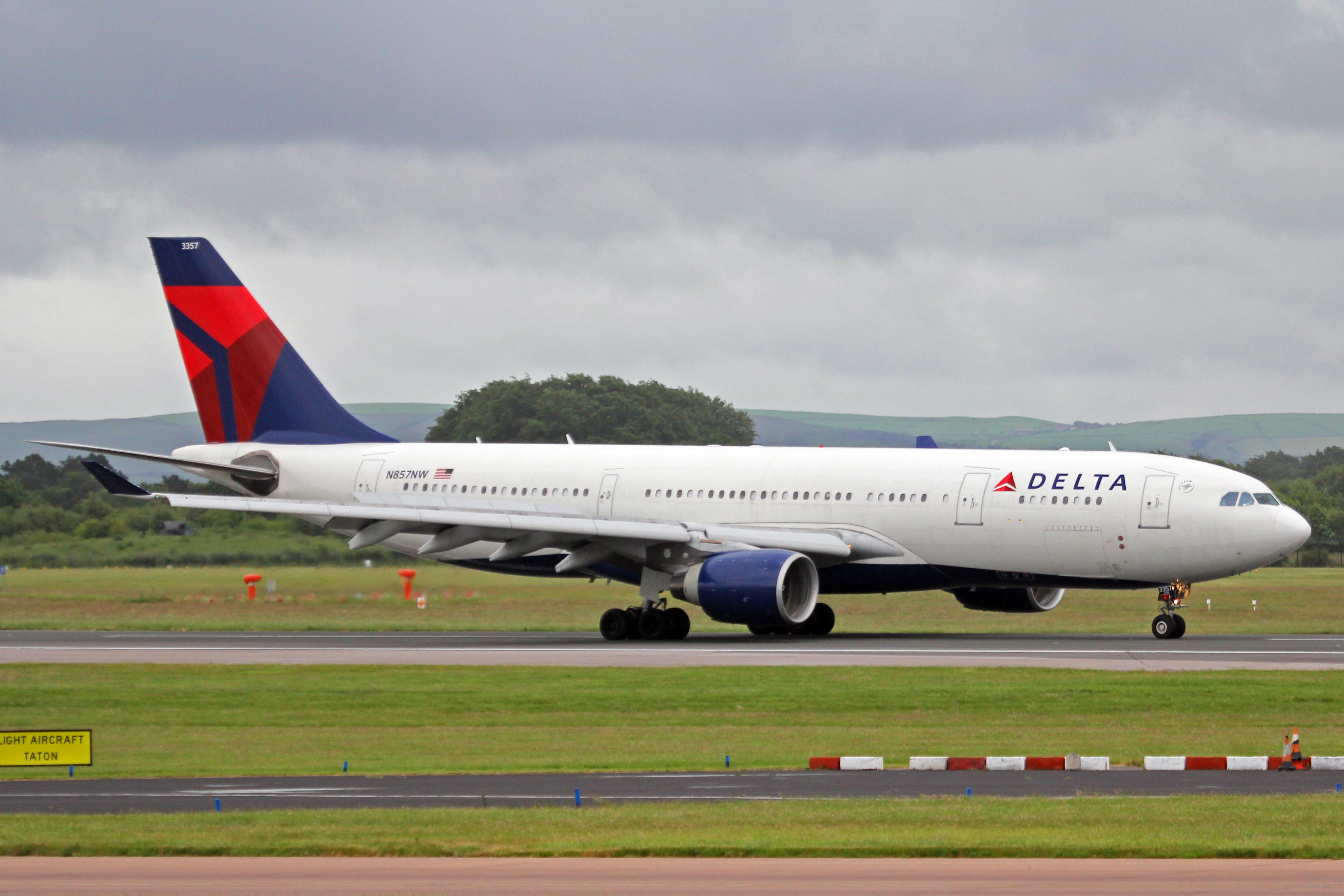
エアバスA330-200
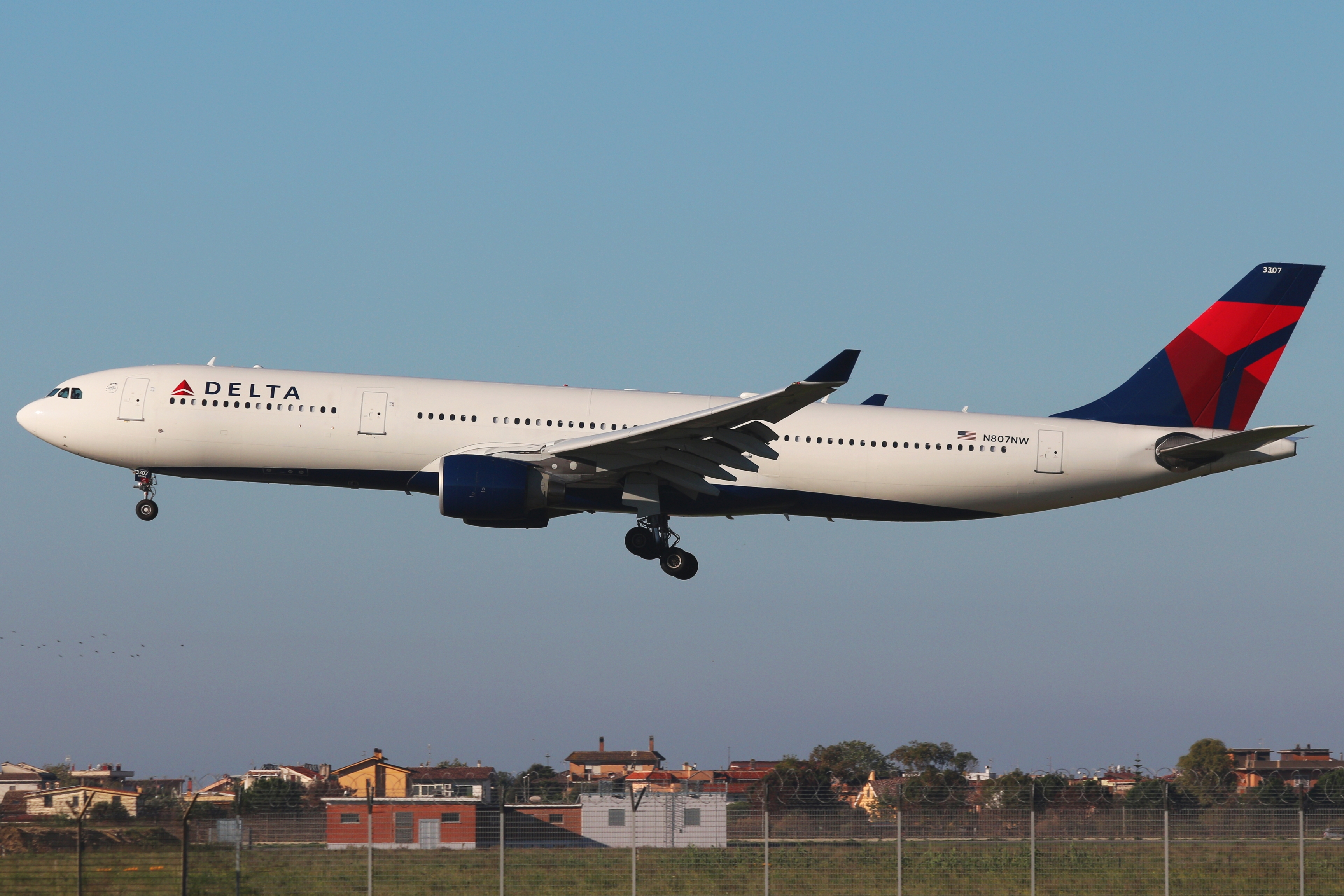
エアバスA330-300
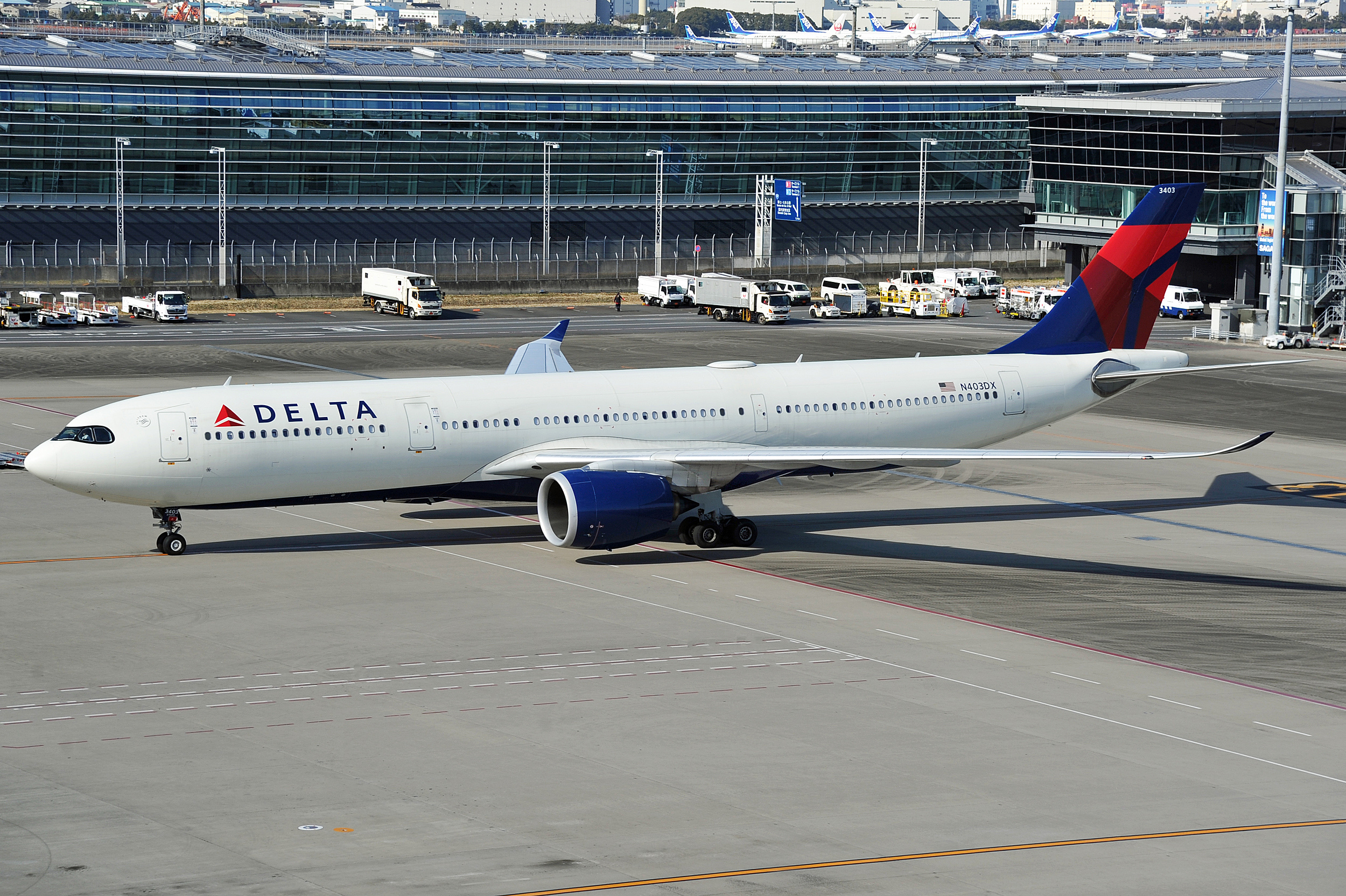
エアバスA330-900
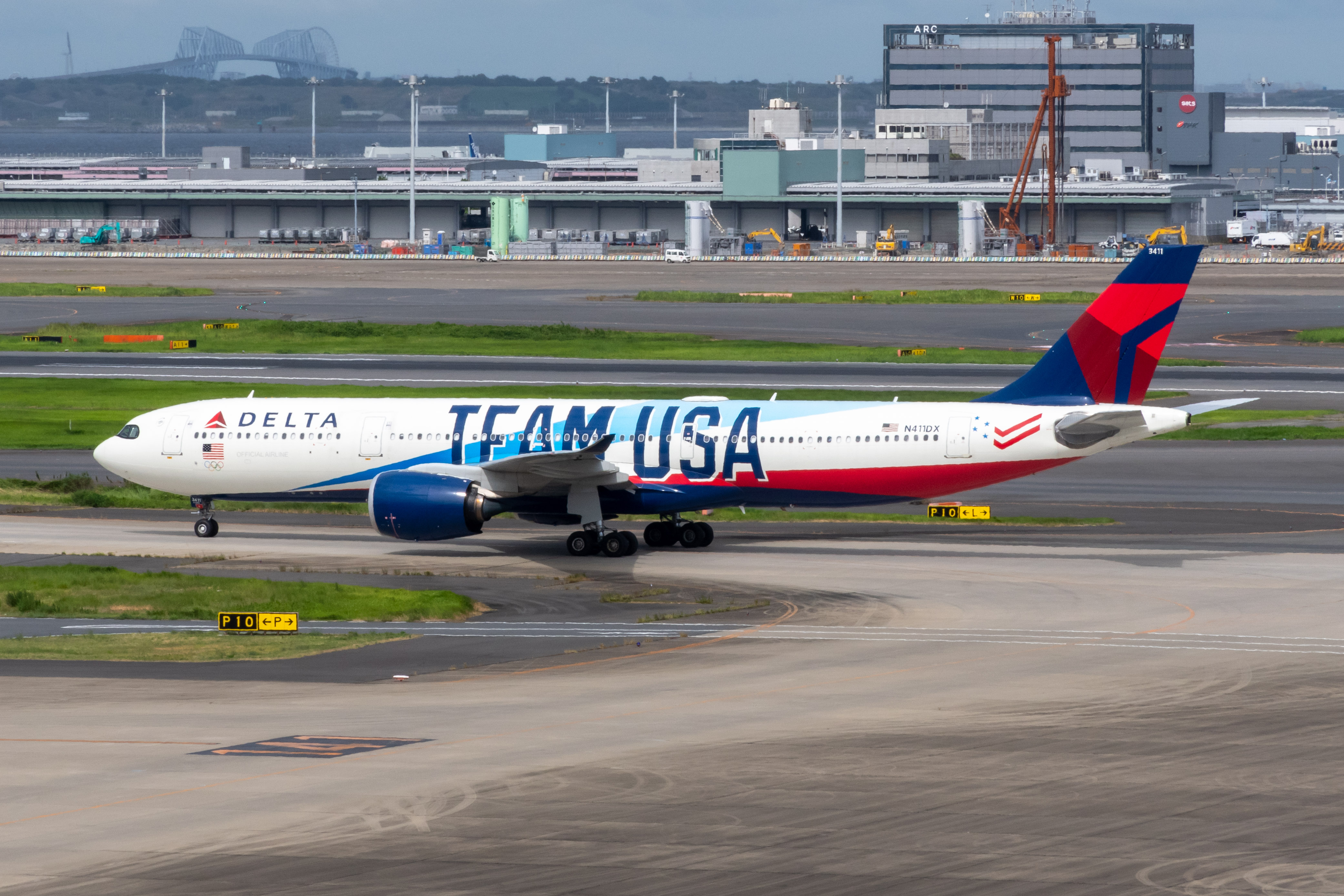
エアバスA330-900（TEAM USA塗装）
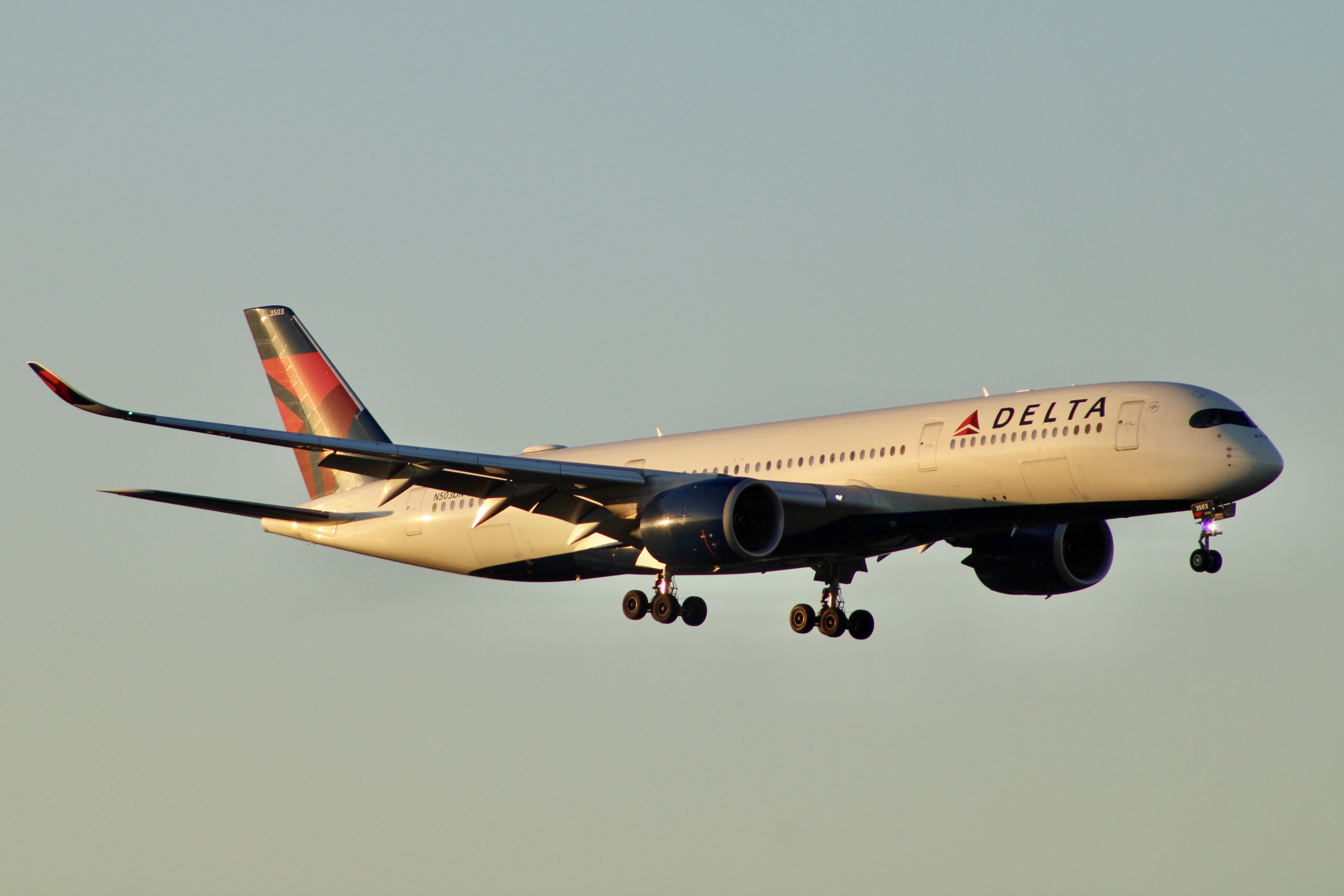
エアバスA350-900
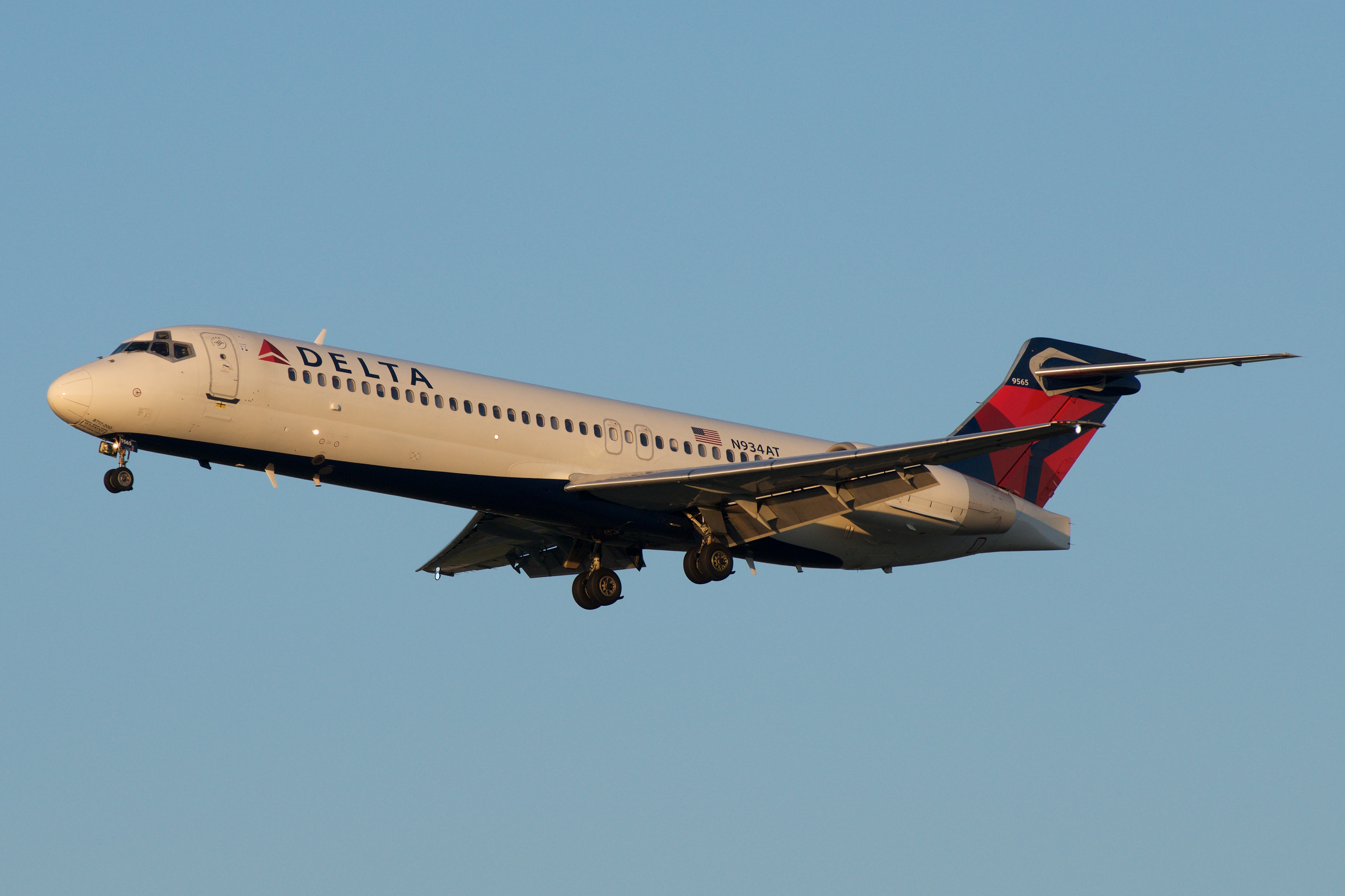
ボーイング717-200
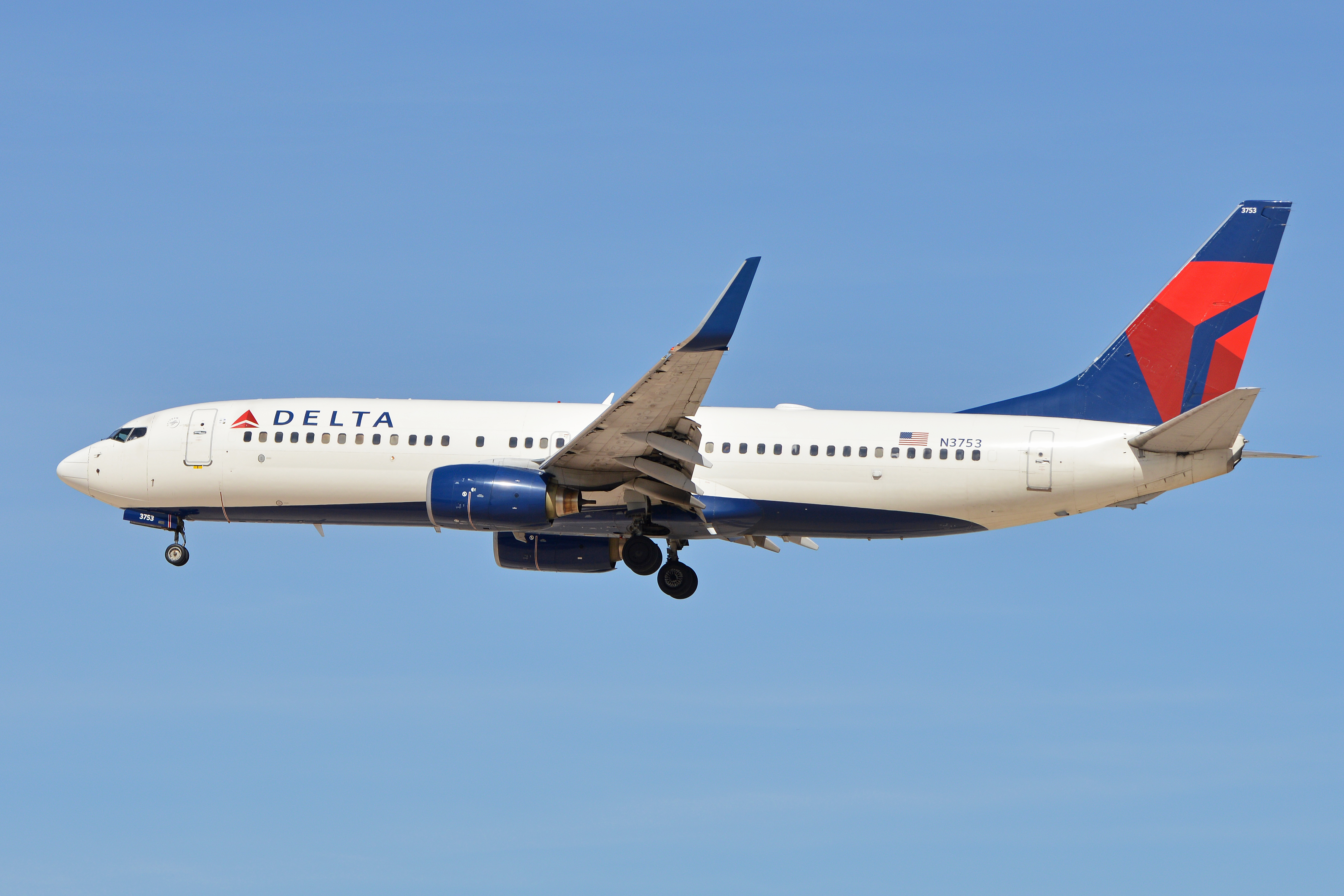
ボーイング737-800
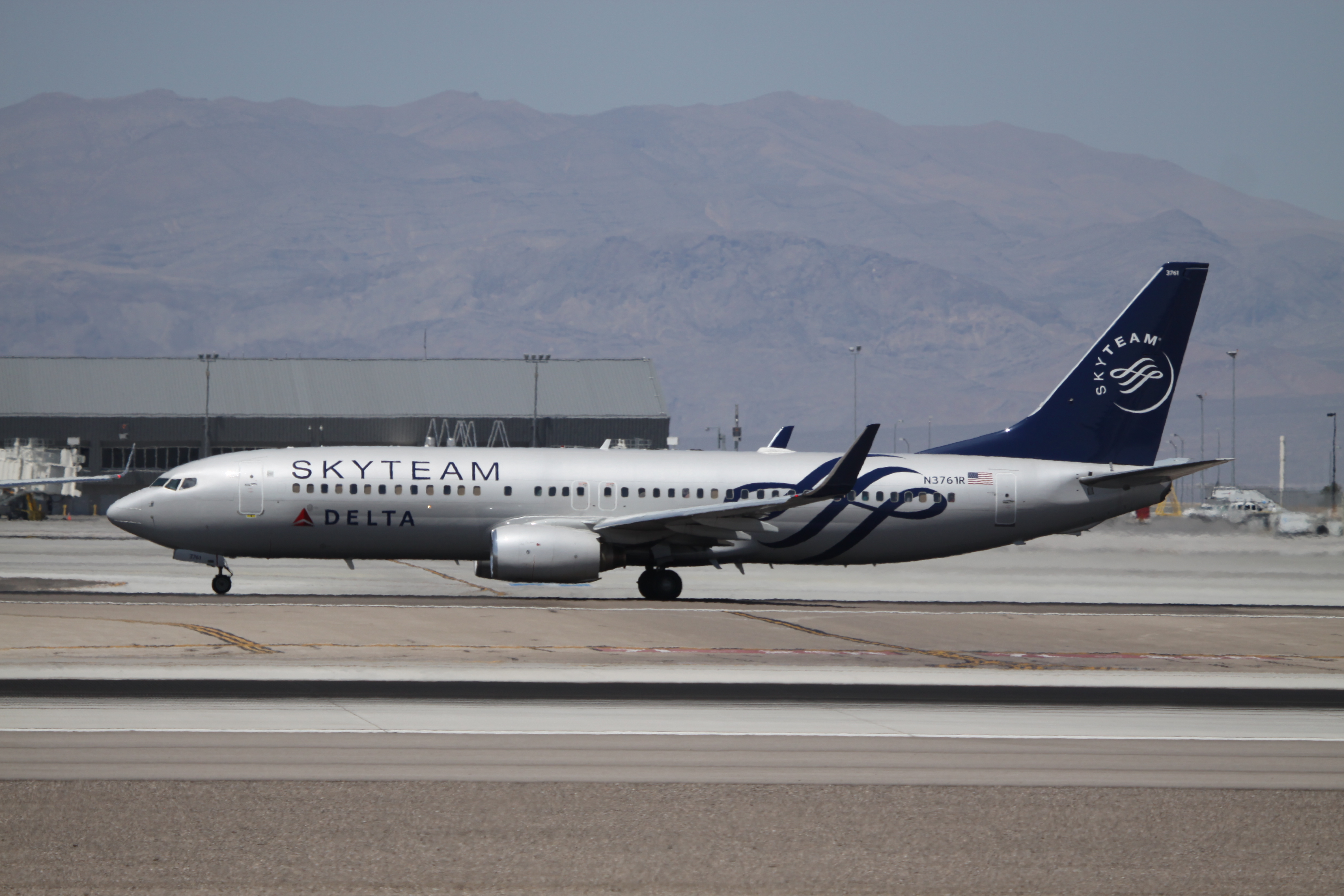
ボーイング737-800（スカイチーム塗装）
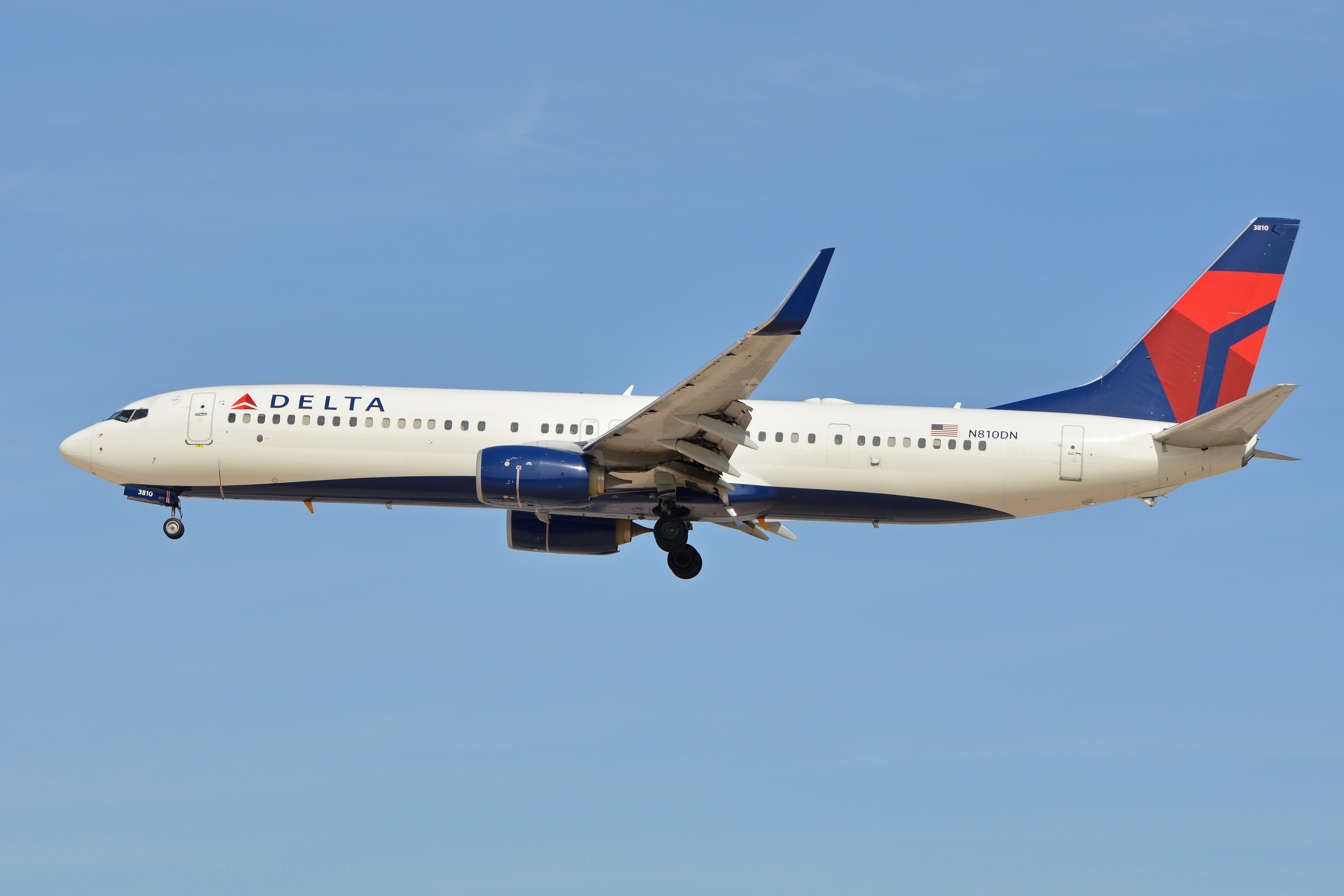
ボーイング737-900ER
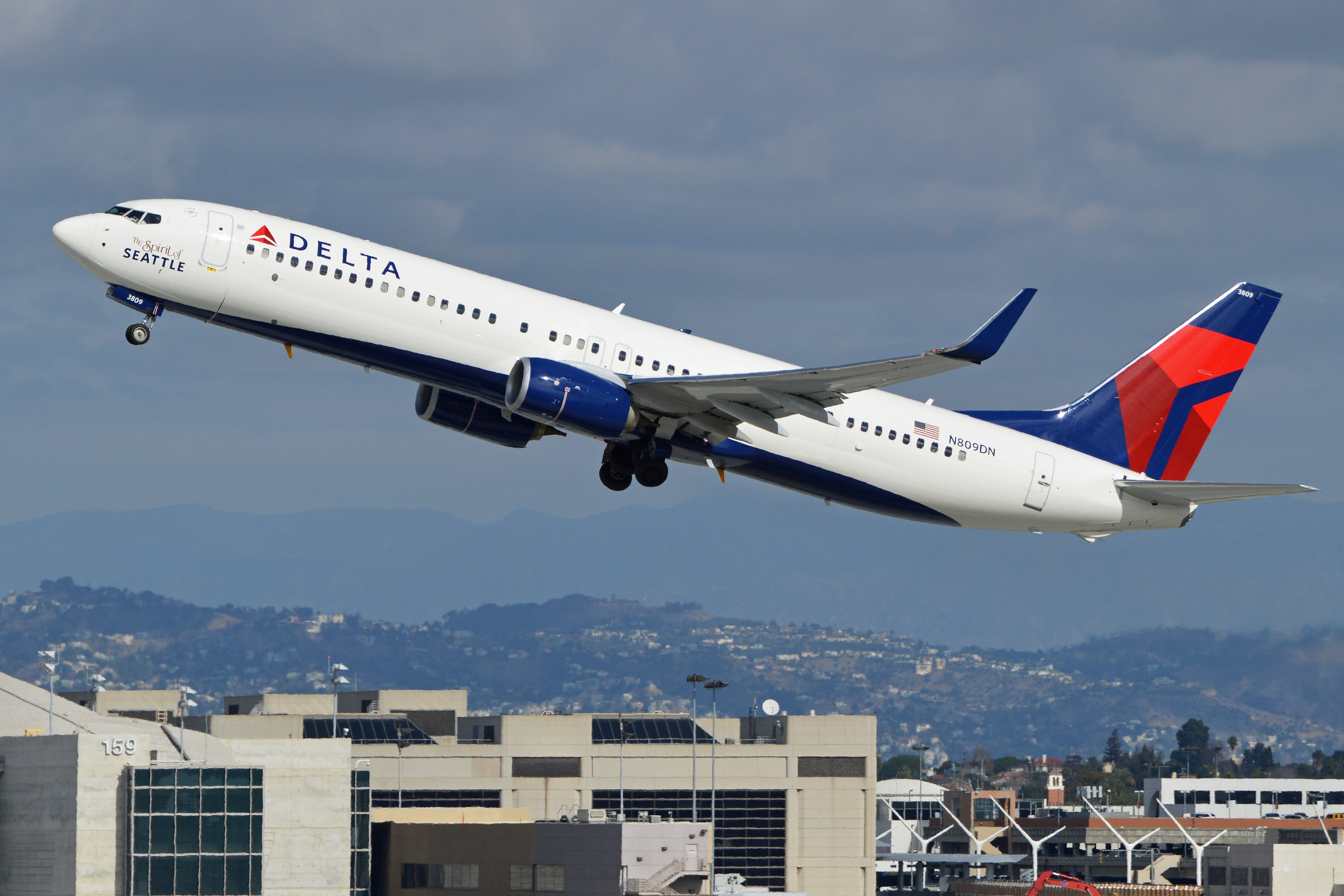
ボーイング737-900ER（ザ・スピリット・オブ・シアトルステッカー付）
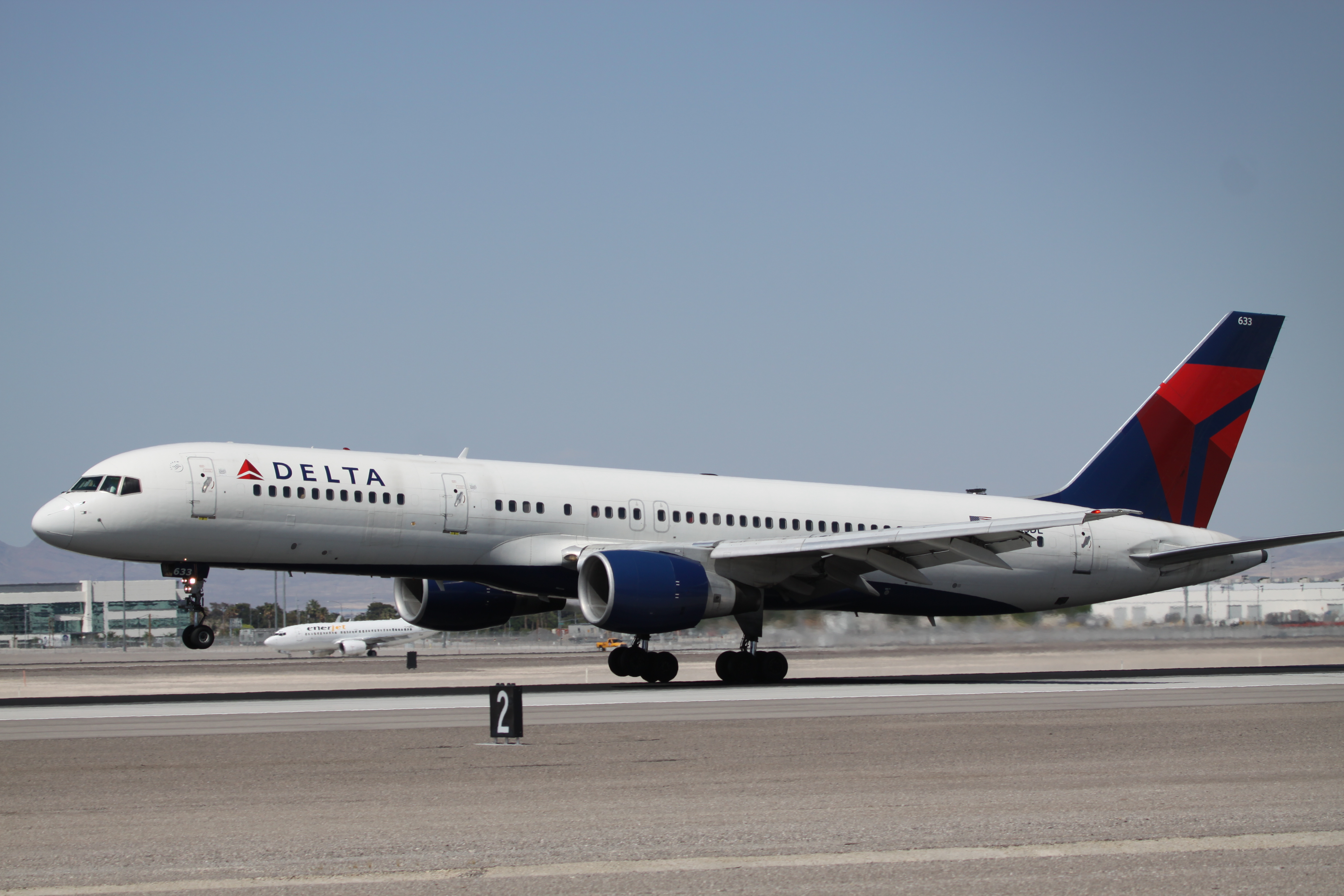
ボーイング757-200
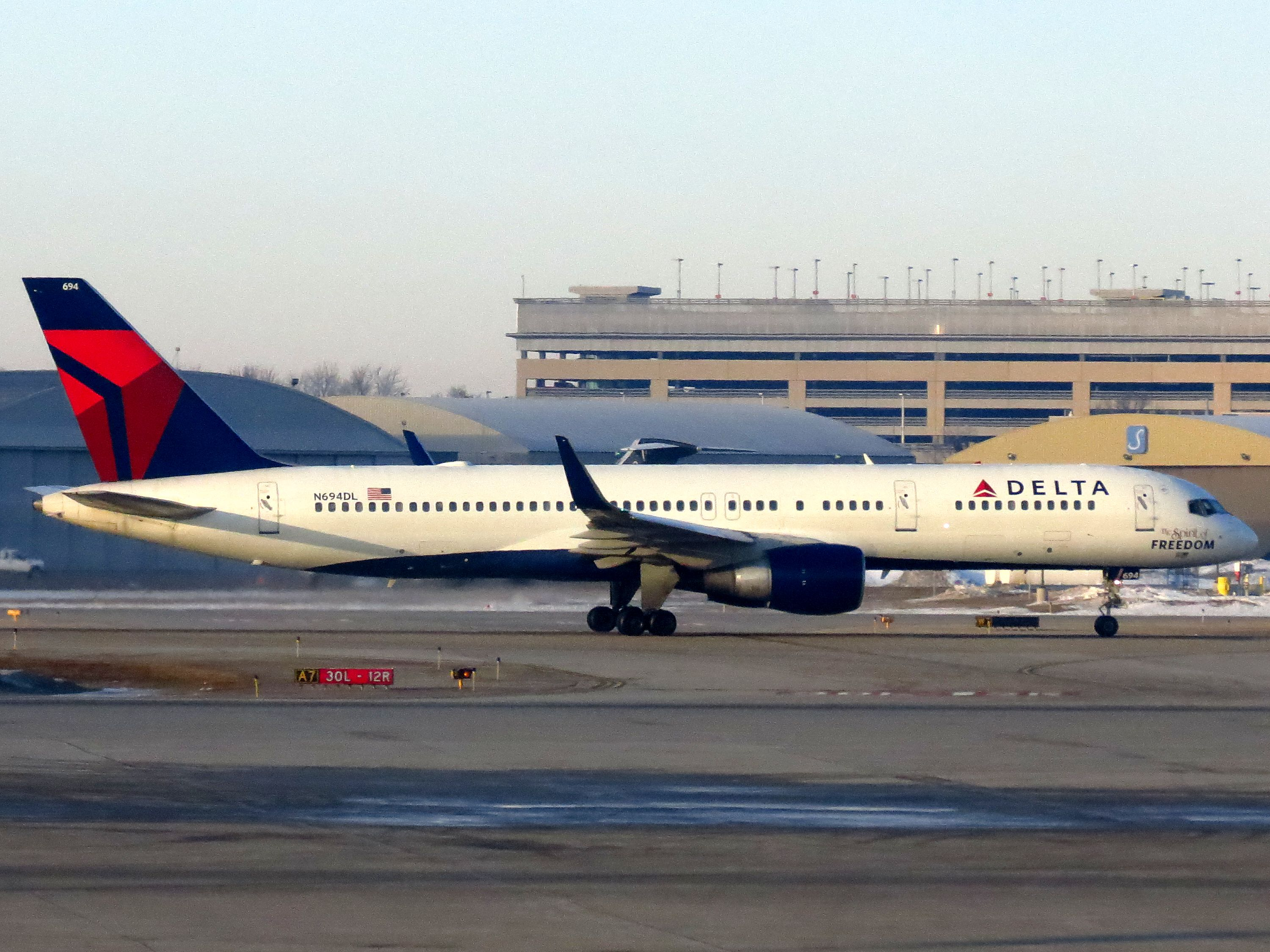
ボーイング757-200（ザ・スピリット・オブ・フリーダムステッカー付）
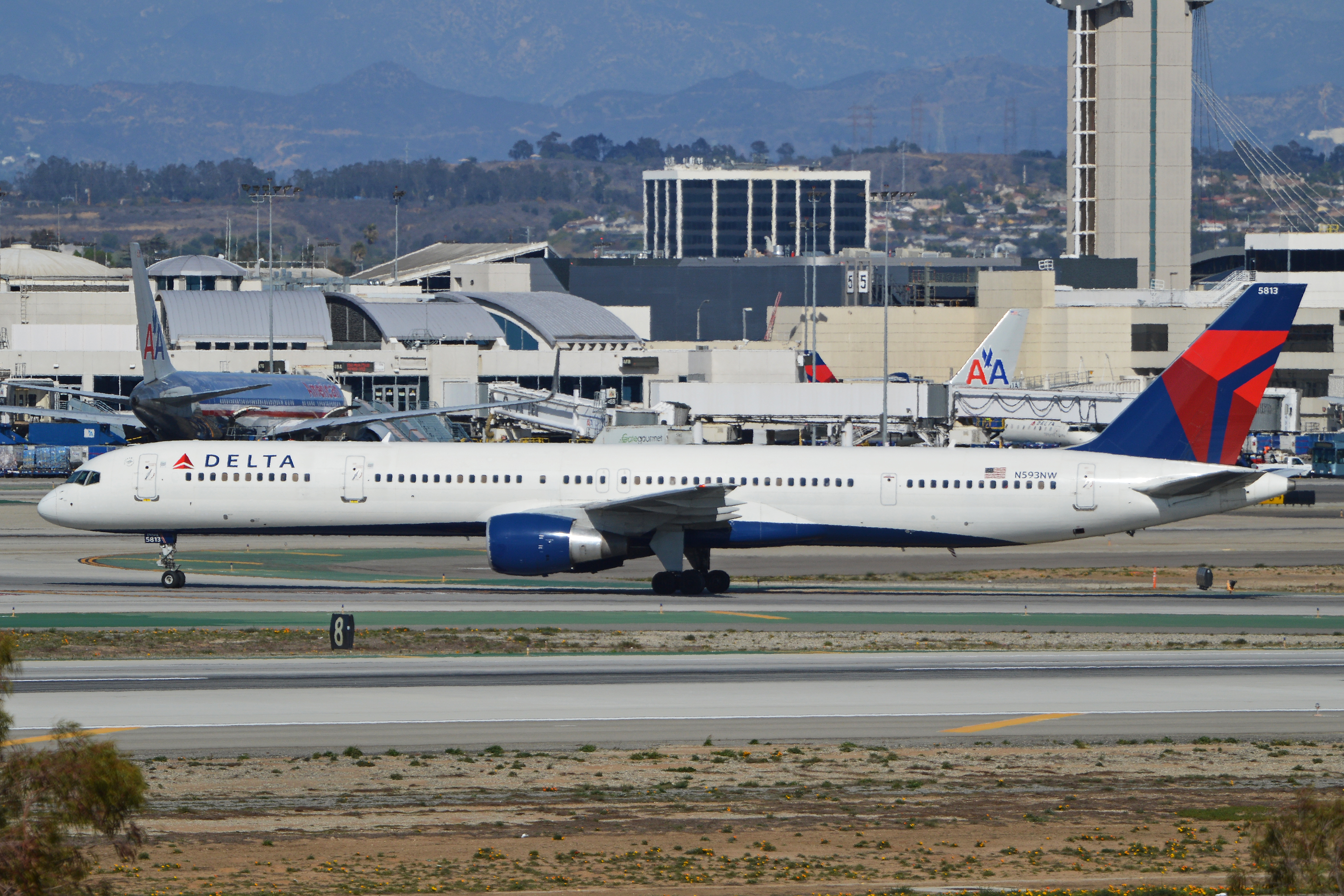
ボーイング757-300
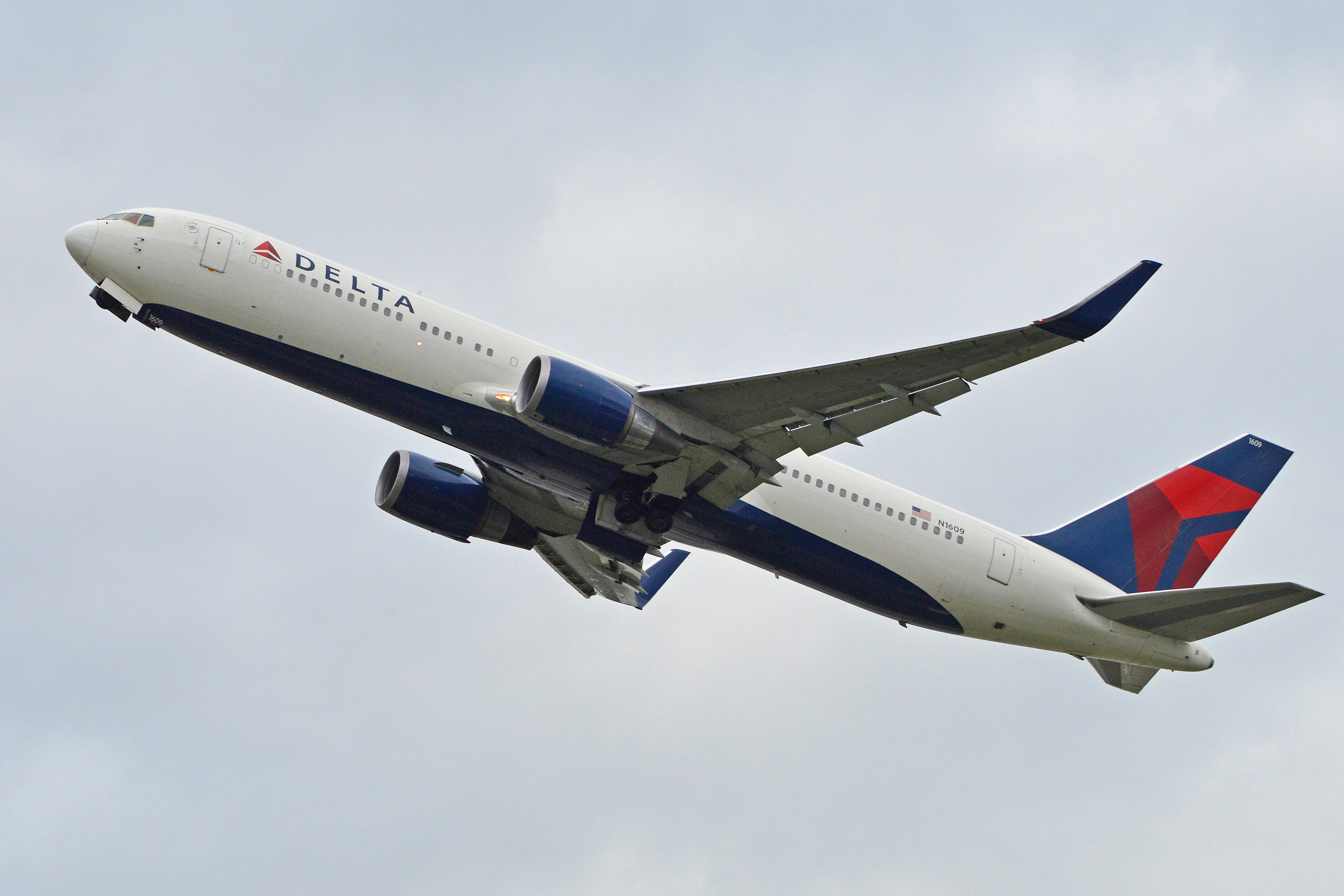
ボーイング767-300ER
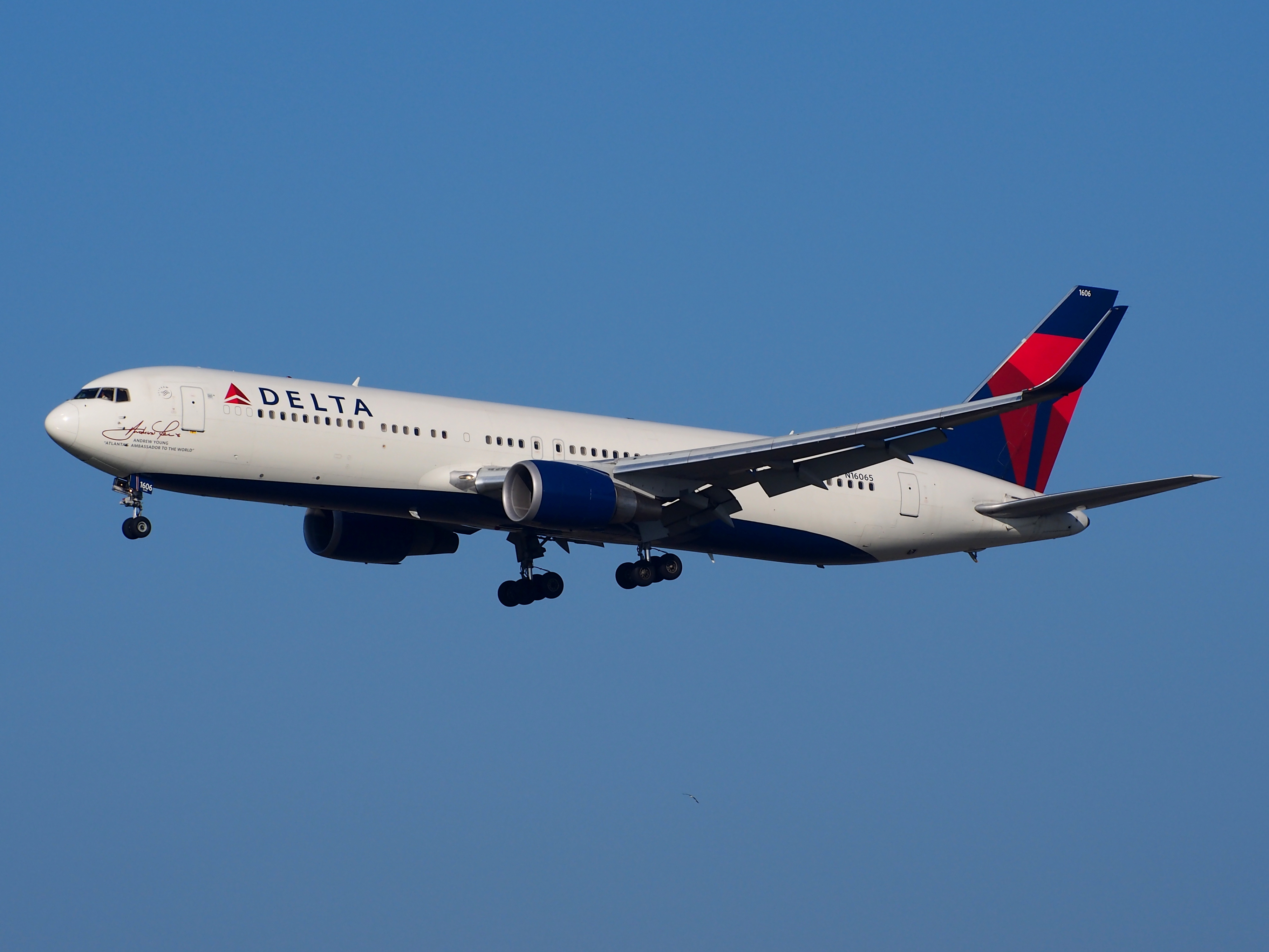
ボーイング767-300ER（Andrew Young - Atlanta Ambassador to the Worldステッカー付）
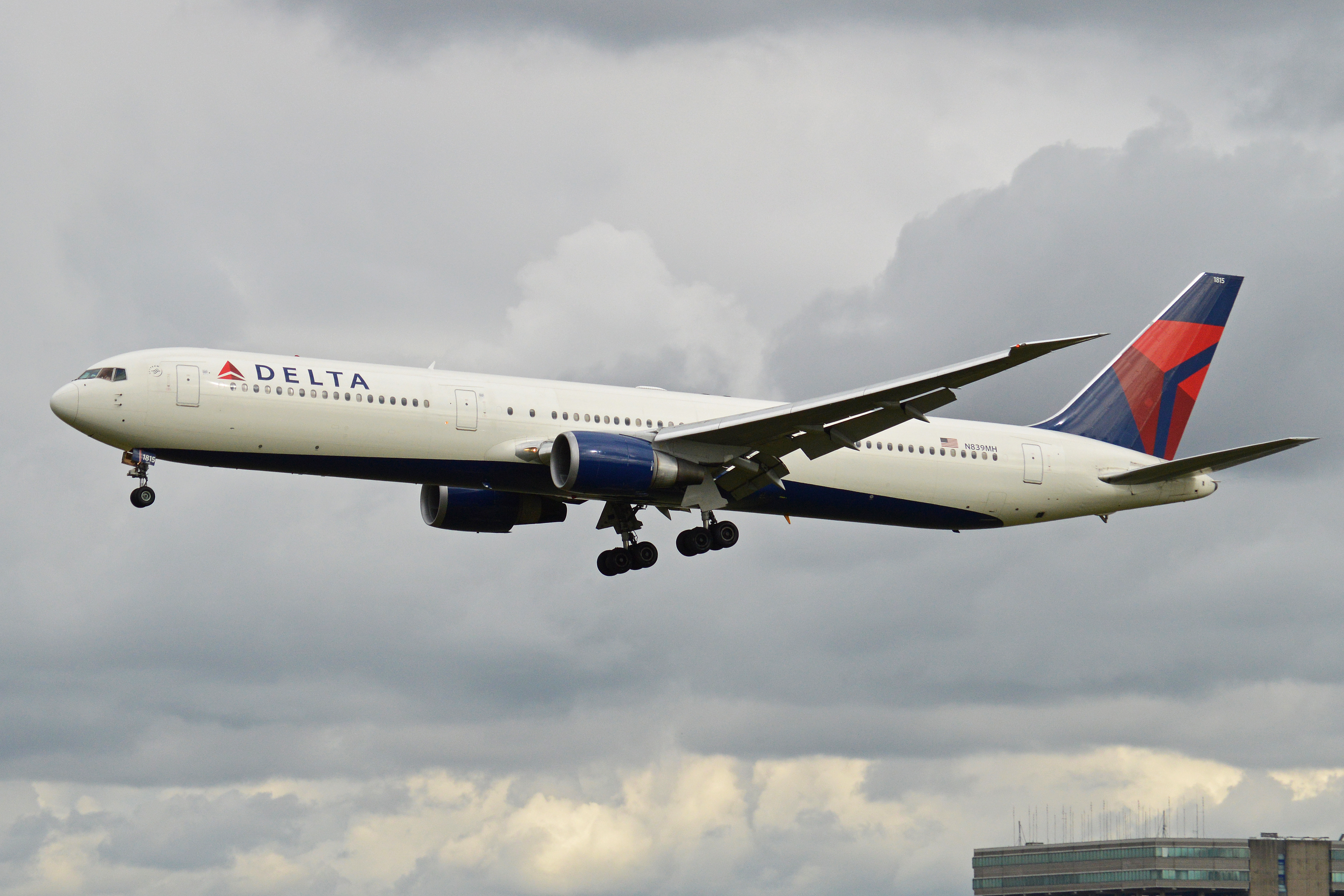
ボーイング767-400ER
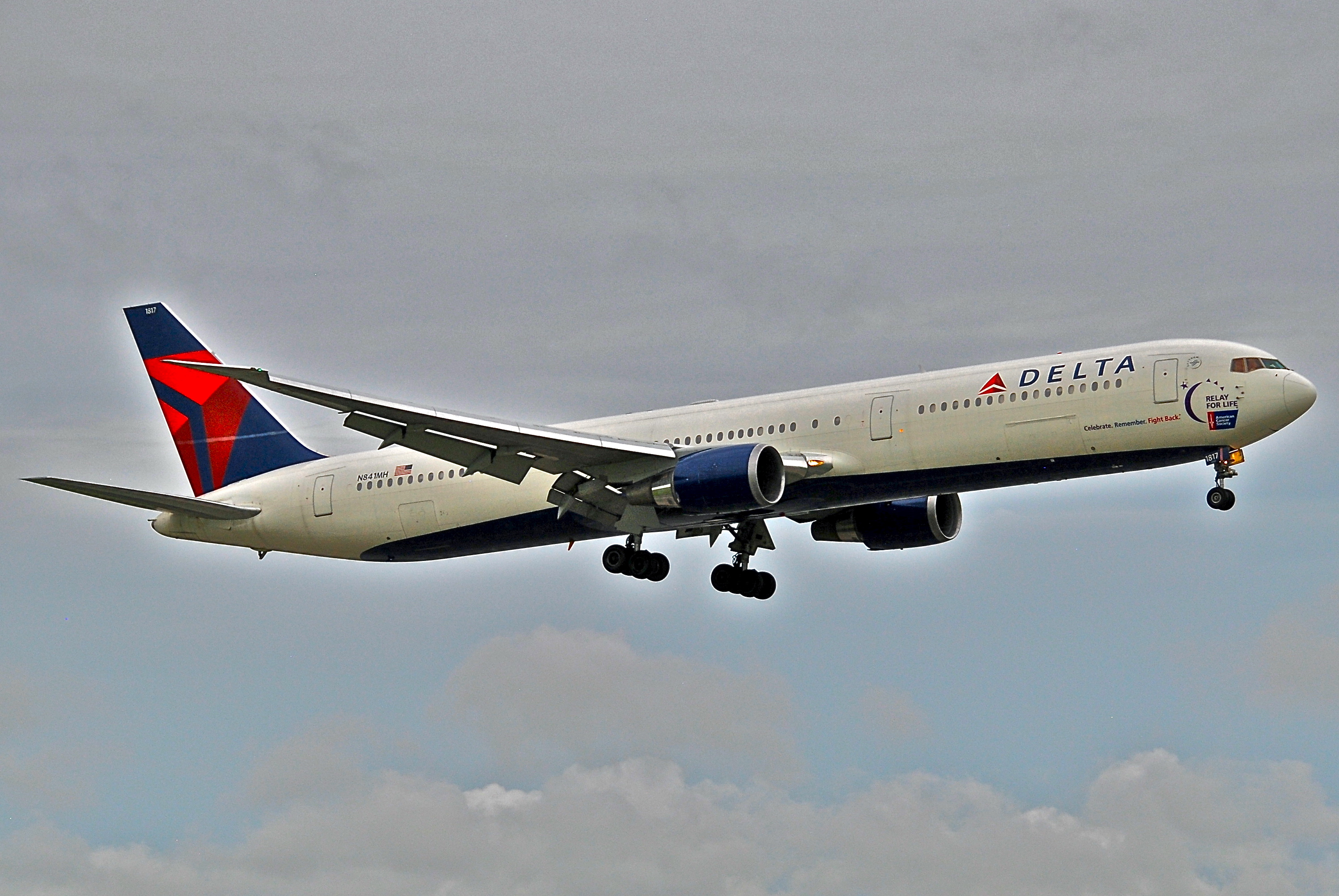
ボーイング767-400ER（アメリカがん協会ステッカー付）
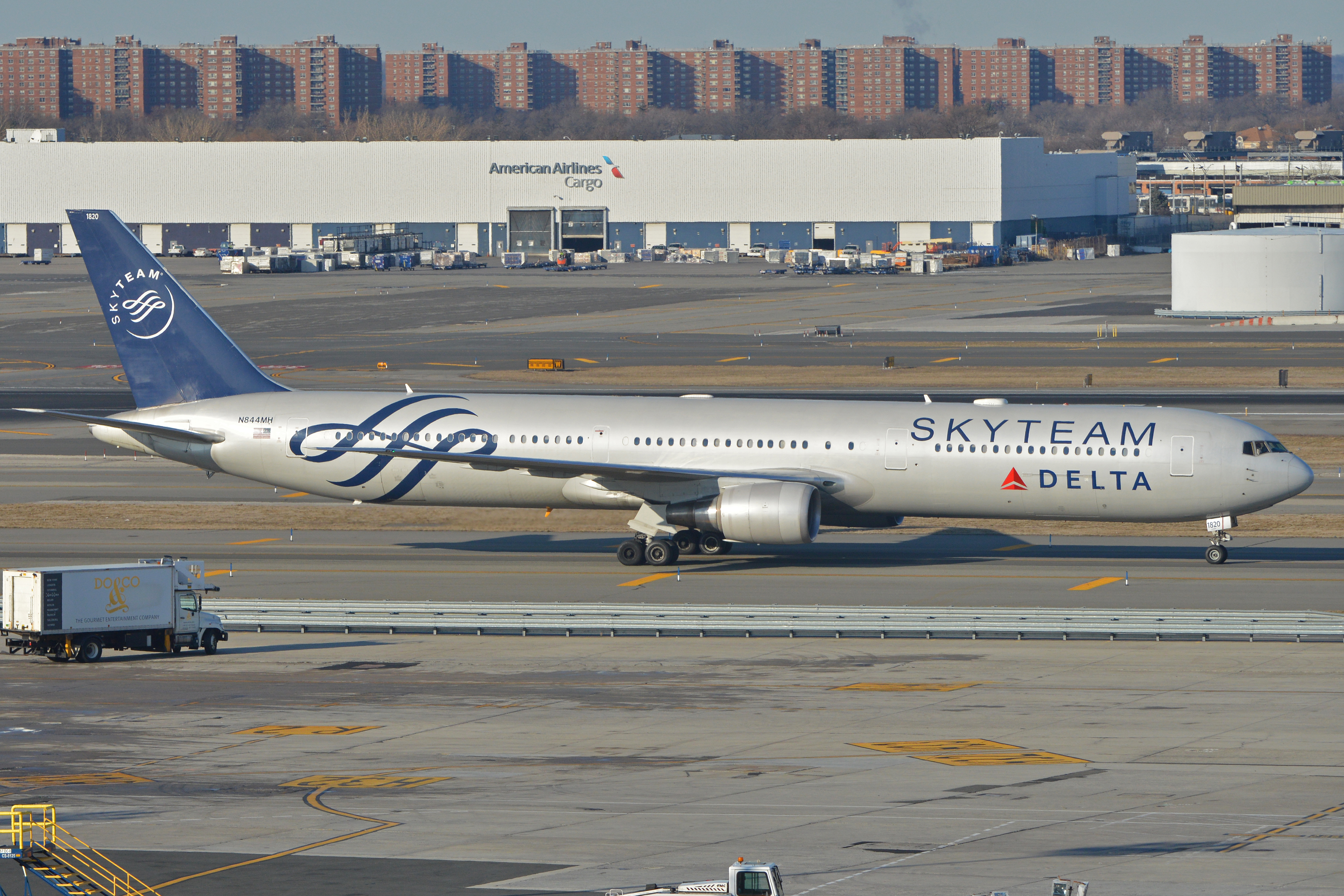
ボーイング767-400ER（スカイチーム塗装）
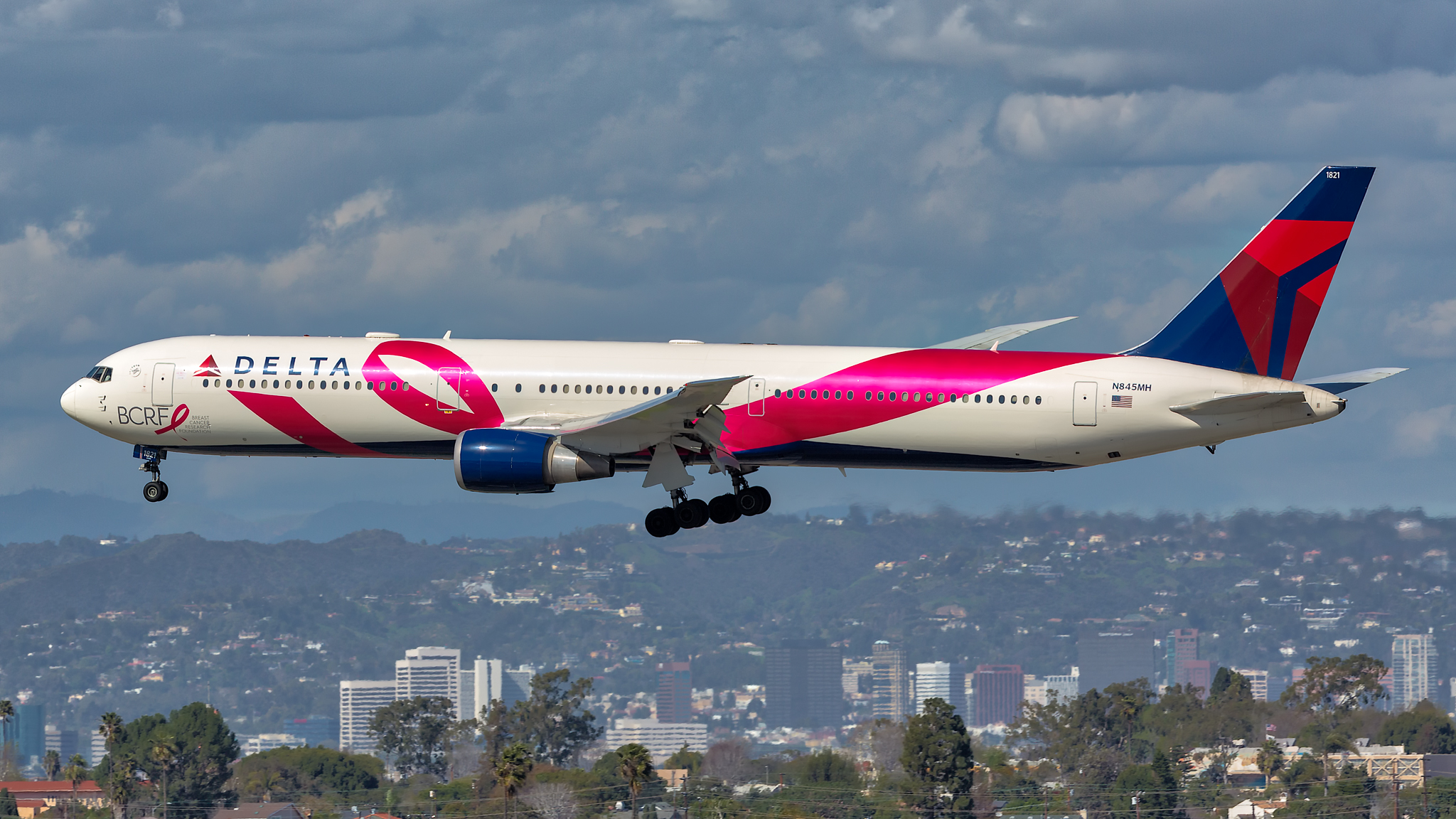
ボーイング767-400ER（ピンク・リボン・プレーン）

### 発注機材
サウスウエスト航空からボーイング717型機を中古リースで導入し、DC-9シリーズを更新した。このボーイング717はエアトランで使用されていた機材である。2025年末までに全機退役させる方針である。
現有保有機材数で一番の大所帯であるボーイング757-200型機は一つの機材でなく、エアバスA321LR及びボーイング737-900ER型機の二機種の新造機によって代替する予定。
ノースウエスト航空が発注していたボーイング787-8型機については注文の一部が取り消され、残りも納入が2020年以降に延期されていた。しかし、2016年12月27日に正式に発注がキャンセルされた。発注取り消しについて契約の具体的な内容は非公表としている。なお、デルタは発注済みの737-900ERを2019年までに受領する予定で、計120機にのぼる。
ボーイング747-400及び767-300ER型機の代替を含めたワイドボディ50機程度 の導入を検討しており、エアバスA330やA350 XWB、ボーイング777-300ER、ボーイング787-8/-9などが候補に挙がっていた。2014年11月20日にエアバスA350-900型機とA330-900neoを25機ずつをボーイング747-400型機や767-300ER型機の後継機として発注し、A350 XWBは2017年、A330neoは2019年から受領する予定と発表された。このうちA350 XWBは同年10月30日よりデトロイト - 成田線 でのデビューを果たした。
2017年12月13日、エアバスのA321neoを約100機発注する計画を発表した。エンジンはプラット・アンド・ホイットニーの予定である。

### 退役機材
- エアバスA310-200
- エアバスA310-300
- コンベア880
- ダグラス DC-4
- ダグラス DC-7
- ダグラス DC-8
- ダグラスDC-9
- ボーイング727
- ボーイング737-700
- ボーイング747-100（当時国内線中心だったため供給過剰となり、1977年までに退役、2機はチャイナエアラインを経てパンアメリカン航空に移籍）
- ボーイング747-400（2017年12月17日に、ソウル発デトロイト行きの便を最期に退役[37]。なお、この機体による日本路線は、同年10月31日で終了していた[38]。）
- マクドネル・ダグラス DC-10
- マクドネル・ダグラス MD-11
- ロッキード L-1011 トライスター
- ボーイング777-200ER[39]
- ボーイング777-200LR[39]
- マクドネル・ダグラス MD-80シリーズ
- マクドネル・ダグラス MD-90

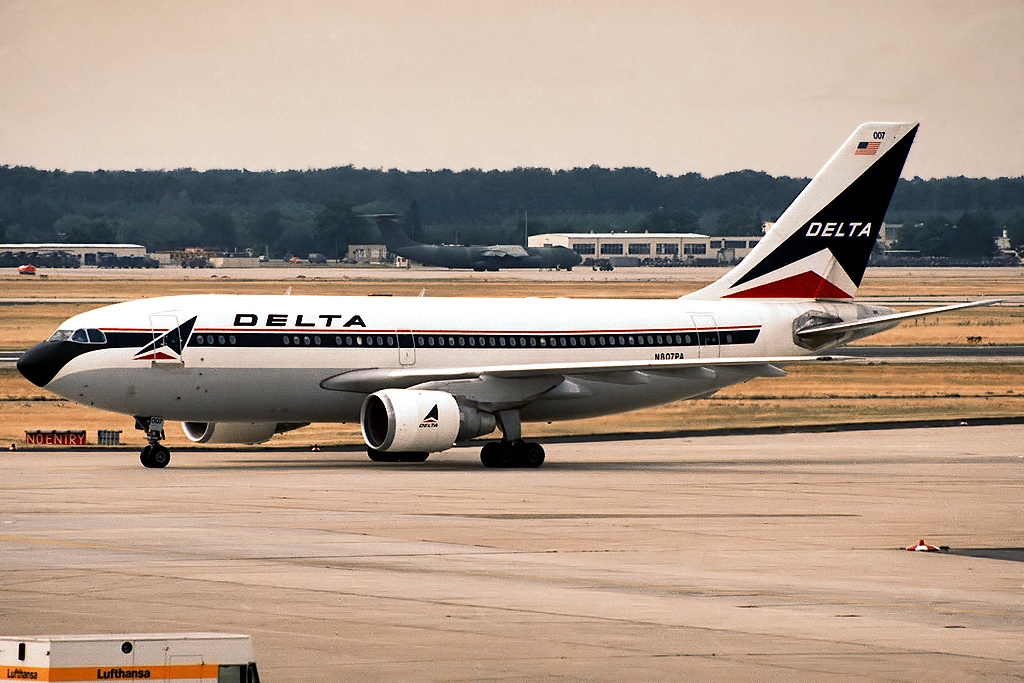
A310
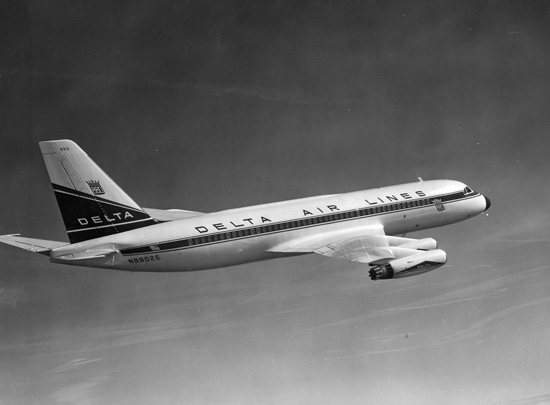
コンベア880
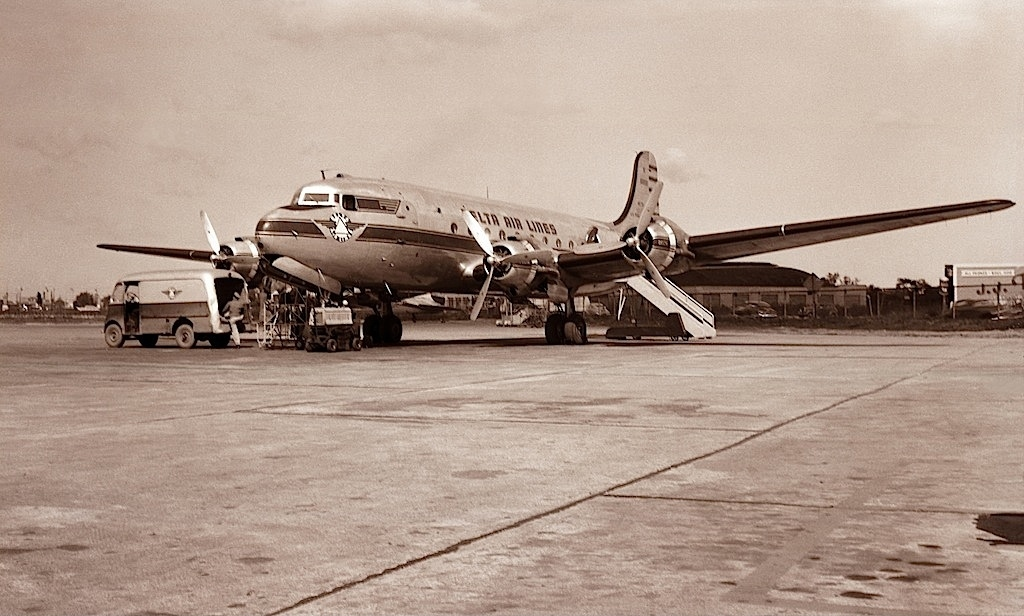
DC-4
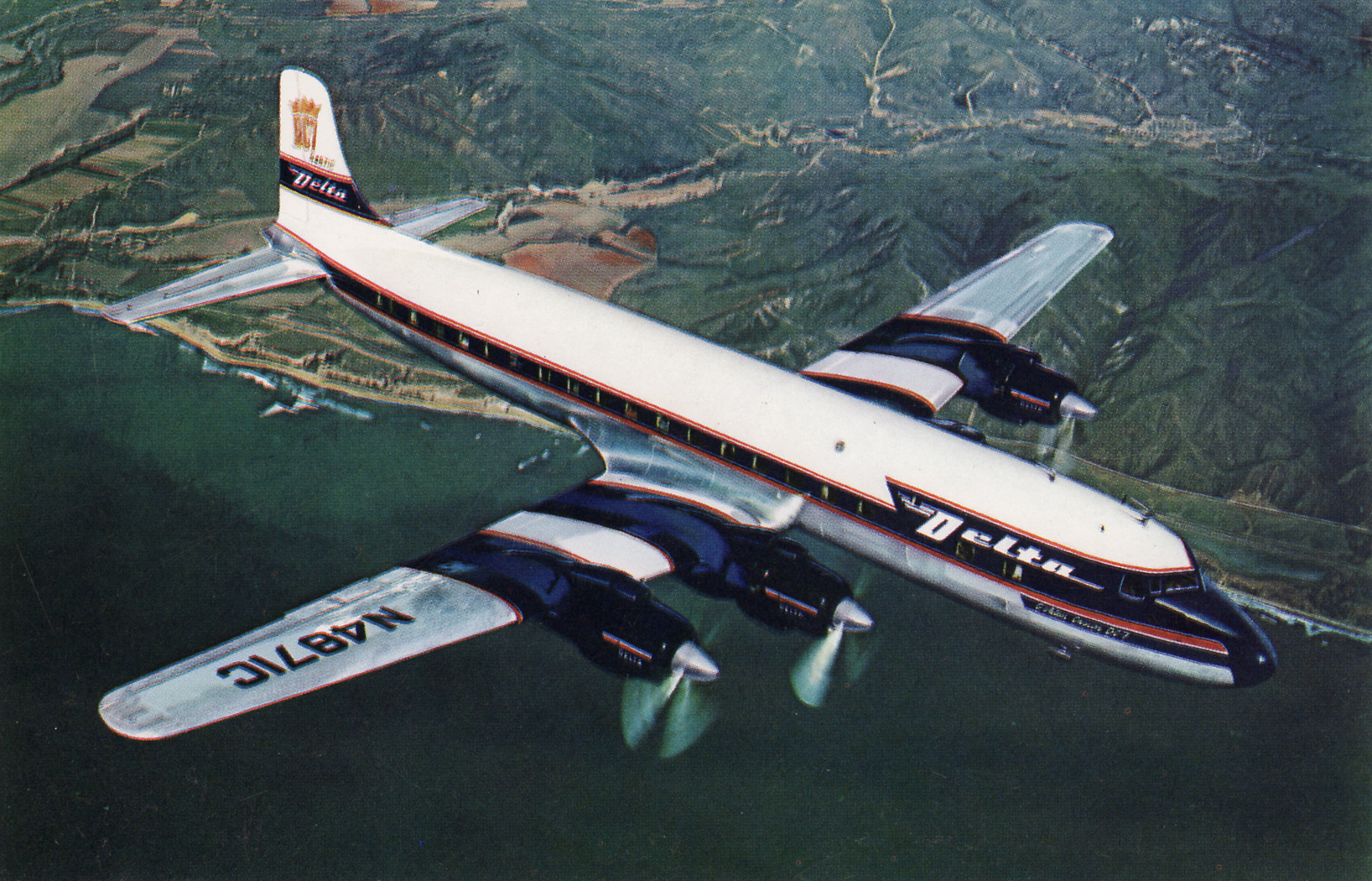
DC-7
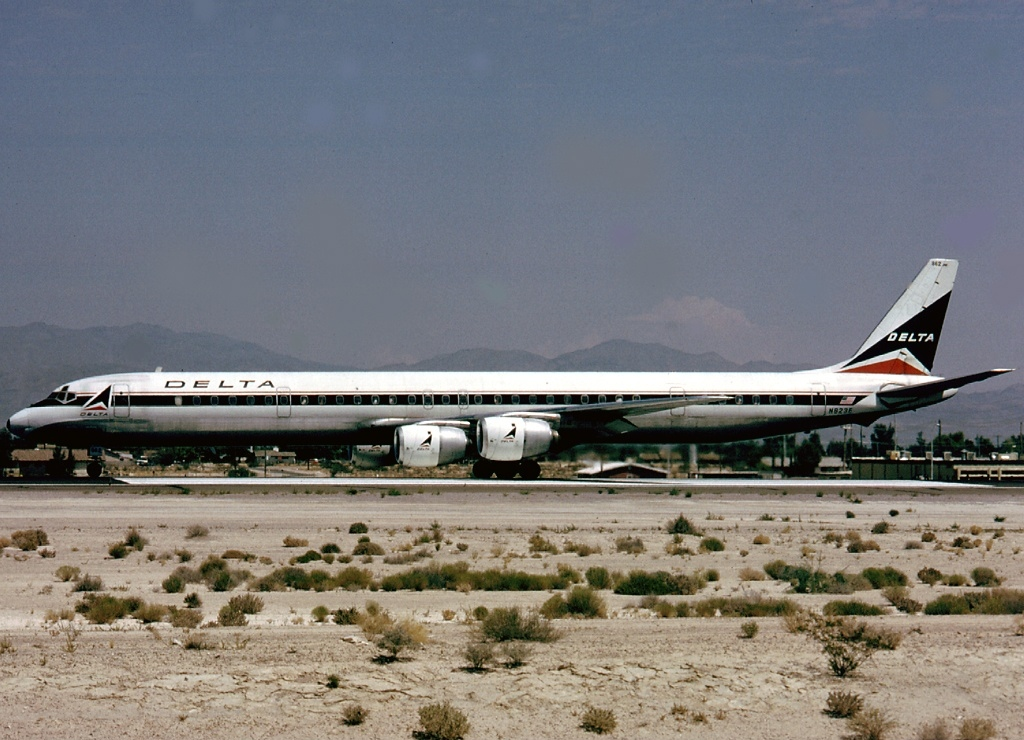
DC-8
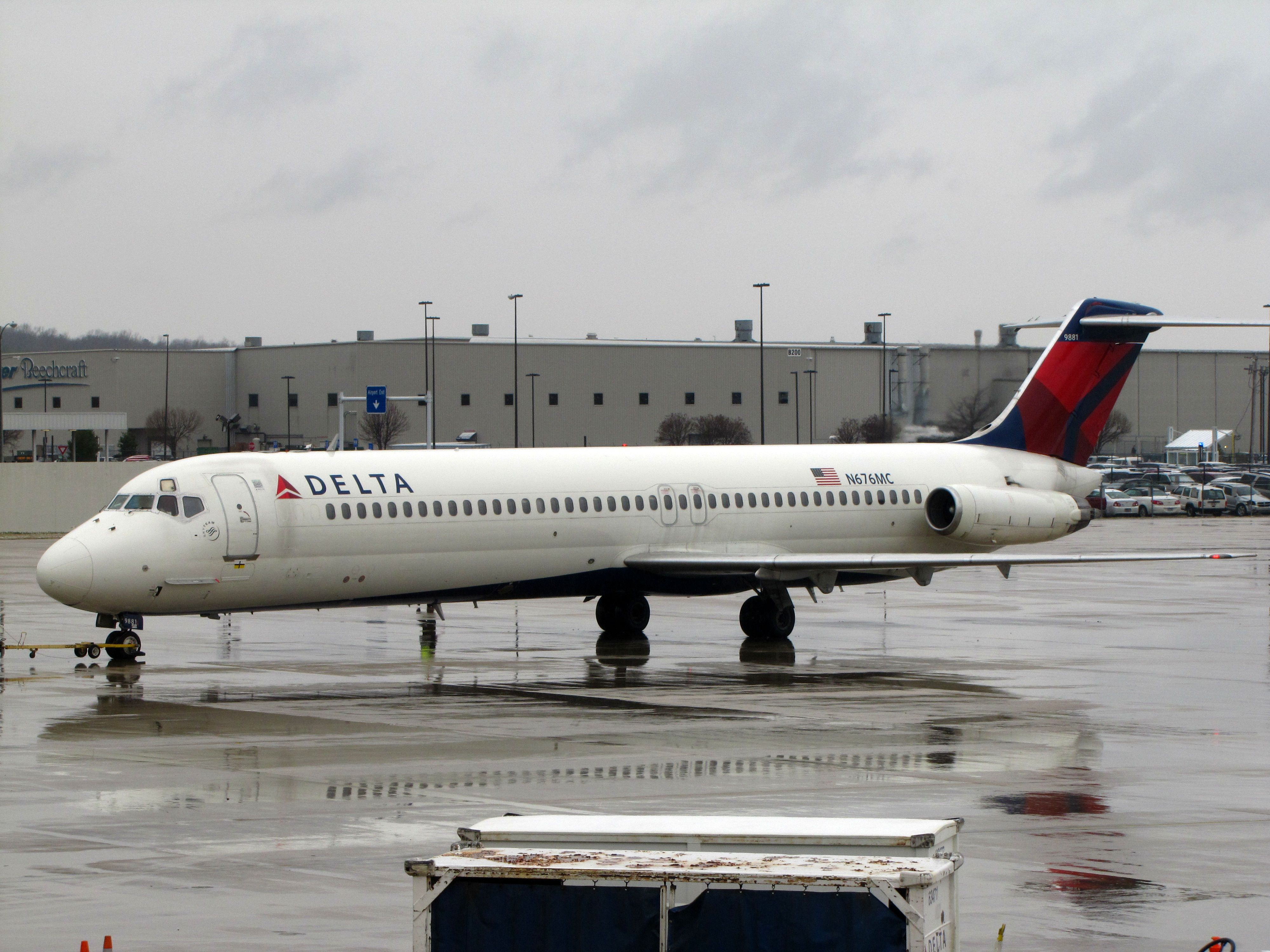
DC-9
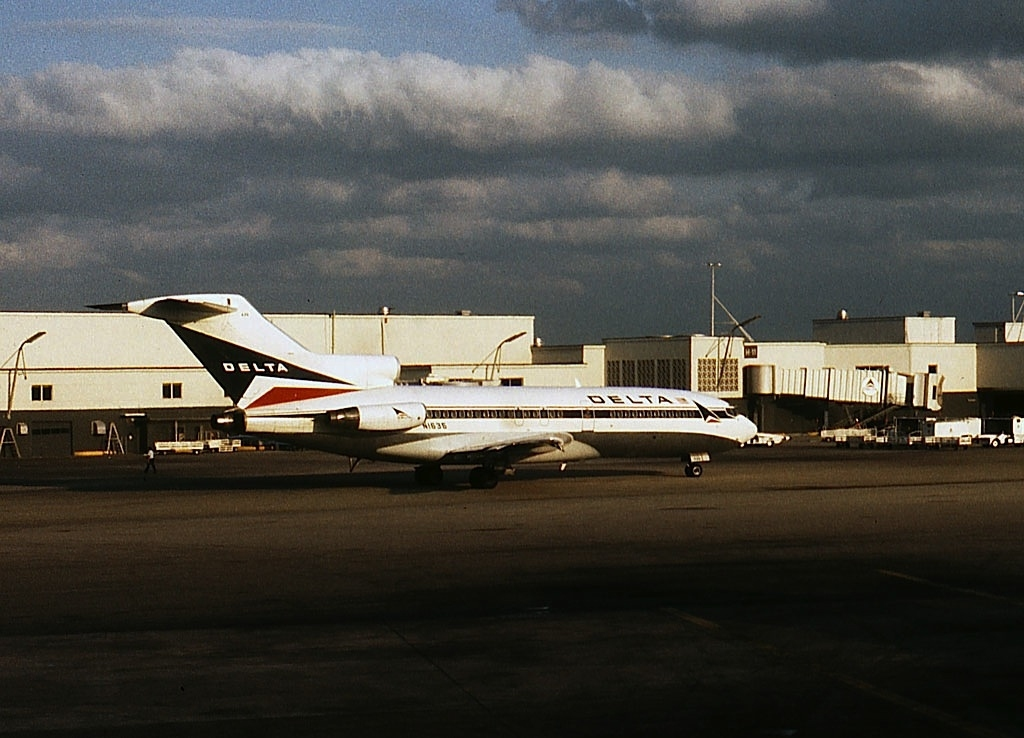
B727-100
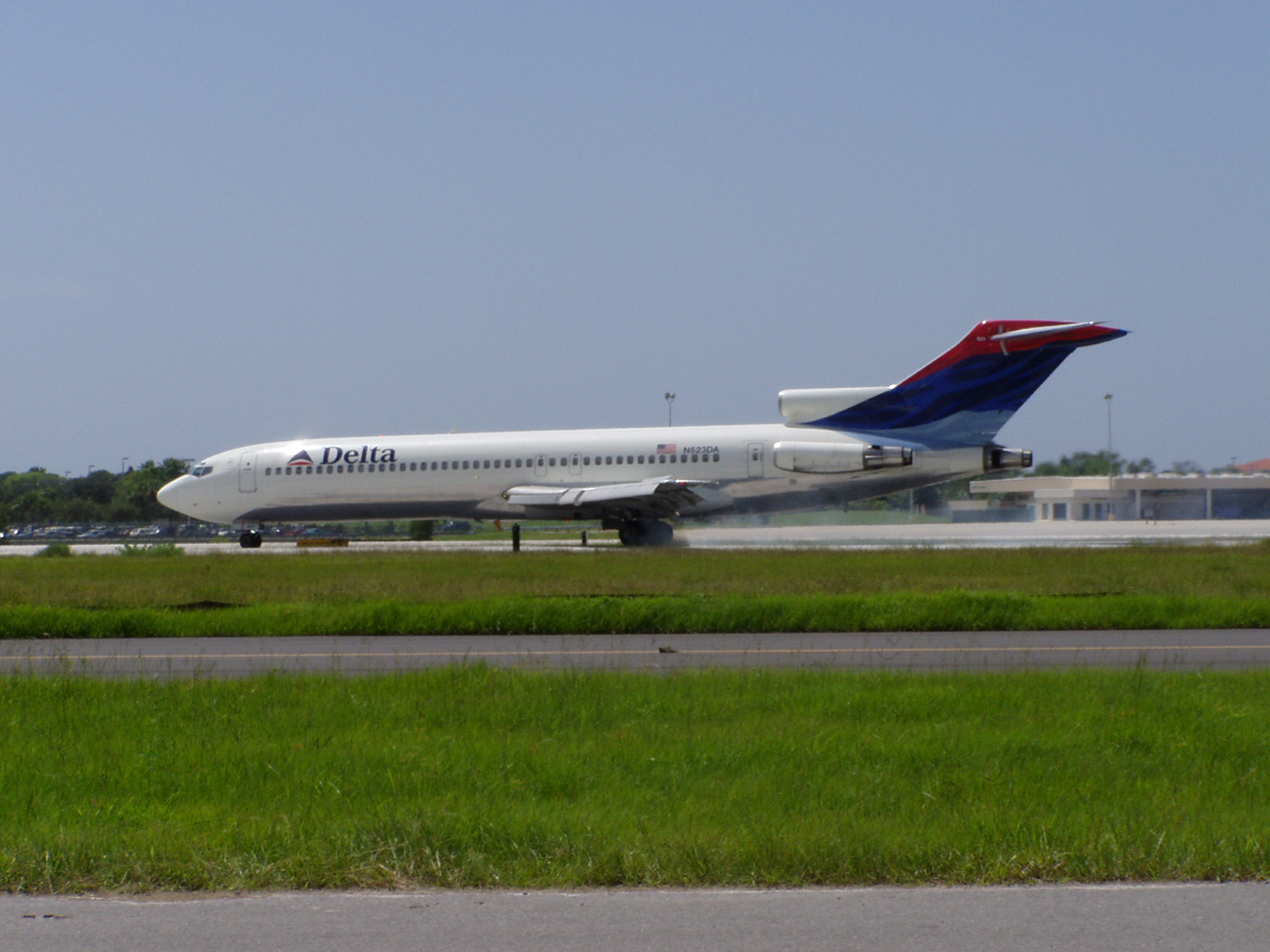
B727-200
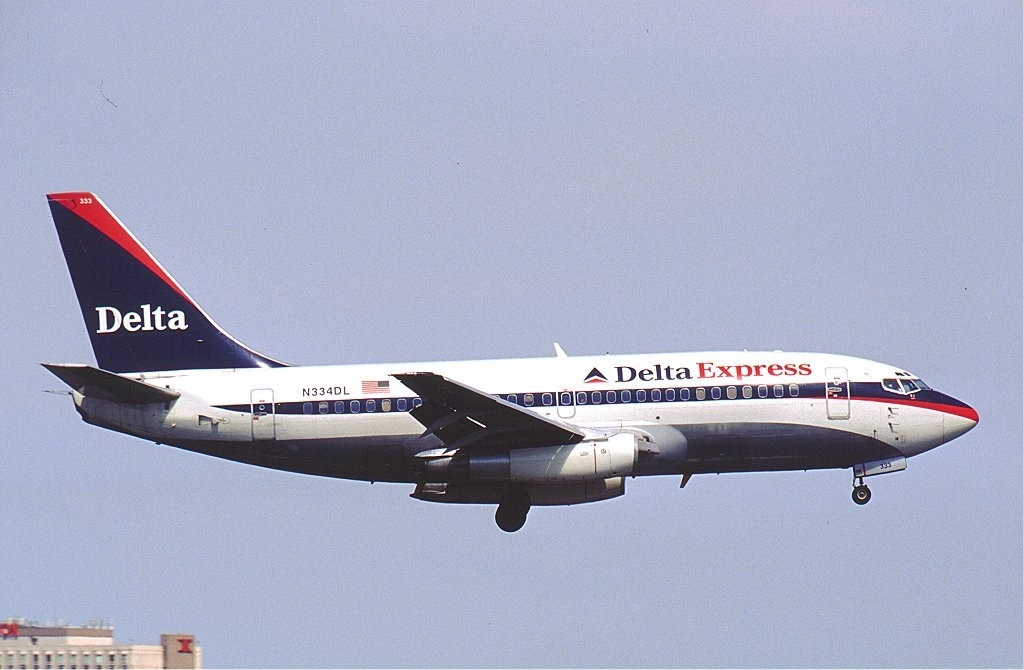
B737-200
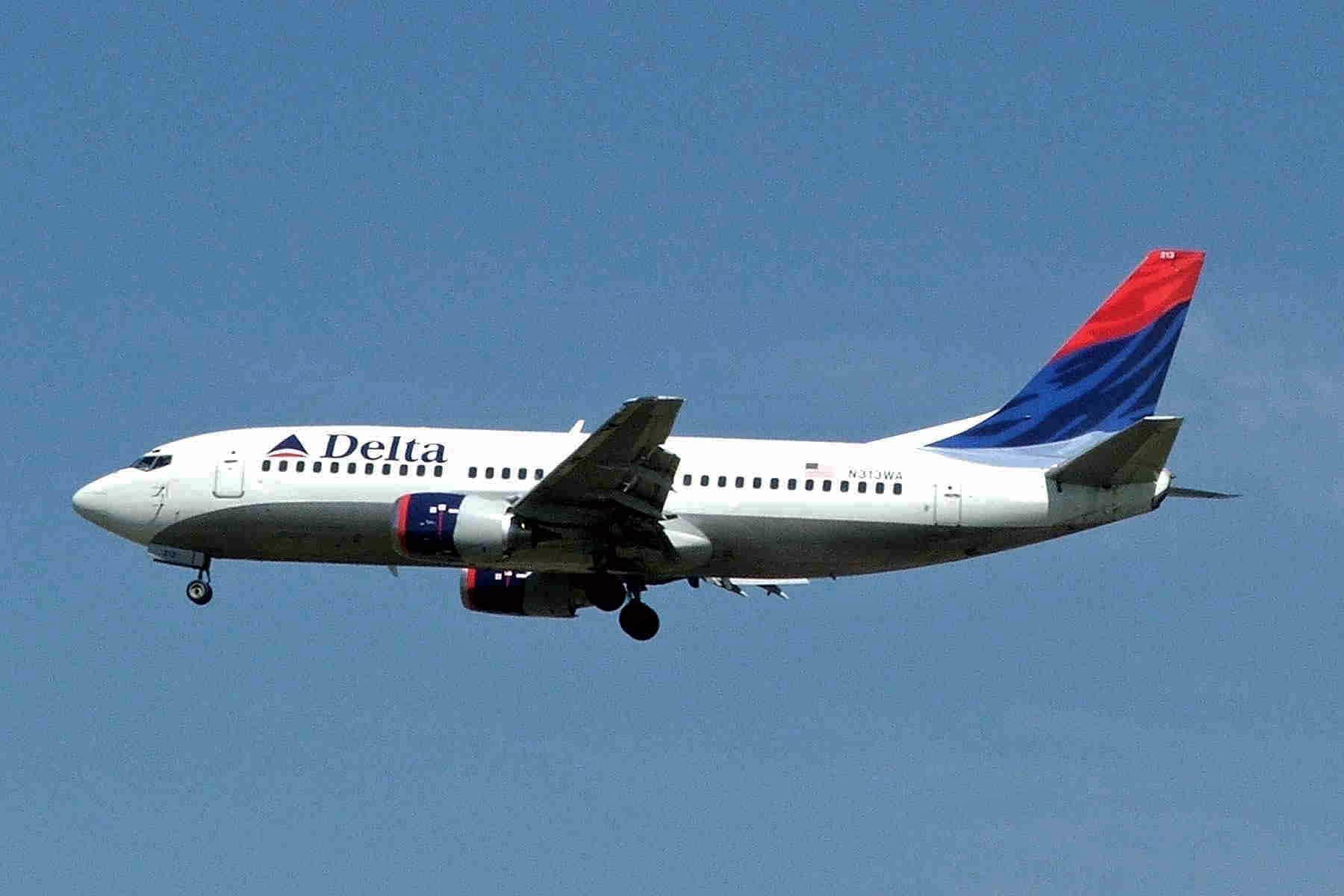
B737-300
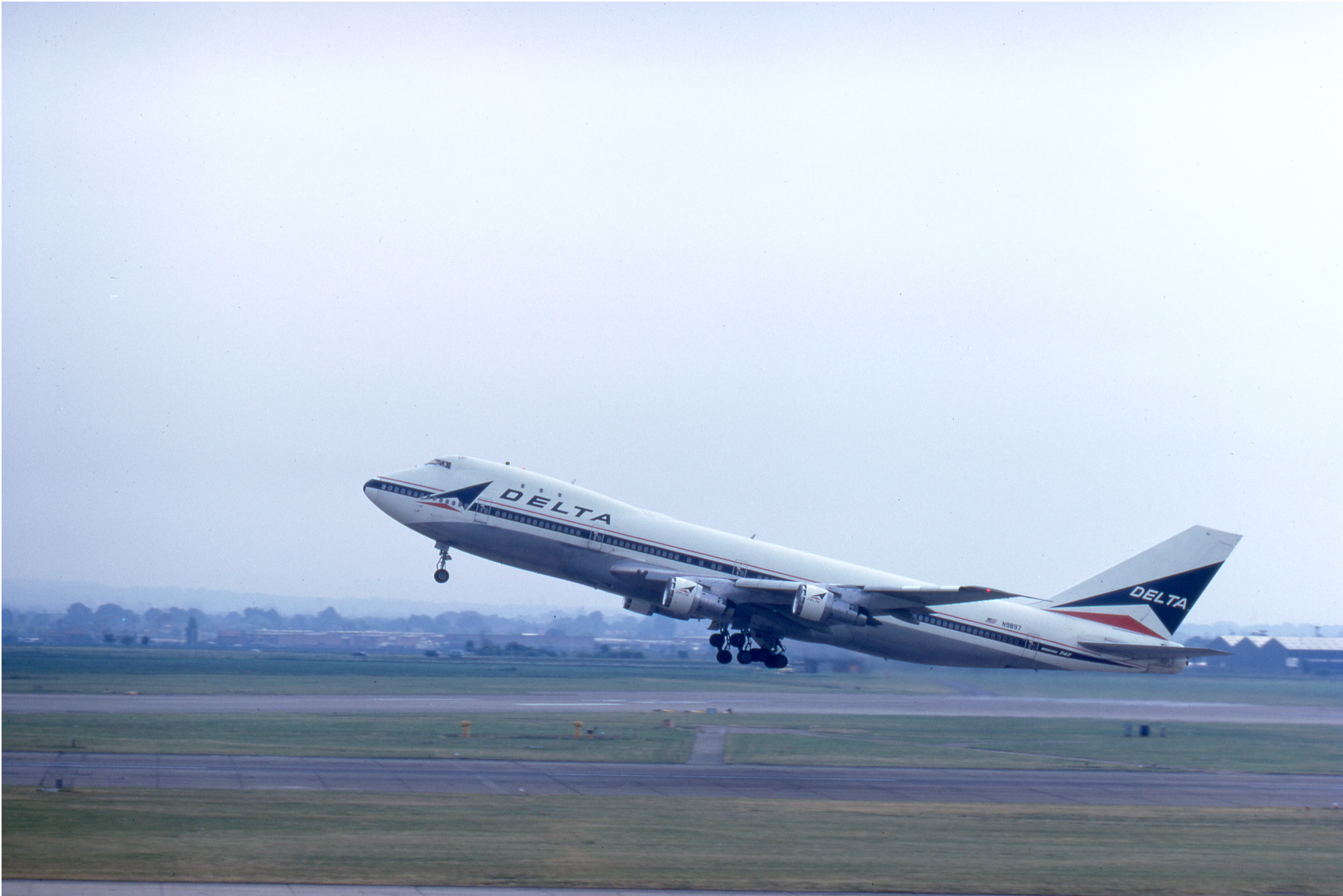
B747-100
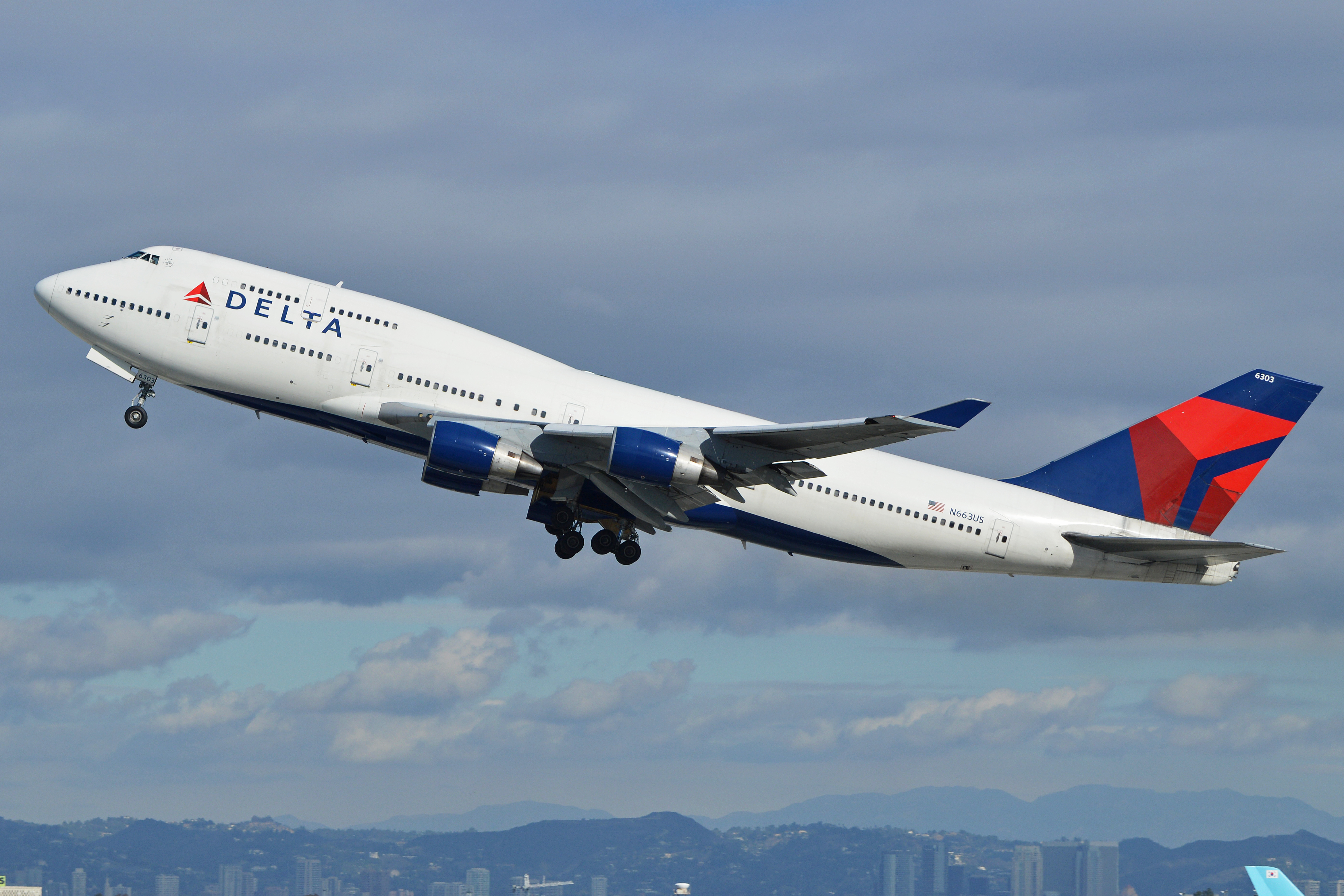
ボーイング747-400
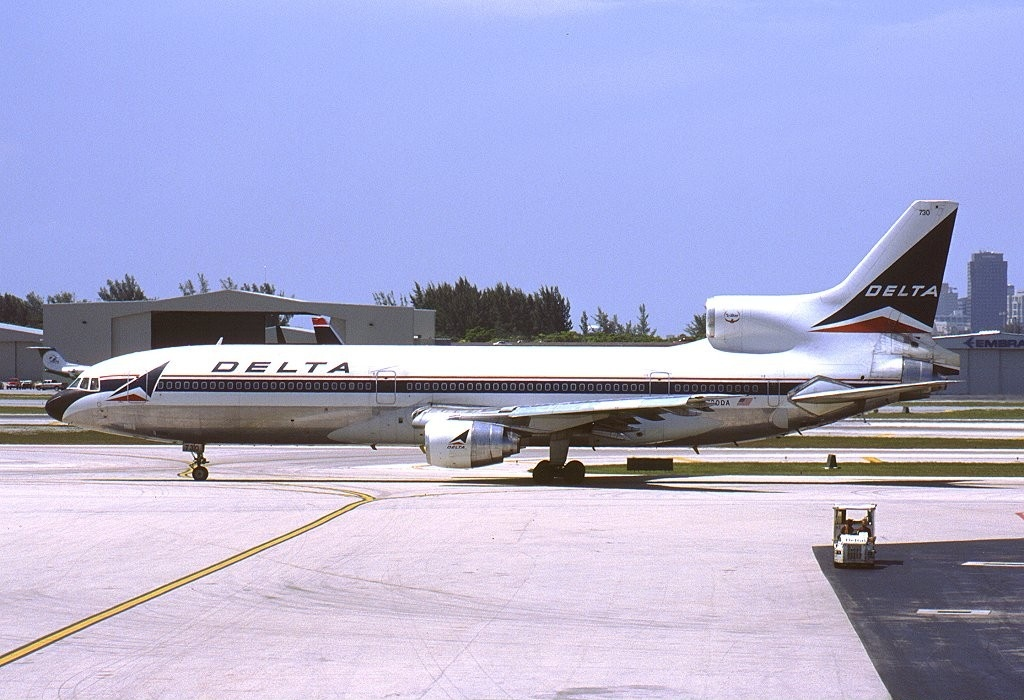
L-1011
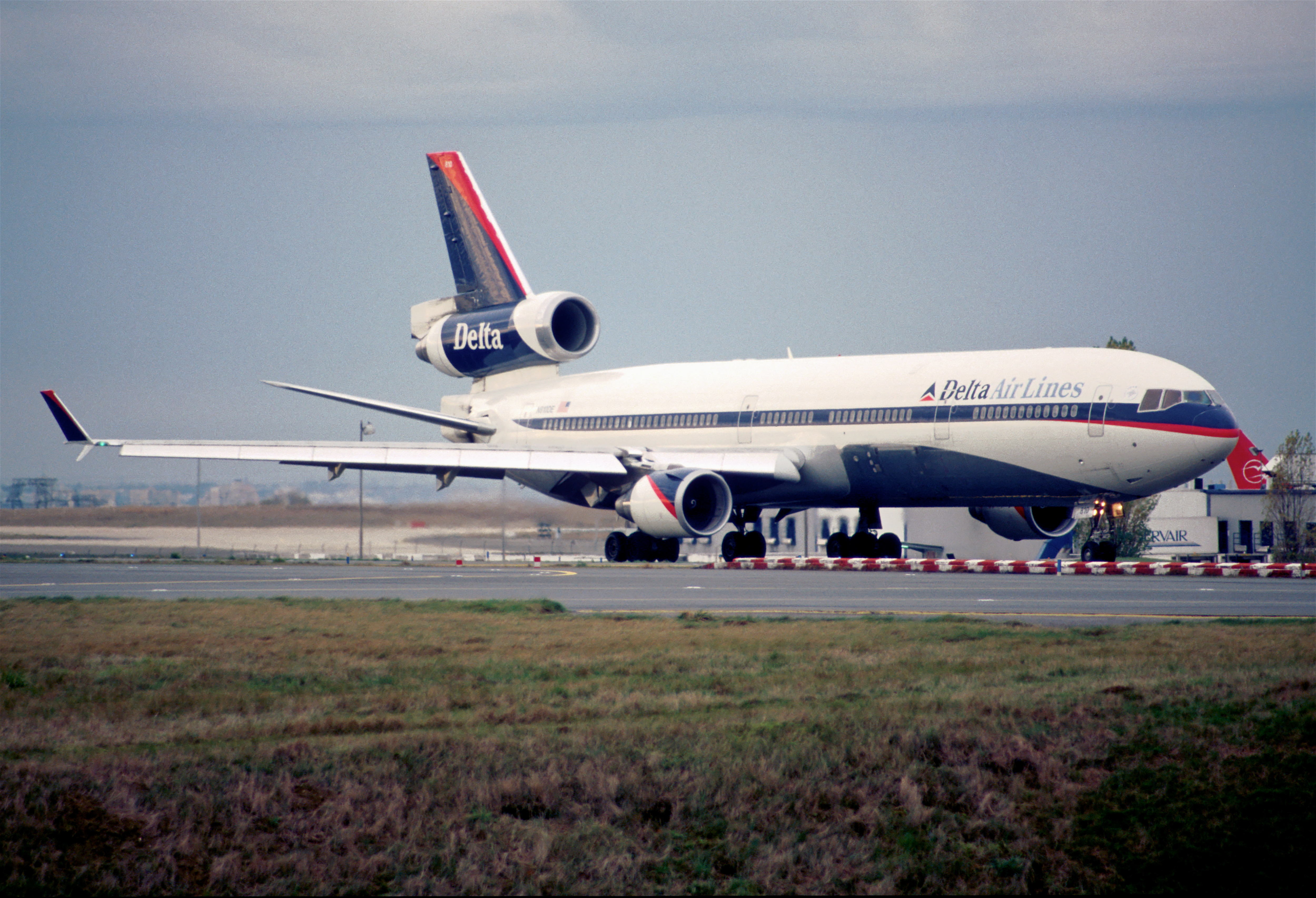
MD-11
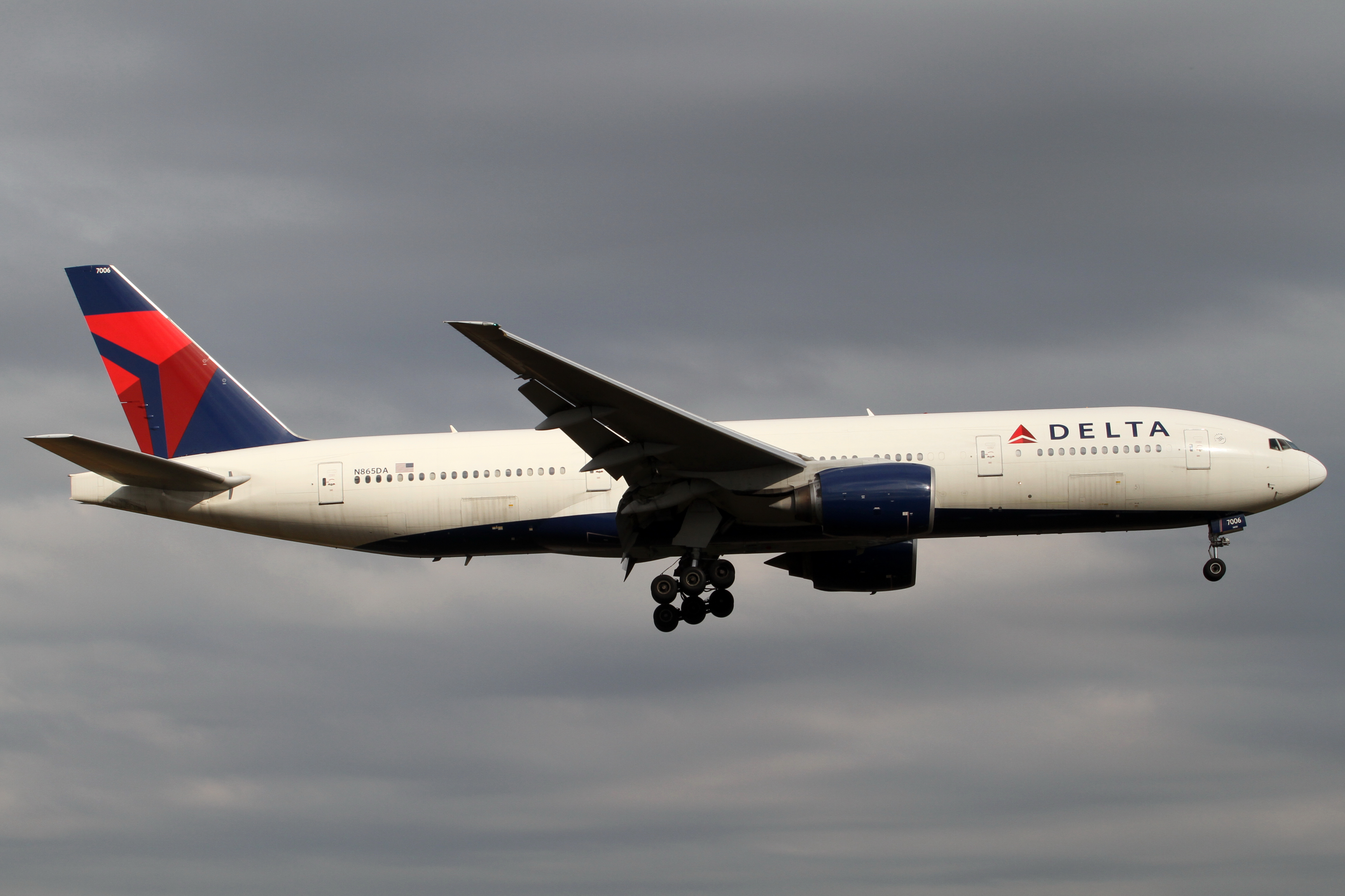
777-200ER
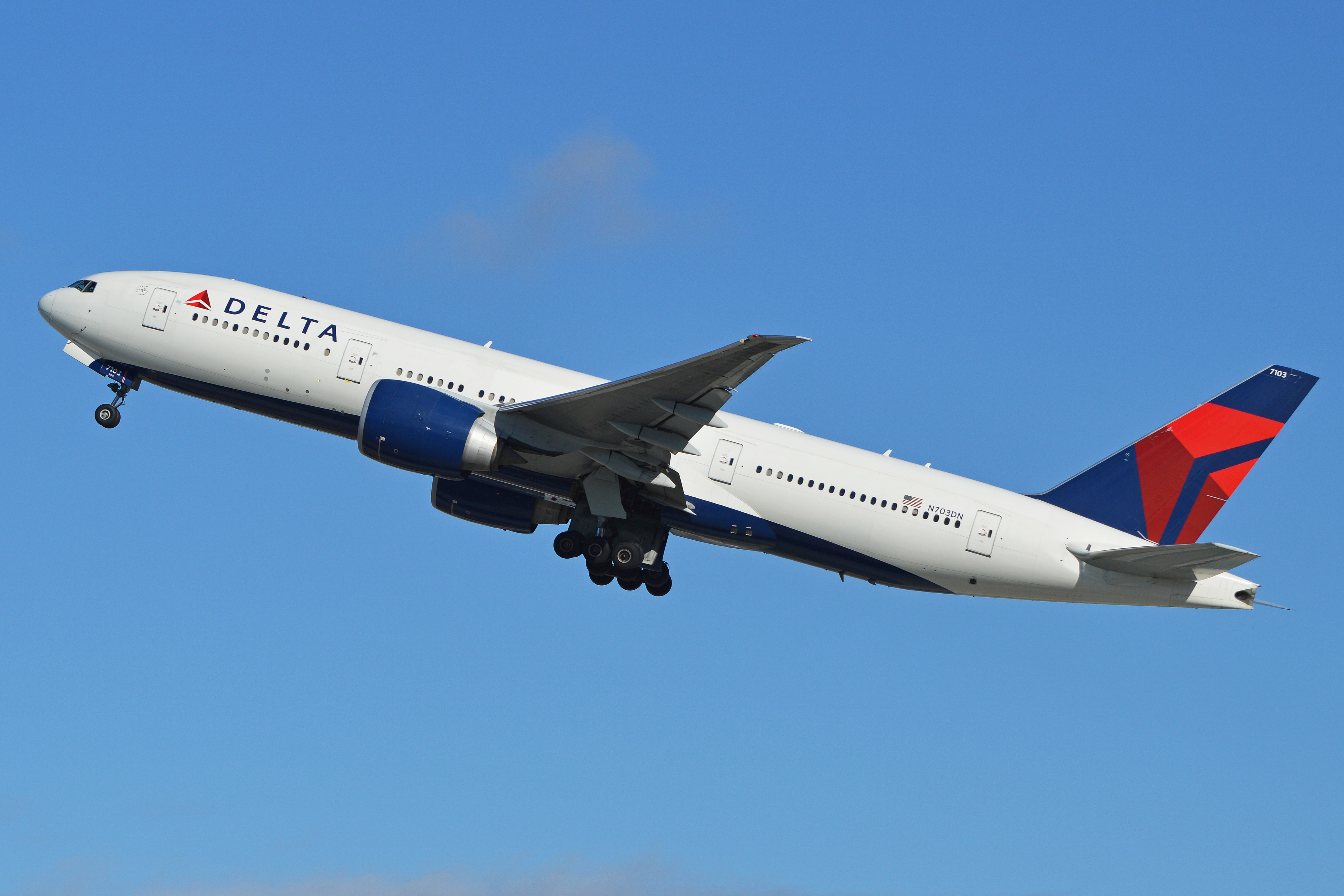
ボーイング777-200LR
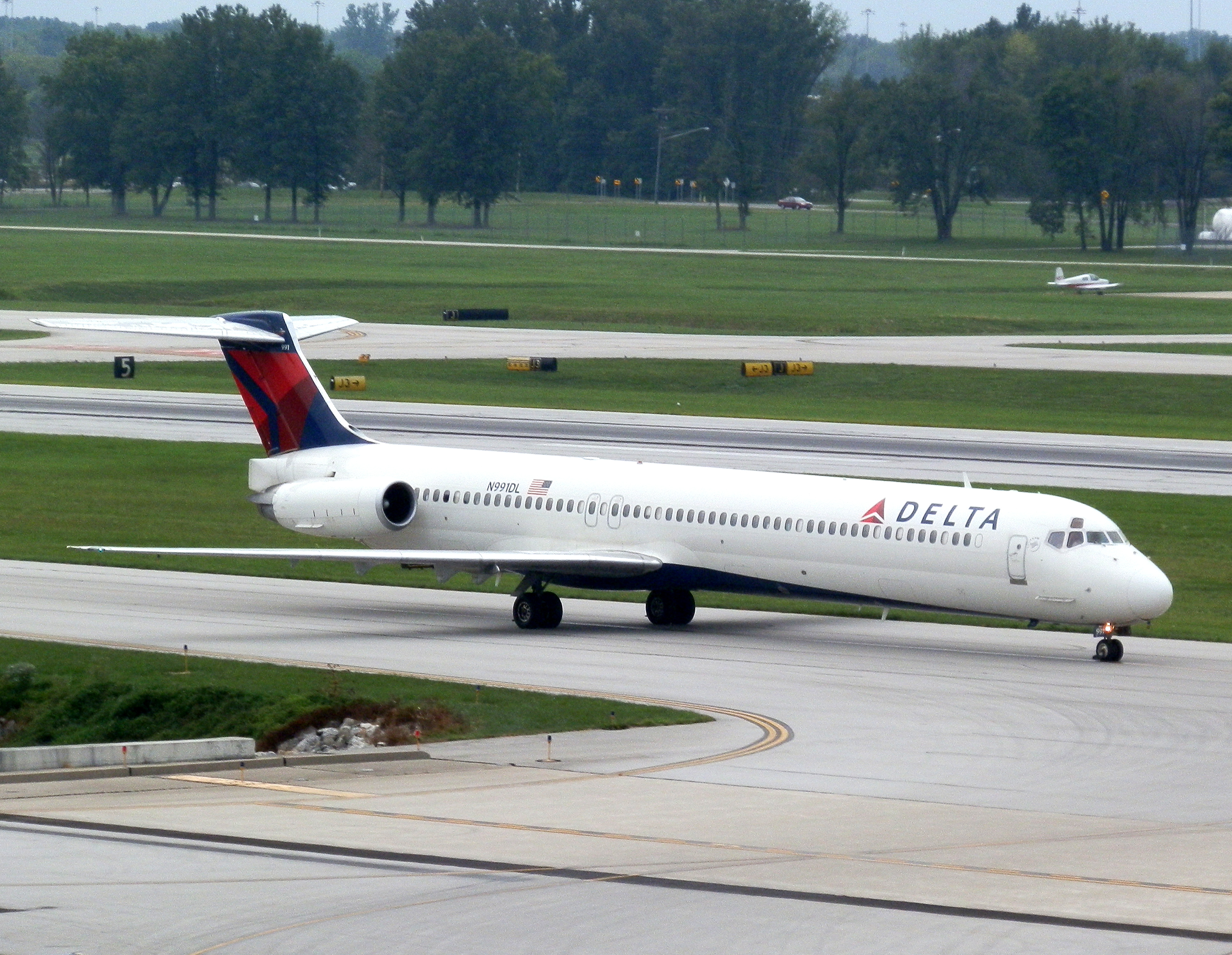
MD-88
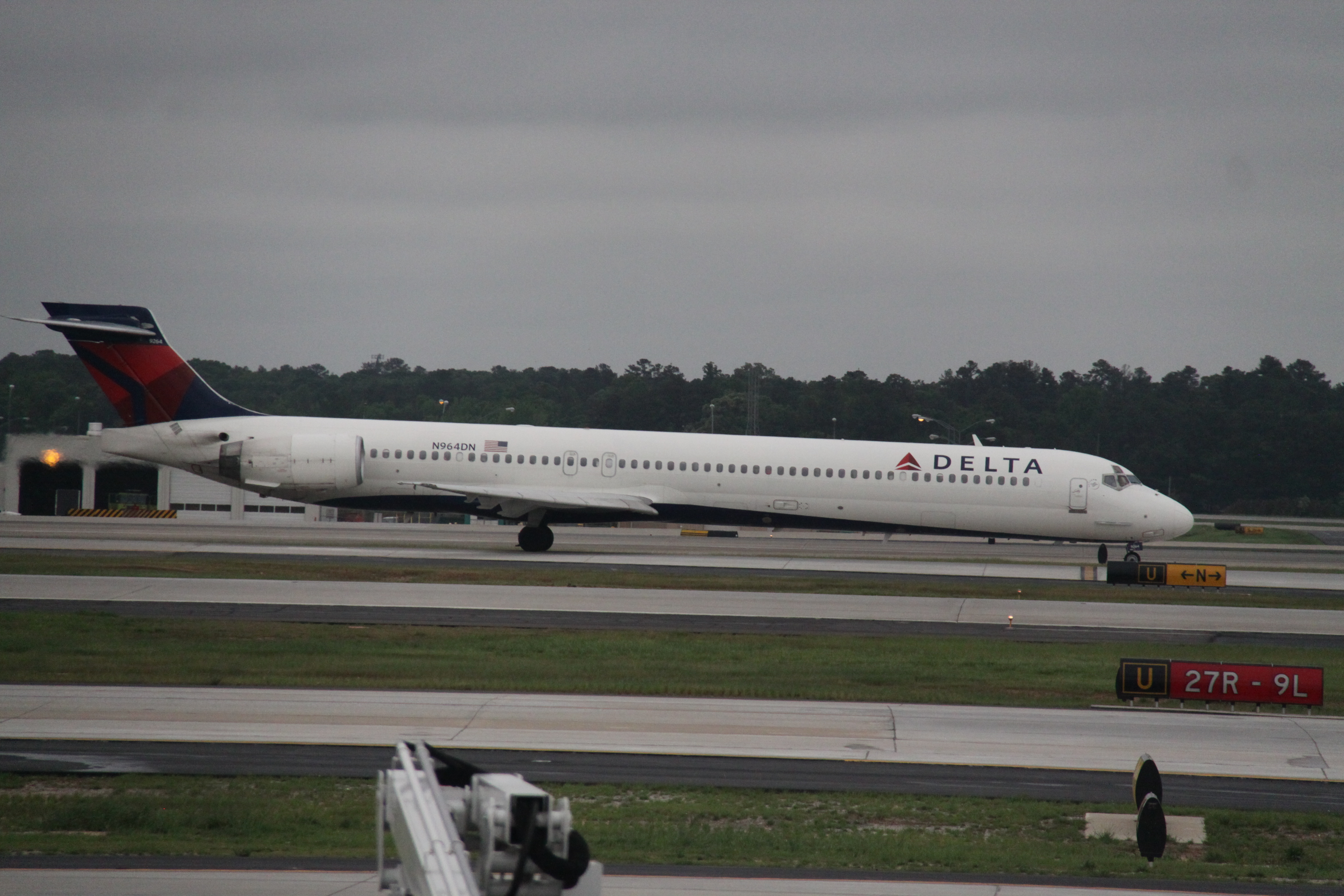
MD-90

### ボーイング747の運航
ノースウエスト航空と合併後、貨物機を含め20機以上の747シリーズを保有し、同社の最大機材として太平洋路線を中心に運航された。
ボーイング747貨物機を中心とした貨物専用機の運用は2010年1月末をもって終了し、退役した。

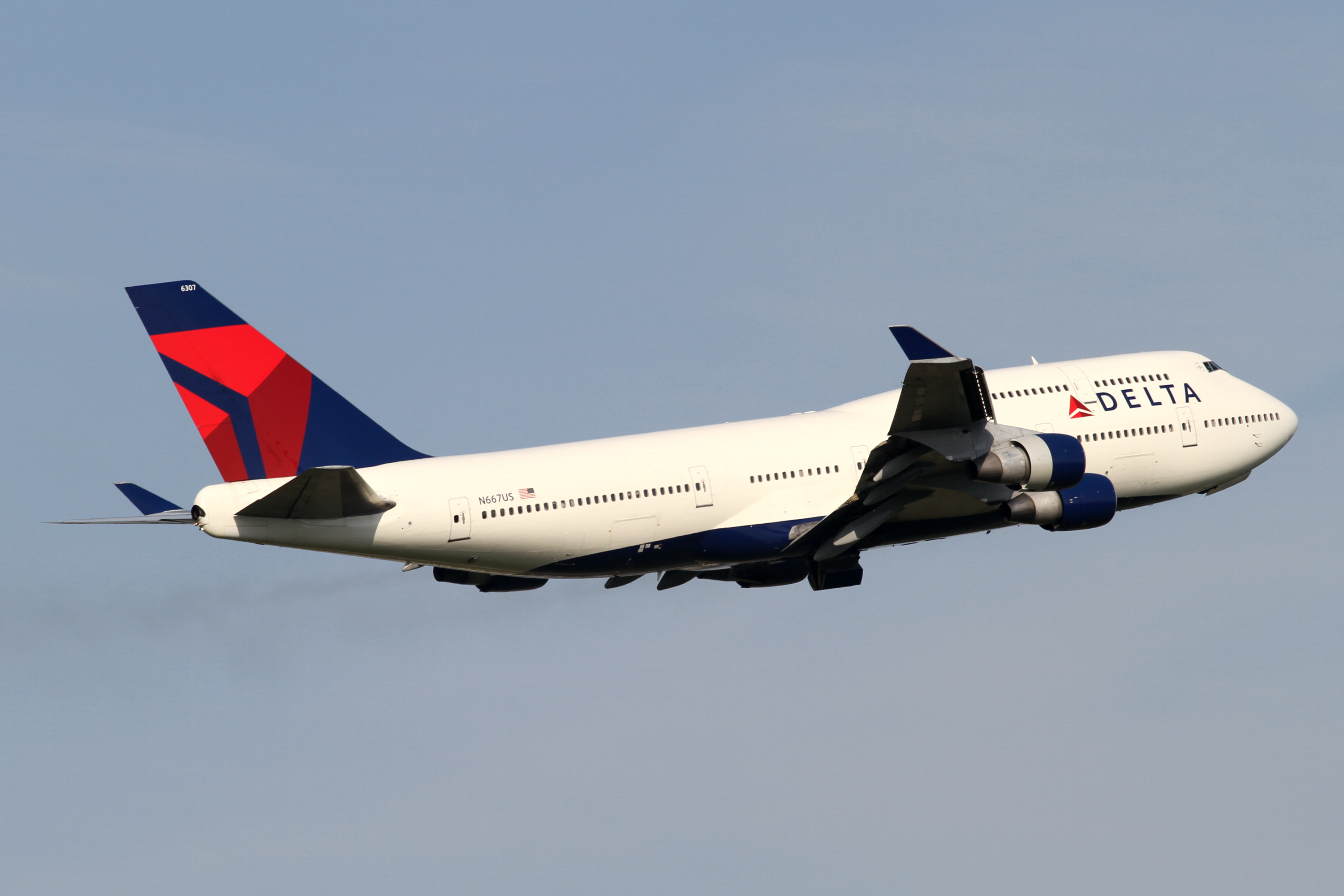
成田を離陸する747-400

旅客型についてはしばらく運用が続けられたが、最終的にボーイング747-400型機は2017年に完全に退役し、デルタからボーイング747は引退した。ノースウエスト統合によりデルタは日本からの以遠権を有していたが、ハブとなる成田国際空港の発着枠には限りがあった。かつて、需要旺盛な日本および東アジアへこの少ない発着枠で輸送力を確保するには、ボーイング777では容量不足であり、747が必要とされていた。また、成田空港に設けた整備工場で747の高度な整備が可能であった。以上の理由によりデルタ航空はボーイング747-400型機の運用を続けていた。
しかし、初期に就航した機体は25年以上運用しており、置き換えが急務であったことから、2014年第3四半期の業績発表時に、747-400を2017年に完全退役させる予定を発表した。これにはデルタ航空とスカイチームにおける日本の重要性が低下し、日本路線の容量見直しが可能になったことも理由のひとつである。デルタのハブであるデトロイトから、スカイチームメンバーのハブであるソウル/仁川（大韓航空）・上海/浦東（中国東方航空）などに直行便で接続できるようになり、成田を経由せずとも、以前は以遠権で就航していた東南アジア地域から集客できるようになった。さらに、統合前のデルタ時代から日本に提携するカウンターパートナーは存在せず、日本航空やスカイマークの再建計画にもデルタは参入できず、2021年現在もなお、日本の航空会社からスカイチームに所属するメンバーは出ていない。
2015年9月8日（ハワイ時間）のホノルル発アトランタ行836便をもって引退 した同社保有の登録番号「N661US」（製造番号23719/696・ノースウエスト航空85便緊急着陸事故当該機）は747-400型機のプロトタイプの1機であり、2016年4月にアトランタ本社の付属施設であるデルタ航空博物館に寄贈され、2017年3月28日より一般公開されている。
2017年に、デルタの747は運用数6機まで削減され、デトロイト発着のアジア便を中心に運航されていた。日本の定期路線から10月30日の成田→デトロイト（DL276便）をもって引退 した。しかし定期以外では11月28・29日にかけて「N668US」がアメリカ軍のパトリオット・エクスプレスとして仙台・嘉手納へ飛来している。
12月には運用が4機にさらに減り、12月19日 仁川→デトロイト（DL158便）を最後に引退した。当初予定では、現地時間で12月17日発 仁川→デトロイト（DL158便）を定期便ラストフライトとしていたが、12日になって19日仁川発が追加され、結果的にはこれが最後の定期フライトとなった。17日デトロイト発（DL159便）が当日になりパイロットを確保できず747での運航を取りやめ、翌18日にデトロイト（9:18）→仁川（13:11）（DL9859（159A）便）で運航し、折返しの仁川→デトロイトは12日に設定された19日仁川発（DL158便）を約2時間半の遅延で運航した。ラストフライトは「N666US」が務めた。
定期運航便とは別に18日から自社社員向けのフェアウェル・ツアーを以下で運航した。
「N674US」11日ソウル仁川→デトロイト着後ラインアウト、18日デトロイト→エバレット→シアトル、19日シアトル→アトランタ
「N670US」17日ソウル仁川→デトロイト着後ラインアウト、18日デトロイト→シアトル
「N669US」18日上海浦東→デトロイト着後ラインアウト、19日デトロイト→アトランタ、20日アトランタ→ミネアポリス
「N666US」19日ソウル仁川→デトロイト着後ラインアウト、20日デトロイト→ロサンゼルス
また、12月31日迄年内はスポーツ団体向けを含むチャーター便を運航し、2018年1月3日までに全機アリゾナ州マラナへ回送された。デルタはこれらイベントをSNSで「#DL747Farewell」のハッシュタグで情報発信するとしている。

## 就航都市
就航都市は全世界6大陸にわたり、350都市を超える。
| デルタ航空 就航都市 （2025年1月 現在） | デルタ航空 就航都市 （2025年1月 現在） | デルタ航空 就航都市 （2025年1月 現在）               | デルタ航空 就航都市 （2025年1月 現在）                                   | デルタ航空 就航都市 （2025年1月 現在） |
| -------------------------------------- | -------------------------------------- | ---------------------------------------------------- | ------------------------------------------------------------------------ | -------------------------------------- |
| 国                                     | 都市                                   | 空港                                                 | 備考                                                                     |                                        |
| 北アメリカ                             |                                        |                                                      |                                                                          |                                        |
| アメリカ合衆国                         | バーミングハム                         | バーミングハム＝シャトルズワース国際空港             |                                                                          |                                        |
| アメリカ合衆国                         | ハンツビル                             | ハンツビル国際空港                                   |                                                                          |                                        |
| アメリカ合衆国                         | アンカレッジ                           | テッド・スティーブンス・アンカレッジ国際空港         |                                                                          |                                        |
| アメリカ合衆国                         | フェアバンクス                         | フェアバンクス国際空港                               | 季節運航便                                                               |                                        |
| アメリカ合衆国                         | フェイエットビル                       | ノースウエストアーカンソー地方空港                   |                                                                          |                                        |
| アメリカ合衆国                         | フェニックス                           | フェニックス・スカイハーバー国際空港                 |                                                                          |                                        |
| アメリカ合衆国                         | ツーソン                               | ツーソン国際空港                                     |                                                                          |                                        |
| アメリカ合衆国                         | ロサンゼルス                           | ロサンゼルス国際空港                                 |                                                                          |                                        |
| アメリカ合衆国                         | パームスプリングス                     | パームスプリングス国際空港                           | 季節運航便                                                               |                                        |
| アメリカ合衆国                         | オンタリオ                             | オンタリオ国際空港                                   |                                                                          |                                        |
| アメリカ合衆国                         | サクラメント                           | サクラメント国際空港                                 |                                                                          |                                        |
| アメリカ合衆国                         | サンディエゴ                           | サンディエゴ国際空港                                 |                                                                          |                                        |
| アメリカ合衆国                         | サンフランシスコ                       | サンフランシスコ国際空港                             |                                                                          |                                        |
| アメリカ合衆国                         | サンノゼ                               | ノーマン・Y・ミネタ・サンノゼ国際空港                |                                                                          |                                        |
| アメリカ合衆国                         | サンタアナ                             | ジョン・ウェイン空港                                 |                                                                          |                                        |
| アメリカ合衆国                         | デンバー                               | デンバー国際空港                                     |                                                                          |                                        |
| アメリカ合衆国                         | コロラドスプリングス                   | コロラドスプリングス空港                             |                                                                          |                                        |
| アメリカ合衆国                         | ハートフォード                         | ブラッドレー国際空港                                 |                                                                          |                                        |
| アメリカ合衆国                         | デイトナビーチ                         | デイトナビーチ国際空港                               |                                                                          |                                        |
| アメリカ合衆国                         | フォートローダーデール                 | フォートローダーデール・ハリウッド国際空港           |                                                                          |                                        |
| アメリカ合衆国                         | フォートマイヤーズ                     | サウスウエスト・フロリダ国際空港                     |                                                                          |                                        |
| アメリカ合衆国                         | ジャクソンビル                         | ジャクソンビル国際空港                               |                                                                          |                                        |
| アメリカ合衆国                         | キーウェスト                           | キーウェスト国際空港                                 |                                                                          |                                        |
| アメリカ合衆国                         | メルボルン                             | メルボルン国際空港                                   |                                                                          |                                        |
| アメリカ合衆国                         | マイアミ                               | マイアミ国際空港                                     |                                                                          |                                        |
| アメリカ合衆国                         | オーランド                             | オーランド国際空港                                   |                                                                          |                                        |
| アメリカ合衆国                         | タンパ                                 | タンパ国際空港                                       |                                                                          |                                        |
| アメリカ合衆国                         | ウェストパームビーチ                   | パームビーチ国際空港                                 |                                                                          |                                        |
| アメリカ合衆国                         | アトランタ                             | ハーツフィールド・ジャクソン・アトランタ国際空港     | メインハブ空港                                                           |                                        |
| アメリカ合衆国                         | ホノルル                               | ホノルル国際空港                                     |                                                                          |                                        |
| アメリカ合衆国                         | カフルイ                               | カフルイ空港                                         |                                                                          |                                        |
| アメリカ合衆国                         | コナ                                   | コナ国際空港                                         |                                                                          |                                        |
| アメリカ合衆国                         | ボイシ                                 | ボイシ空港                                           |                                                                          |                                        |
| アメリカ合衆国                         | シカゴ                                 | シカゴ・オヘア国際空港                               |                                                                          |                                        |
| アメリカ合衆国                         | シカゴ                                 | シカゴ・ミッドウェー国際空港                         |                                                                          |                                        |
| アメリカ合衆国                         | インディアナポリス                     | インディアナポリス国際空港                           |                                                                          |                                        |
| アメリカ合衆国                         | デモイン                               | デモイン国際空港                                     |                                                                          |                                        |
| アメリカ合衆国                         | シーダーラピッズ                       | イースタン・アイオワ空港                             |                                                                          |                                        |
| アメリカ合衆国                         | シンシナティ                           | シンシナティ・ノーザンケンタッキー国際空港           | ハブ空港                                                                 |                                        |
| アメリカ合衆国                         | ルイビル                               | ルイビル国際空港                                     |                                                                          |                                        |
| アメリカ合衆国                         | バトンルージュ                         | バトンルージュ・メトロポリタン空港                   |                                                                          |                                        |
| アメリカ合衆国                         | ニューオーリンズ                       | ルイ・アームストロング・ニューオーリンズ国際空港     |                                                                          |                                        |
| アメリカ合衆国                         | ボルチモア                             | ボルチモア・ワシントン国際空港                       |                                                                          |                                        |
| アメリカ合衆国                         | ボストン                               | ジェネラル・エドワード・ローレンス・ローガン国際空港 |                                                                          |                                        |
| アメリカ合衆国                         | デトロイト                             | デトロイト・メトロポリタン・ウェイン・カウンティ空港 | ハブ空港                                                                 |                                        |
| アメリカ合衆国                         | グランドラピッズ                       | ジェラルド・R・フォード国際空港                      |                                                                          |                                        |
| アメリカ合衆国                         | ミネアポリス                           | ミネアポリス・セントポール国際空港                   | ハブ空港                                                                 |                                        |
| アメリカ合衆国                         | カンザスシティ                         | カンザスシティ国際空港                               |                                                                          |                                        |
| アメリカ合衆国                         | セントルイス                           | ランバート・セントルイス国際空港                     |                                                                          |                                        |
| アメリカ合衆国                         | ビリングス                             | ビリングス・ローガン国際空港                         |                                                                          |                                        |
| アメリカ合衆国                         | オマハ                                 | エプリー・エアフィールド                             |                                                                          |                                        |
| アメリカ合衆国                         | ラスベガス                             | マッカラン国際空港                                   |                                                                          |                                        |
| アメリカ合衆国                         | リノ                                   | リノ・タホ国際空港                                   |                                                                          |                                        |
| アメリカ合衆国                         | マンチェスター                         | マンチェスター・ボストン地域空港                     |                                                                          |                                        |
| アメリカ合衆国                         | ニューアーク                           | ニューアーク・リバティー国際空港                     |                                                                          |                                        |
| アメリカ合衆国                         | アルバカーキ                           | アルバカーキ国際空港                                 |                                                                          |                                        |
| アメリカ合衆国                         | オールバニ                             | オールバニ国際空港                                   |                                                                          |                                        |
| アメリカ合衆国                         | バッファロー                           | バッファロー・ナイアガラ国際空港                     |                                                                          |                                        |
| アメリカ合衆国                         | ニューヨーク                           | ジョン・F・ケネディ国際空港                          | ハブ空港                                                                 |                                        |
| アメリカ合衆国                         | ニューヨーク                           | ラガーディア空港                                     | ハブ空港                                                                 |                                        |
| アメリカ合衆国                         | ロチェスター                           | グレーター・ロチェスター国際空港                     |                                                                          |                                        |
| アメリカ合衆国                         | シラキュース                           | シラキュース・ハンコック国際空港                     |                                                                          |                                        |
| アメリカ合衆国                         | シャーロット                           | シャーロット・ダグラス国際空港                       |                                                                          |                                        |
| アメリカ合衆国                         | ローリー                               | ローリー・ダーラム国際空港                           |                                                                          |                                        |
| アメリカ合衆国                         | ファーゴ                               | ヘクター国際空港                                     |                                                                          |                                        |
| アメリカ合衆国                         | クリーブランド                         | クリーブランド・ホプキンス国際空港                   |                                                                          |                                        |
| アメリカ合衆国                         | コロンバス                             | ポート・コロンバス国際空港                           |                                                                          |                                        |
| アメリカ合衆国                         | ポートランド                           | ポートランド国際空港                                 |                                                                          |                                        |
| アメリカ合衆国                         | ハリスバーグ                           | ハリスバーグ国際空港                                 |                                                                          |                                        |
| アメリカ合衆国                         | フィラデルフィア                       | フィラデルフィア国際空港                             |                                                                          |                                        |
| アメリカ合衆国                         | ピッツバーグ                           | ピッツバーグ国際空港                                 |                                                                          |                                        |
| アメリカ合衆国                         | プロビデンス                           | T・F・グリーン空港                                   |                                                                          |                                        |
| アメリカ合衆国                         | チャールストン                         | チャールストン国際空港                               |                                                                          |                                        |
| アメリカ合衆国                         | スーフォールズ                         | スーフォールズ地域空港                               |                                                                          |                                        |
| アメリカ合衆国                         | メンフィス                             | メンフィス国際空港                                   | 米デルタ航空 、メンフィス空港のハブ使用を9月で終了 ロイター 2013年6月5日 |                                        |
| アメリカ合衆国                         | ナッシュビル                           | ナッシュビル国際空港                                 |                                                                          |                                        |
| アメリカ合衆国                         | オースティン                           | オースティン・バーグストロム国際空港                 |                                                                          |                                        |
| アメリカ合衆国                         | ダラス                                 | ダラス・フォートワース国際空港                       |                                                                          |                                        |
| アメリカ合衆国                         | エルパソ                               | エルパソ国際空港                                     |                                                                          |                                        |
| アメリカ合衆国                         | ヒューストン                           | ジョージ・ブッシュ・インターコンチネンタル空港       |                                                                          |                                        |
| アメリカ合衆国                         | サンアントニオ                         | サンアントニオ国際空港                               |                                                                          |                                        |
| アメリカ合衆国                         | ソルトレイクシティ                     | ソルトレイクシティ国際空港                           | ハブ空港                                                                 |                                        |
| アメリカ合衆国                         | リッチモンド                           | リッチモンド国際空港                                 |                                                                          |                                        |
| アメリカ合衆国                         | ノーフォーク                           | ノーフォーク国際空港                                 |                                                                          |                                        |
| アメリカ合衆国                         | アーリントン                           | ロナルド・レーガン・ワシントン・ナショナル空港       |                                                                          |                                        |
| アメリカ合衆国                         | ワシントンD.C.                         | ワシントン・ダレス国際空港                           |                                                                          |                                        |
| アメリカ合衆国                         | シアトル                               | シアトル・タコマ国際空港                             |                                                                          |                                        |
| アメリカ合衆国                         | スポケーン                             | スポケーン国際空港                                   |                                                                          |                                        |
| アメリカ合衆国                         | グリーンベイ                           | オースチン・ストローベル国際空港                     |                                                                          |                                        |
| アメリカ合衆国                         | ミルウォーキー                         | ジェネラル・ミッチェル国際空港                       |                                                                          |                                        |
| バミューダ                             | バミューダ諸島                         | バミューダ国際空港                                   |                                                                          |                                        |
| カナダ                                 | トロント                               | トロント・ピアソン国際空港                           |                                                                          |                                        |
| カナダ                                 | モントリオール                         | モントリオール国際空港                               |                                                                          |                                        |
| カナダ                                 | バンクーバー                           | バンクーバー国際空港                                 |                                                                          |                                        |
| カナダ                                 | オタワ                                 | オタワ国際空港                                       |                                                                          |                                        |
| カナダ                                 | カルガリー                             | カルガリー国際空港                                   |                                                                          |                                        |
| カナダ                                 | ケベック・シティー                     | ケベック・ジャン・ルサージ国際空港                   |                                                                          |                                        |
| カナダ                                 | ウィニペグ                             | ウィニペグ国際空港                                   |                                                                          |                                        |
| カナダ                                 | ハリファックス                         | ハリファックス国際空港                               |                                                                          |                                        |
| カナダ                                 | サスカトゥーン                         | サスカトゥーン国際空港                               |                                                                          |                                        |
| カナダ                                 | レジャイナ                             | レジャイナ国際空港                                   |                                                                          |                                        |
| カナダ                                 | シャーロットタウン                     | シャーロットタウン空港                               |                                                                          |                                        |
| カナダ                                 | エドモントン                           | エドモントン国際空港                                 |                                                                          |                                        |
| メキシコ                               | アカプルコ                             | アカプルコ・アルバレス国際空港                       |                                                                          |                                        |
| メキシコ                               | カンクン                               | カンクン国際空港                                     |                                                                          |                                        |
| メキシコ                               | グアダラハラ                           | グアダラハラ国際空港                                 |                                                                          |                                        |
| メキシコ                               | コスメル                               | コスメル空港                                         |                                                                          |                                        |
| メキシコ                               | マサトラン                             | マサトラン空港                                       |                                                                          |                                        |
| メキシコ                               | メキシコシティ                         | メキシコ・シティ国際空港                             |                                                                          |                                        |
| メキシコ                               | モンテレイ                             | モンテレイ国際空港                                   |                                                                          |                                        |
| メキシコ                               | ロス・カボス                           | ロス・カボス空港                                     |                                                                          |                                        |
| 中央アメリカ                           |                                        |                                                      |                                                                          |                                        |
| ベリーズ                               | ベリーズシティ                         | フィリップス・S・W・ゴールドソン国際空港             |                                                                          |                                        |
| コスタリカ                             | リベリア                               | ダニエル・オドゥベール国際空港                       |                                                                          |                                        |
| コスタリカ                             | サン・ホセ                             | フアン・サンタマリーア国際空港                       |                                                                          |                                        |
| エルサルバドル                         | サン・サルバドル                       | エルサルバドル国際空港                               |                                                                          |                                        |
| グアテマラ                             | グアテマラシティ                       | ラ・アウロラ国際空港                                 |                                                                          |                                        |
| ホンジュラス                           | テグシガルパ                           | トンコンティン国際空港                               |                                                                          |                                        |
| ホンジュラス                           | サンペドロスーラ                       | ラモン・ビジェダ・モラレス空港国際空港               |                                                                          |                                        |
| ホンジュラス                           | ロアタン                               | フアン・マヌエル・ガルベス国際空港                   |                                                                          |                                        |
| ニカラグア                             | マナグア                               | マナグア国際空港                                     |                                                                          |                                        |
| パナマ                                 | パナマ                                 | トクメン国際空港                                     |                                                                          |                                        |
| 西インド諸島                           |                                        |                                                      |                                                                          |                                        |
| バハマ                                 | ナッソー                               | リンデン・ピンドリング国際空港                       |                                                                          |                                        |
| バハマ                                 | フリーポート                           | グランドバハマ国際空港                               |                                                                          |                                        |
| バハマ                                 | ジョージタウン                         | エグズーマ国際空港                                   |                                                                          |                                        |
| バハマ                                 | マーシュハーバー                       | マーシュハーバー空港                                 |                                                                          |                                        |
| バハマ                                 | ノースエリュウセラ                     | ノースエリュウセラ空港                               |                                                                          |                                        |
| キューバ                               | ハバナ                                 | ホセ・マルティ国際空港                               | [ 48 ]                                                                   |                                        |
| アンティグア・バーブーダ               | セントジョンズ                         | VCバード国際空港                                     |                                                                          |                                        |
| アルバ                                 | オラニエスタッド                       | ベアトリクス女王国際空港                             |                                                                          |                                        |
| バルバドス                             | バルバドス                             | グラントリー・アダムス国際空港                       |                                                                          |                                        |
| グレナダ                               | セントジョージズ                       | ポイント・サリンス国際空港                           |                                                                          |                                        |
| ジャマイカ                             | モンテゴ・ベイ                         | サー・ドナルド・サングスター国際空港                 |                                                                          |                                        |
| ジャマイカ                             | キングストン                           | ノーマン・マンレー国際空港                           |                                                                          |                                        |
| オランダ領アンティル                   | ボネール                               | フラミンゴ空港                                       |                                                                          |                                        |
| オランダ領アンティル                   | シント・マールテン                     | プリンセス・ジュリアナ国際空港                       |                                                                          |                                        |
| セントルシア                           | ビュー・フォート                       | ヘウノラ国際空港                                     |                                                                          |                                        |
| トリニダード・トバゴ                   | トバゴ                                 | クラウン・ポイント空港                               | 季節運航便                                                               |                                        |
| プエルトリコ                           | サン・フアン                           | ルイス・ムニョス・マリン国際空港                     |                                                                          |                                        |
| ドミニカ共和国                         | プンタ・カナ                           | プンタ・カナ国際空港                                 |                                                                          |                                        |
| ドミニカ共和国                         | サンティアゴ・デ・ロス・カバリェロス   | シバオ国際空港                                       |                                                                          |                                        |
| ハイチ                                 | ポルトープランス                       | ポルトープランス国際空港                             |                                                                          |                                        |
| アメリカ領ヴァージン諸島               | セント・トーマス                       | シリル・E・キング空港                                |                                                                          |                                        |
| アメリカ領ヴァージン諸島               | セント・クロイ                         | アレキサンダー・ハミルトン空港                       |                                                                          |                                        |
| 南アメリカ                             |                                        |                                                      |                                                                          |                                        |
| アルゼンチン                           | ブエノスアイレス                       | エセイサ国際空港                                     |                                                                          |                                        |
| ブラジル                               | リオデジャネイロ                       | アントニオ・カルロス・ジョビン国際空港               |                                                                          |                                        |
| ブラジル                               | ブラジリア                             | プレジデント・ジュセリノ・クビシェッキ国際空港       |                                                                          |                                        |
| ブラジル                               | サンパウロ                             | グアルーリョス国際空港                               |                                                                          |                                        |
| チリ                                   | サンティアゴ・デ・チレ                 | アルトゥーロ・メリノ・ベニテス国際空港               |                                                                          |                                        |
| コロンビア                             | ボゴタ                                 | エルドラド国際空港                                   |                                                                          |                                        |
| コロンビア                             | カルタヘナ                             | ラファエル・ヌニェス国際空港                         |                                                                          |                                        |
| エクアドル                             | キト                                   | マリスカル・スクレ国際空港                           |                                                                          |                                        |
| エクアドル                             | グアヤキル                             | ホセ・ホアキン・デ・オルメド国際空港                 | 季節運航便                                                               |                                        |
| ペルー                                 | リマ                                   | ホルヘ・チャベス国際空港                             |                                                                          |                                        |
| ベネズエラ                             | カラカス                               | シモン・ボリーバル国際空港                           |                                                                          |                                        |
| ヨーロッパ                             |                                        |                                                      |                                                                          |                                        |
| ベルギー                               | ブリュッセル                           | ブリュッセル国際空港                                 |                                                                          |                                        |
| チェコ                                 | プラハ                                 | ルズィニエ国際空港                                   |                                                                          |                                        |
| デンマーク                             | コペンハーゲン                         | コペンハーゲン国際空港                               |                                                                          |                                        |
| フランス                               | パリ                                   | シャルル・ド・ゴール国際空港                         |                                                                          |                                        |
| フランス                               | ニース                                 | コート・ダジュール空港                               |                                                                          |                                        |
| ドイツ                                 | ベルリン                               | ベルリン・テーゲル空港                               |                                                                          |                                        |
| ドイツ                                 | フランクフルト                         | フランクフルト空港                                   |                                                                          |                                        |
| ドイツ                                 | デュッセルドルフ                       | デュッセルドルフ空港                                 |                                                                          |                                        |
| ドイツ                                 | シュトゥットガルト                     | シュトゥットガルト空港                               |                                                                          |                                        |
| ドイツ                                 | ミュンヘン                             | ミュンヘン国際空港                                   |                                                                          |                                        |
| ギリシャ                               | アテネ                                 | アテネ国際空港                                       |                                                                          |                                        |
| ハンガリー                             | ブダペスト                             | フェレンツ・リスト国際空港                           |                                                                          |                                        |
| アイルランド                           | ダブリン                               | ダブリン空港                                         |                                                                          |                                        |
| アイルランド                           | シャノン                               | シャノン空港                                         | 季節運航便                                                               |                                        |
| アイスランド                           | レイキャヴィーク                       | ケプラヴィーク国際空港                               |                                                                          |                                        |
| イタリア                               | ローマ                                 | フィウミチーノ空港                                   |                                                                          |                                        |
| イタリア                               | ミラノ                                 | ミラノ・マルペンサ国際空港                           |                                                                          |                                        |
| イタリア                               | ピサ                                   | ガリレオ・ガリレイ国際空港                           | 季節運航便                                                               |                                        |
| イタリア                               | ヴェネツィア                           | ヴェネツィア・テッセラ空港                           |                                                                          |                                        |
| オランダ                               | アムステルダム                         | アムステルダム・スキポール空港                       | ハブ空港                                                                 |                                        |
| スペイン                               | マドリード                             | アドルフォ・スアレス・マドリード＝バラハス空港       |                                                                          |                                        |
| スペイン                               | バルセロナ                             | バルセロナ・エル・プラット国際空港                   |                                                                          |                                        |
| スペイン                               | マラガ                                 | マラガ＝コスタ・デル・ソル空港                       | 季節運航便                                                               |                                        |
| スペイン                               | バレンシア                             | バレンシア空港                                       | 季節運航便                                                               |                                        |
| ポルトガル                             | リスボン                               | ウンベルト・デルガード空港                           | 季節運航便                                                               |                                        |
| ポルトガル                             | ポンタ・デルガダ                       | ポンタ・デルガダ空港                                 | 季節運航便                                                               |                                        |
| スイス                                 | チューリッヒ                           | チューリッヒ空港                                     |                                                                          |                                        |
| イギリス                               | ロンドン                               | ロンドン・ヒースロー空港                             |                                                                          |                                        |
| イギリス                               | マンチェスター                         | マンチェスター空港                                   |                                                                          |                                        |
| イギリス                               | エディンバラ                           | エディンバラ空港                                     |                                                                          |                                        |
| イギリス                               | グラスゴー                             | グラスゴー国際空港                                   | [ 49 ]                                                                   |                                        |
| 東アジア                               |                                        |                                                      |                                                                          |                                        |
| 日本                                   | 東京                                   | 東京国際空港                                         |                                                                          |                                        |
| 中国                                   | 上海                                   | 上海浦東国際空港                                     |                                                                          |                                        |
| 中国                                   | 北京                                   | 北京首都国際空港                                     |                                                                          |                                        |
| 香港                                   | 香港                                   | 香港国際空港                                         | 2026年6月6日より運航再開予定                                             |                                        |
| 韓国                                   | ソウル                                 | 仁川国際空港                                         | ハブ空港                                                                 |                                        |
| 南東アジア                             |                                        |                                                      |                                                                          |                                        |
| フィリピン                             | マニラ                                 | ニノイ・アキノ国際空港                               | 東京/成田経由便（2020年3月からソウル/仁川経由便に変更）                  |                                        |
| 南アジア                               |                                        |                                                      |                                                                          |                                        |
| インド                                 | ムンバイ                               | チャットラパティー・シヴァージー国際空港             | [ 53 ]                                                                   |                                        |
| 南西アジア                             |                                        |                                                      |                                                                          |                                        |
| イスラエル                             | テルアビブ                             | ベン・グリオン国際空港                               |                                                                          |                                        |
|                                        |                                        |                                                      |                                                                          |                                        |
| オセアニア                             |                                        |                                                      |                                                                          |                                        |
| オーストラリア                         | シドニー                               | シドニー国際空港                                     |                                                                          |                                        |
| オーストラリア                         | メルボルン                             | メルボルン空港                                       |                                                                          |                                        |
| オーストラリア                         | ブリズベン                             | ブリズベン空港                                       |                                                                          |                                        |
| アフリカ                               |                                        |                                                      |                                                                          |                                        |
| ガーナ                                 | アクラ                                 | コトカ国際空港                                       |                                                                          |                                        |
| ナイジェリア                           | アブジャ                               | ンナムディ・アジキウェ国際空港                       |                                                                          |                                        |
| ナイジェリア                           | ラゴス                                 | ムルタラ・モハンマド国際空港                         |                                                                          |                                        |
| 南アフリカ共和国                       | ヨハネスブルグ                         | ヨハネスブルグ国際空港                               |                                                                          |                                        |
| 休・廃止路線                           |                                        |                                                      |                                                                          |                                        |
| 南アメリカ                             |                                        |                                                      |                                                                          |                                        |
| ブラジル                               | フォルタレザ                           | フォルタレザ国際空港                                 |                                                                          |                                        |
| ブラジル                               | マナウス                               | エドワルド・ゴメス国際空港                           |                                                                          |                                        |
| ブラジル                               | レシフェ                               | グアラペス国際空港                                   |                                                                          |                                        |
| ガイアナ                               | ジョージタウン                         | チェディ・ジェーガン国際空港                         |                                                                          |                                        |
| ヨーロッパ                             |                                        |                                                      |                                                                          |                                        |
| オーストリア                           | ウィーン                               | ウィーン国際空港                                     |                                                                          |                                        |
| フィンランド                           | ヘルシンキ                             | ヘルシンキ・ヴァンター国際空港                       |                                                                          |                                        |
| フランス                               | リヨン                                 | サン＝テグジュペリ国際空港                           |                                                                          |                                        |
| ノルウェー                             | オスロ                                 | オスロ空港                                           |                                                                          |                                        |
| スウェーデン                           | ストックホルム                         | ストックホルム・アーランダ空港                       |                                                                          |                                        |
| ポーランド                             | ワルシャワ                             | ワルシャワ・フレデリック・ショパン空港               |                                                                          |                                        |
| ルーマニア                             | ブカレスト                             | アンリ・コアンダ国際空港                             |                                                                          |                                        |
| ロシア                                 | モスクワ                               | シェレメーチエヴォ国際空港                           | 季節運航便                                                               |                                        |
| ロシア                                 | サンクトペテルブルク                   | プルコヴォ空港                                       |                                                                          |                                        |
| イギリス                               | ロンドン                               | ロンドン・ガトウィック空港                           |                                                                          |                                        |
| ウクライナ                             | キエフ                                 | ボルィースピリ国際空港                               |                                                                          |                                        |
| トルコ                                 | イスタンブール                         | アタテュルク国際空港                                 | [ 54 ]                                                                   |                                        |
| 東アジア                               |                                        |                                                      |                                                                          |                                        |
| 日本                                   | 東京                                   | 成田国際空港                                         | 2020年3月28日をもって撤退                                                |                                        |
| 日本                                   | 大阪                                   | 関西国際空港                                         |                                                                          |                                        |
| 日本                                   | 名古屋                                 | 中部国際空港                                         |                                                                          |                                        |
| 日本                                   | 福岡                                   | 福岡空港                                             |                                                                          |                                        |
| 台湾                                   | 台北                                   | 台湾桃園国際空港                                     | [ 55 ]                                                                   |                                        |
| 中国                                   | 広州                                   | 広州白雲国際空港                                     |                                                                          |                                        |
| 韓国                                   | 釜山                                   | 金海国際空港                                         |                                                                          |                                        |
| 南東アジア                             |                                        |                                                      |                                                                          |                                        |
| ベトナム                               | ホーチミンシティ                       | タンソンニャット国際空港                             |                                                                          |                                        |
| タイ                                   | バンコク                               | スワンナプーム国際空港                               | [ 56 ]                                                                   |                                        |
| シンガポール                           | シンガポール                           | シンガポール・チャンギ国際空港                       | 2019年9月22日をもって撤退                                                |                                        |
| 南アジア                               |                                        |                                                      |                                                                          |                                        |
| インド                                 | デリー                                 | インディラ・ガンディー国際空港                       |                                                                          |                                        |
| インド                                 | チェンナイ                             | チェンナイ国際空港                                   |                                                                          |                                        |
| 南西アジア                             |                                        |                                                      |                                                                          |                                        |
| アラブ首長国連邦                       | ドバイ                                 | ドバイ国際空港                                       | [ 58 ]                                                                   |                                        |
| クウェート                             | クウェート                             | クウェート国際空港                                   |                                                                          |                                        |
| ヨルダン                               | アンマン                               | クィーンアリア国際空港                               |                                                                          |                                        |
| オセアニア                             |                                        |                                                      |                                                                          |                                        |
| グアム                                 | グアム                                 | グアム国際空港                                       | [ 59 ]                                                                   |                                        |
| 北マリアナ諸島                         | サイパン                               | サイパン国際空港                                     | [ 60 ]                                                                   |                                        |
| パラオ                                 | パラオ                                 | パラオ国際空港                                       | [ 60 ]                                                                   |                                        |
| アフリカ                               |                                        |                                                      |                                                                          |                                        |
| リベリア                               | モンロビア                             | ロバーツ国際空港                                     |                                                                          |                                        |
| セネガル                               | ダカール                               | レオポール・セダール・サンゴール国際空港             |                                                                          |                                        |
| 南アフリカ共和国                       | ケープタウン                           | ケープタウン国際空港                                 |                                                                          |                                        |
| エジプト                               | カイロ                                 | カイロ国際空港                                       |                                                                          |                                        |

## 日本路線

### 日本への運航便
| 便名      | 路線         | 路線      | 機材              | コードシェア※ |
| --------- | ------------ | --------- | ----------------- | ------------- |
| DL7/8     | ロサンゼルス | 東京/羽田 | エアバスA350-900  | LA、VN        |
| DL166/167 | シアトル     | 東京/羽田 | エアバスA350-900  | VN            |
| DL294/295 | アトランタ   | 東京/羽田 | エアバスA350-900  | VN            |
| DL120/121 | ミネアポリス | 東京/羽田 | エアバスA350-900  | VN            |
| DL275/276 | デトロイト   | 東京/羽田 | エアバスA350-900  | VN            |
| DL180/181 | ホノルル     | 東京/羽田 | ボーイング767-300 | VN            |

※コードシェア　LA→LATAMチリ、VN→ベトナム航空

### 日本との歴史

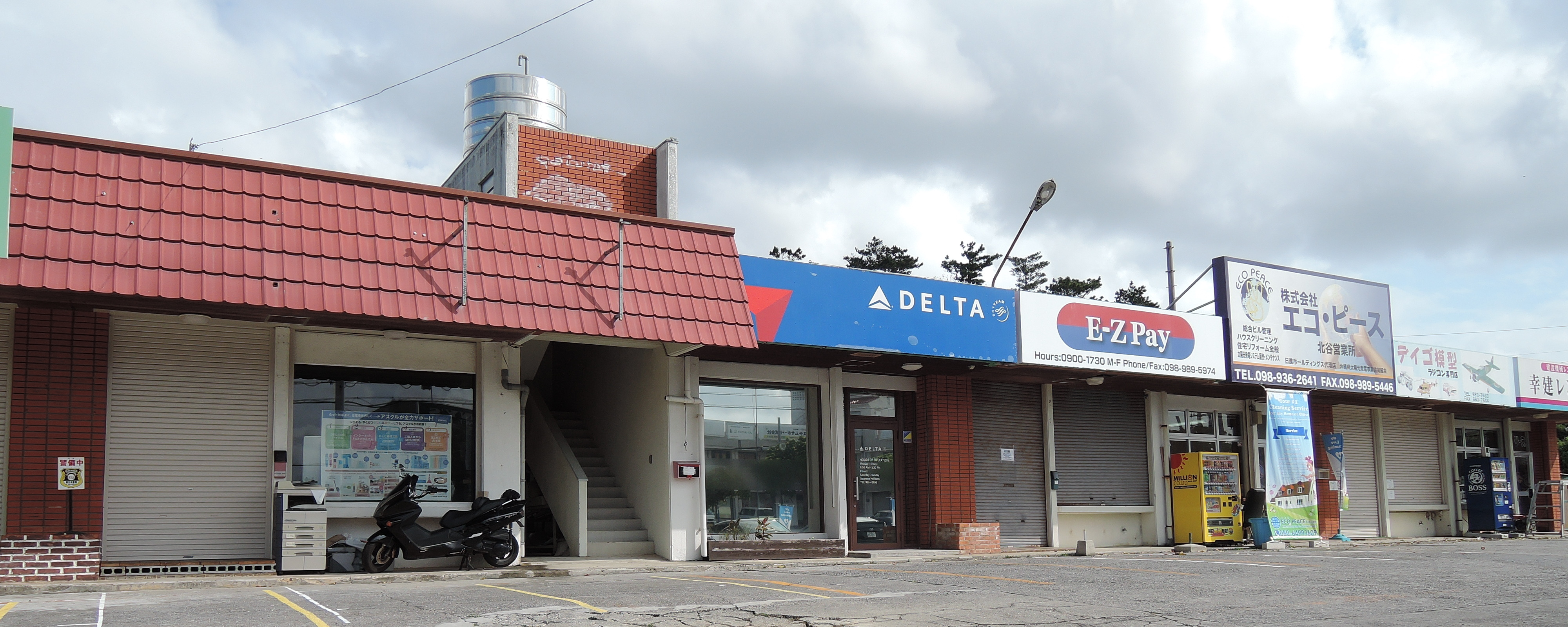
デルタ航空 沖縄北谷町営業支店

デルタ航空は、1987年3月3日、東京/成田-ポートランド-アトランタ線を開設し、日本への乗り入れを開始した。旧社時代は成田国際空港からポートランド、ロサンゼルス、ニューヨーク、アトランタへ、名古屋飛行場からポートランド・ロサンゼルスへ運航しており、短期間だが福岡 - ポートランド線を運航していたこともあった。しかし、2001年9月11日のアメリカ同時多発テロの直後、成田 - アトランタ便を除いてアジア路線から一時撤退した。

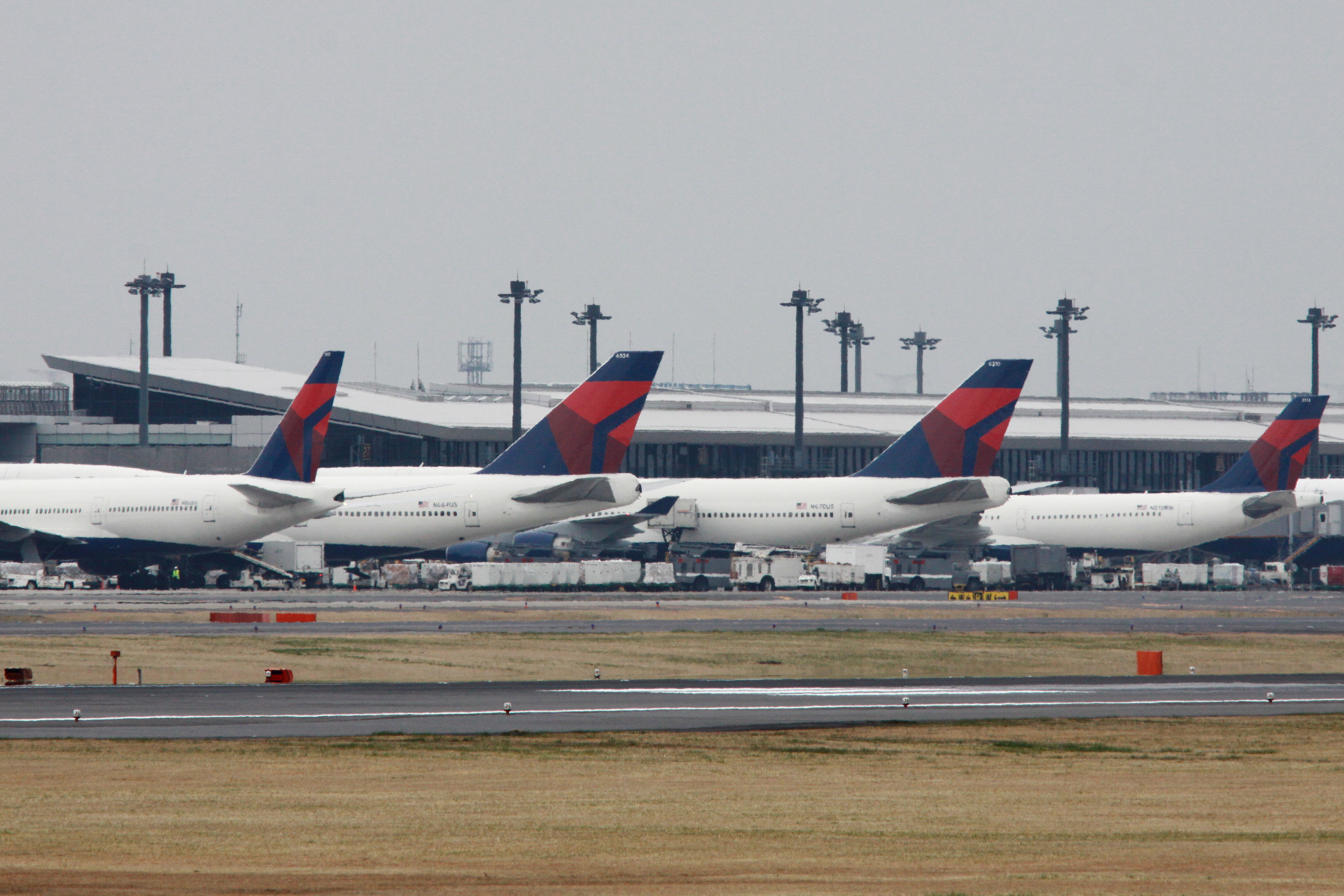
成田国際空港に駐機するデルタ機（2010年）

ノースウエスト航空との統合により、2010年1月31日からは、成田空港での以遠権路線やハブ機能を引き継ぎ、2013年時点では、成田空港発着でアメリカ本土へ9路線（アトランタ、デトロイト、ミネアポリス、ニューヨーク、ポートランド、ソルトレイクシティ、シアトル、ロサンゼルス、サンフランシスコ）、太平洋諸島へ4路線（グアム、サイパン、ホノルル、パラオ）、第三国への以遠権路線10路線（北京、上海/浦東、香港、台北/桃園、ソウル、釜山、マニラ、ホーチミン、バンコク、シンガポール）、国内線2路線（関西、中部）の合計25路線を運航し、日本航空、全日本空輸に次いで3番目、外国航空会社として最多の便数を運航していた。また、米国外では唯一である「デルタ・スカイクラブ」ラウンジも開設していた。2014年12月には、成田空港内に「成田テクニカルオペレーションセンター」を開設し、成田空港撤退後も、就航前整備や長距離路線用の機材の定期整備作業で使用し、同空港をアジア地域の整備拠点として活用している。

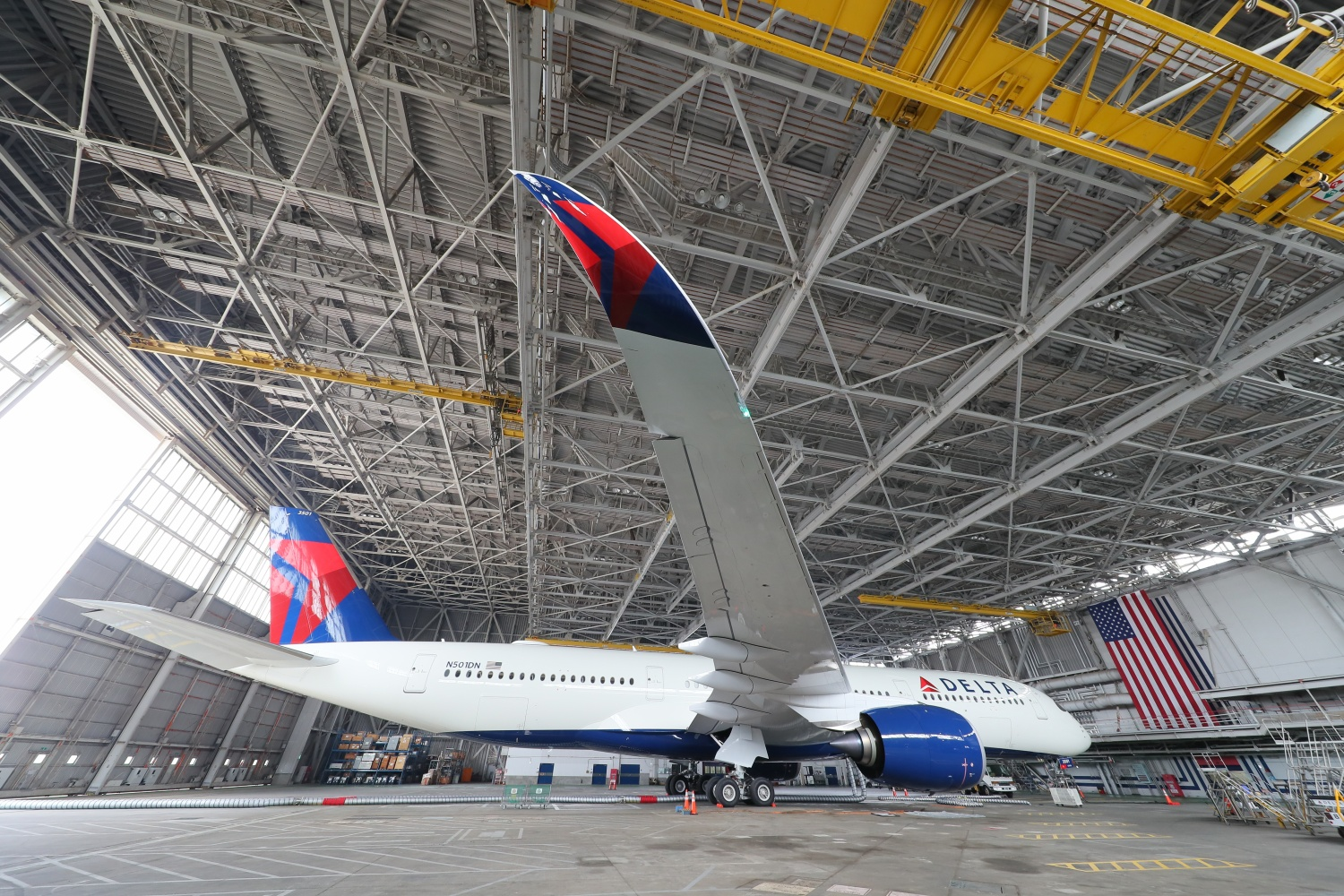
成田テクニカルオペレーションセンター

しかし、日本国内に提携航空会社がなく（スカイチームには日本の航空会社は加入していないため） 、日本の国内線からの乗り継ぎ需要や、アジア-日本-アメリカでの3国間流動の取り込みに失敗していたため、提携会社を取り込もうと行動したこともあるが、これも失敗した。
- 2015年頃、スカイマークが民事再生法を申請し、債権者集会で再建案を決議することが決定した。当初は国交省が支持したANAホールディングスを中心とする案が有力であったが、ANA側が提示した再建案ではスカイマークが民事再生法申請前に運航していたエアバス機（エアバスA330）と発注していたエアバスA380が排除されており、それに対し、債権者であるエアバスとイントレピッドが反発し[67]、イントレピッドはデルタを担ぎ出し、ANAとデルタが相対する構図となった。しかし、ANAはエアバスにA380など機材の購入を持ちかけて支持を取り付け、ANA主導での再建案に決定した[68]。

そのため、日本とアメリカ間のビジネス需要を取り込む戦略にシフトした。そのため、成田空港発着の路線を以遠権路線を含めて大幅に路線を縮小していき、羽田空港発着にシフトする動きが表面化した。
- 2015年末頃に日米航空交渉の目途がつき、羽田空港の昼間発着枠が新規割り当てされる可能性が浮上したが、デルタ航空は従来の成田国際空港の地位低下を危惧し、羽田空港発着枠を新規に割り当てる際、成田空港発着枠への移行を要求した[70]。

- 2016年2月18日に日米航空交渉が合意に達し、2016年10月末からの冬期スケジュールから、アメリカ線の羽田発着枠は、昼間時間帯に日米双方5便、深夜早朝時間帯に双方1便の1日計12便が設定されることとなった。これに対し、「羽田空港の昼間の発着枠の部分的な開放に合意したことを非常に残念に思います。羽田空港では引き続き競争が制限され、厳しく規制された空港となると思われます」という立場を公表[71] したが、ロサンゼルス・ミネアポリス・アトランタ線の新規枠での就航希望を申請したと発表し[72]、2016年7月20日、アメリカ運輸省によりデルタのロサンゼルス線とミネアポリス線の割当が決定された[73]。

- 2016年の羽田発着枠配分に対しては、日本国内に提携航空会社をもたないデルタが他のアメリカキャリア（JALと提携するアメリカン航空・ハワイアン航空、ANAと提携するユナイテッド航空）よりも、乗り継ぎ需要の取り込みにおいて不利になると主張し、また、顧客が自社の拠点である成田発着便から地理的優位性の高い競合他社の羽田発着に移ると判断した。そのため、2016年秋には、成田 - ニューヨーク/JFK線とその接続便の成田 - 関西線、成田 - バンコク線を運休（撤退）した[74]。

- 2019年5月16日、2020年東京オリンピックにむけた2020年夏期スケジュールの羽田空港発着枠新規配分で、シアトル・デトロイト・アトランタ・ポートランド・ホノルルの5路線の仮承認をアメリカ運輸省から受けた[75][76]。これは競合のアメリカン航空やユナイテッド航空よりも多く、提携相手のいない不利な点を考慮された。

2019年の発着枠配分で5路線の認可を受けたことで、成田や関空、中部から完全撤退し、日本路線全便を羽田に集約する方針を打ち出した。
- 成田 - シンガポール線を2019年9月22日、成田 - マニラ線も2020年4月に運休し、成田発着の以遠路線からの撤退を同年8月9日に発表した[77]。これにより、デルタのアジア・太平洋路線における拠点空港は、同じスカイチームの創設メンバーで共同事業も行っている大韓航空の拠点である、韓国の仁川国際空港へ移行するとした[78][79]。
- また、成田空港以外でも、関西-ホノルル、シアトル線、中部-ホノルル線は2020年夏スケジュールから運航されず、中部-デトロイト線も、2021年に週1往復で再開したが、2023年3月に運休した[80]。中部国際空港は当社のみならず、アメリカ本土への直行便も廃止された他、デルタ航空にとっては米国航空会社で過去最小規模の日本乗り入れである。

需要の変化により、アメリカ運輸省に羽田スロットの柔軟活用案を提案し、ホノルル線とポートランド線の発着枠を使用し路線変更を計画したが、却下された。結果的に、2023年10月28日、東京/羽田-ホノルル線に新規就航したが、2023年9月22日、東京/羽田～ポートランド線の発着枠を返還すると発表した。返還されたスロットは、ユナイテッド航空のヒューストン線、アメリカン航空のニューヨーク/JFK線が申請されたが、最終的にアメリカン航空のニューヨーク線が選定された。
2025年4月から羽田-ミネアポリス線、2025年5月から羽田-シアトル線の機材をエアバスA330-900neoからエアバスA350-900に変更し、ホノルル線以外の日本とアメリカ本土を結ぶ路線の機材がエアバスA350-900に統一された。
2025年のトランプ政権の関税政策をうけ、受領したA350やA330neoなどのエアバス機を成田テクニカルオペレーションセンター経由で受領した。A350-900「機体番号：N528DN」が成田受領の1番目となり、成田からソウル/仁川にフェリーされた後、ソウルから営業運航を開始した。

## サービス

### 座席
長距離国際線では、デルタ・ワン（ビジネスクラス、旧名：ビジネスエリート）とデルタ・コンフォートプラス（プレミアムエコノミークラス、旧名：エコノミーコンフォート）およびメインキャビン（エコノミークラス）の実質3クラス制をとる。
コンフォートプラスはマイルではなく金額でアップグレードできることなどから、いわゆるプレミアムエコノミークラスに分類されることもある。シートそのものは基本的にメインキャビンと同じだが、10番台の列など機体前方に位置しており、前後座席感を10cm強広くとり、さらにリクライニング角度を約1.5倍増やしたもので、スペースにゆとりがある。また優先搭乗やスターバックスのコーヒーや上質なスナックが楽しめるといった特典がある。
その他のアメリカ国内線や近距離国際路線ではファーストクラスとコンフォートプラス、メインキャビンの3クラス制で運航されている（ごく一部のデルタ・コネクション便に限り全席メインキャビンが採用されている）。例外的に、一部のアメリカ国内横断路線（ニューヨーク/JFK - サンフランシスコ、ロサンゼルス間）においては長距離国際線同様にファーストクラスの座席をデルタ・ワンに替えて運航する。
近年は中長距離国際線やアメリカ国内線の長距離路線に使用するB767（-300ER/-400ER）、B777（-200ER/-200LR）、B757を中心に機内全面リニューアルを進めており、デルタ・ワンにフルフラットベッドシートの装着、コンフォートプラスとメインキャビンでは、最新のオンデマンドエンターテイメントシステム搭載を行っている。
2017年10月30日よりデトロイト - 東京/成田線に導入されるエアバスA350は、新仕様のビジネスクラス「デルタ・ワン スイート」を32席搭載。世界初の個室スライドドアを設置して個室空間を提供し、全席通路アクセスができるフルフラットシートとなる。そのほかプレミアムエコノミークラスでは「デルタ・プレミアムセレクト」を48席搭載するほか、メインキャビン226席を搭載した計306席仕様になる。なお、新仕様のビジネスクラスとプレミアムエコノミークラスは、既存のボーイング777-200ER/LR型機にも搭載されていた。

### 機内サービス
長距離国際線では全席で機内食やアメニティを提供する。デルタ・ワンは、TUMI製ポーチのアメニティセット、コース料理や様々なアルコール類を含めた飲料が無料で提供される。メインキャビンにおいては飲料は原則としてノンアルコール飲料のみ無料であるが、例外的に日本発着便を中心とした一部路線でビールやワインを無料としている。また2016年7月より、日本 - アメリカ線（日本発ホノルル行を除く）にて、メインキャビンを含む全座席でアイスクリームを提供。9月15日以降は従来のアメニティに機内用スリッパを全座席で提供する。
短距離国際線およびアメリカ国内線ではユナイテッド航空やアメリカン航空などの競合他社と同様、ファーストクラスでは食事・アルコール類を含めた飲料を無料とし、メインキャビンではノンアルコール飲料およびスナックが無料で提供される。なお、「EATS」という名称で有料で機内食を販売するサービスもある。
2016年、競合各社との差別化を図るため、ニューヨーク/JFK - ロサンゼルス、サンフランシスコ間で、エコノミークラスの乗客に対しても無料の機内食提供を試験的に開始。2017年3月1日からは、北米大陸横断路線の12路線に拡大することとしている。

### 機内インターネット
Gogo Inflight Internetの技術を使用した無線LANによるインターネット接続サービスを有料で提供している。アメリカ国内線のみならず、2018年現在は長距離国際線の全ての路線でも使用可能である。
対象となる機材は以下の通り
- 【Ku技術を使用】ボーイング757-200/ボーイング767-300/ボーイング767-400/ボーイング777-200/エアバスA330
- 【2Ku技術を使用】ボーイング737-800/ボーイング737-900/ボーイング757-200/エアバスA319/エアバスA320/エアバスA321
- 【2Ku技術導入予定】ボーイング737-700/ボーイング757-300/エアバスA350XWB

### スカイマイル
スカイマイル（SkyMiles）は、デルタ航空のマイレージサービスである。2009年10月にノースウエスト航空のワールドパークスと統合され、提携航空会社が大幅に増えた。また、2011年1月1日よりマイル有効期限が廃止された。
スカイチーム加盟各社のほか、下記の航空会社と相互提携している。
- ゴル航空
- 中国南方航空（2019年にスカイチームを脱退）
- ハワイアン航空（一部制限あり）
- ヴァージン・オーストラリア

以前行われていたアラスカ航空との提携は2017年を最後に終了した。アラスカ航空は2021年にワンワールドに加盟した。

アジア太平洋地域在住会員のみ、下記の航空会社の特典航空券が得られる（搭乗した場合の加算はできない）。
- タイ・エアアジア
- ジェットスター・アジア航空
- スカイマーク[97]

なおシンガポール航空（スターアライアンス）は、航空連合が異なるにも関わらずスカイマイルと提携していた時期があり、ワールドパークスとの統合後も、マイルの加算・利用ができたが、2010年5月15日にこの提携が解消されている。

### 空港ラウンジ
アメリカ国内の空港を中心に、「SKY CLUB（スカイクラブ）」の名称で空港ラウンジを提供している。利用対象はビジネスエリート・ファーストクラスの乗客やスカイマイルのメダリオン会員（上級会員）およびスカイチーム加盟航空会社の上級会員の一部を中心とするが、それ以外の乗客でも利用料を支払うことで入場できる。サービス内容はラウンジによってそれぞれ異なるが、飲料・軽食・雑誌・新聞類の提供はほぼ共通してなされる。日本においては、ハブ空港である成田空港において、第1サテライトと第2サテライトの二箇所でスカイクラブラウンジを運営していた。しかし、成田発着便の減便に伴い、第1サテライトのラウンジは2017年5月15日で営業終了した。一方、ミネアポリス線などに就航した羽田空港では提携ラウンジを提供し、成田のラウンジ縮小を羽田のラウンジ提供強化という形で補っている（以前は、上級会員でもエコノミーシートでは羽田の提携ラウンジは利用不可となっていた。これは成田ラウンジと異なる運用で、上級会員から不満が出ていた。現在は、成田ラウンジと同様、エコノミーでも上級会員であれば羽田の提携ラウンジが利用可能となっている）。北米路線で成田からの撤退・羽田への集約を進め、2020年3月には羽田空港第3ターミナルにデルタ・スカイクラブ・ラウンジを新設することを発表した。

### コードシェア
スカイチーム以外では、下記の航空会社とコードシェア便を運航している。
- ヴァージン・オーストラリア
- アラスカ航空
- アメリカン・イーグル航空
- ウェストジェット航空[103]
- ゴル航空
- ミッドウェスト航空
- ハワイアン航空
- ロイヤル・エア・モロッコ

なお、大西洋路線ではエールフランス、KLMオランダ航空、アリタリア-イタリア航空及びヴァージン・アトランティック航空と共同事業を行っており、どの会社がいずれの会社の運航便を販売しても利益とコストを分割し運営を効率化している。

## その他

### 広告、宣伝活動
1996年アトランタオリンピックや2002年ソルトレイクシティオリンピック、2028年ロサンゼルスオリンピック、コパ・アメリカ・センテナリオなどのオフィシャルエアラインを務め、MLBのアトランタ・ブレーブス、シンシナティ・レッズ、デトロイト・タイガース、ニューヨーク・ヤンキース、ニューヨーク・メッツ、セントルイス・カージナルス、ピッツバーグ・パイレーツ、サンディエゴ・パドレス、ワシントン・ナショナルズや、NFLのバッファロー・セイバーズ、NHLのロサンゼルス・キングス、NBAのロサンゼルス・レイカーズ、イングランド・プレミアリーグのチェルシーFCなどのスポンサーを務めている。

選手移動などで協力していて、同社機材ボーイング757-200などではVIP（オールファースト72席）仕様の機材などで運用されている。
2016年リオデジャネイロ五輪では、同社本拠地のアトランタで事前合宿していた出場予定のU-23サッカーナイジェリア代表がチーム内不手際で、前日までの現地（マナウス）乗り入れ出来ていない状況でチーム移送依頼があり、チームからの支払いの保証をとらずに6時間以内で手配し、救援チャーター便を仕立て、チームを試合開始6時間前までに現地へ輸送したりしている。
2018年3月23日、大迫傑（ナイキ・オレゴン・プロジェクト）のオフィシャル・エアラインに就任。大迫の活動拠点であるオレゴン州への日米間の移動をサポートするほか、日米路線の広告やプロモーション、キャンペーンなどに起用するとした。

### 予約システム
デルタ航空は「deltamatic」と呼ばれる予約システムを使用している。

### 制服
2020年現在、デルタ航空の客室乗務員、整備士、手荷物係の制服は、ランズエンド社の製品となっている。この制服は2018年5月から採用されているが、採用直後から着用している客室乗務員が身体上の不調を訴えるようになり、2019年12月には客室乗務員ら500人あまりがランズエンドを相手取ってアメリカ連邦裁判所に訴訟を起こす事態となった。ランズエンド側は、問題とされた制服について「厳格な世界基準通り、あるいは基準を上回っている」と回答して対抗しているが、デルタ航空側は、新しい制服への切り替えを準備している。

### 新型コロナウイルス対策
2020年、新型コロナウイルスの感染拡大局面においては、アメリカ疾病対策センターの指針に沿って、機内の乗客と乗務員全員に対し常時マスクの着用を求めることとなった。同年7月23日には、デトロイト空港から離陸する機内で乗客2人がマスク着用を拒否したため、同機が搭乗ゲートに引き返して拒否した乗客を降ろす出来事もあった。
この他、空港チェックインカウンター等にはアクリル板の仕切りを設置し、旅券読み込み機能を備えた自動チェックイン機や顔認証システム式自動改札機の導入など、大幅なタッチレス化を推進している。

## 航空事故
デルタ航空が起こした主な事故。
- 1967年3月30日、ニューオーリンズ国際空港付近で訓練飛行を行っていたデルタ航空9877便（ダグラス DC-8-51）が着陸進入中にコントロールを失い住宅街に墜落した。乗員6人全員と地上の13人が死亡した。

- 1972年5月30日、訓練飛行を行っていたデルタ航空9570便（マクドネル・ダグラス DC-9-14）がグレーター・サウスウエスト国際空港（英語版）への着陸進入中に前方を飛行するDC-10の後方乱気流に遭遇し、墜落した。乗員4人全員が死亡した。

- 1985年8月5日、フォートローダーデール・ハリウッド国際空港発ダラス・フォートワース国際空港経由ロサンゼルス国際空港行のデルタ航空191便（L-1011 トライスター）がダラスで着陸直前にマイクロバーストに遭遇。空港の手前に墜落し、乗員乗客163人中134人と乗用車を運転していた1人が死亡した。

- 1988年8月31日、ジャクソン・エヴァース国際空港発ダラス・フォートワース国際空港経由ソルトレイクシティ国際空港行のデルタ航空1141便（ボーイング727-232Adv）がダラスでフラップを出さずに離陸。滑走路の端から980メートル地点に墜落し、乗員乗客108人中14人が死亡した。

- 1996年7月6日、ペンサコーラ地域空港（英語版）発ウィリアム・B・ハーツフィールド国際空港行のデルタ航空1288便（マクドネル・ダグラス MD-88）がペンサコーラで離陸滑走中にエンジンが爆発。離陸を中断し、機体は滑走路上で停止した。乗員乗客142人中2人が死亡した。

- 2015年3月5日、ハーツフィールド・ジャクソン・アトランタ国際空港発ラガーディア空港行のデルタ航空1086便（マクドネル・ダグラス MD-88）がラガーディアで着陸に失敗。滑走路をオーバーランし、空港外周のフェンスを突き破って停止した。乗員乗客132人全員に死者はなかった。詳しくはデルタ航空1086便着陸失敗事故を参照。
- 2024年9月10日、デルタ航空295便(エアバスA350)とエンデバー航空5261便(ボンバルディア CRJ900)が米ジョージア州アトランタのハーツフィールドジャクソン国際空港で離陸しようとしたデルタ航空機と衝突した。これによりCRJ型機の垂直尾翼が折れ、デルタ航空の295便のA350は自力でゲートまで移動し、乗客を降ろした。これにより、周辺の誘導路は閉鎖された。295便は代替機材として、ロサンゼルスオリンピック塗装（LA28塗装）のエアバスA350-900型機（機体番号：N522DZ）をアトランタから東京国際空港へ向かわせた。